# La Tour-de-Salvagny
La Tour-de-Salvagny est une commune française située dans la métropole de Lyon, en région Auvergne-Rhône-Alpes.

## Géographie

### Localisation
La commune de La Tour-de-Salvagny est située à une dizaine de kilomètres à vol d'oiseau au nord-ouest de Lyon.

### Voies de communication et transports
La ville fait partie de la métropole de Lyon et est située sur un axe de transport majeur de l'Ouest de Lyon. Elle permet de relier Lyon ou Paris par l'autoroute A6, ou Clermont-Ferrand et Bordeaux par l'autoroute A89 à l'Ouest.
La gare de La Tour-de-Salvagny est traversée par la ligne de tram-train de l'Ouest lyonnais. Cette ligne relie Sain-Bel à la gare Saint-Paul de Lyon.
On peut accéder à l'agglomération lyonnaise grâce à la ligne 86 du réseau TCL, qui assure la correspondance avec le métro lyonnais à la gare Gorge de Loup dans le neuvième arrondissement.

## Urbanisme

### Typologie
Au 1er janvier 2024, La Tour-de-Salvagny est catégorisée ceinture urbaine, selon la nouvelle grille communale de densité à sept niveaux définie par l'Insee en 2022.
Elle appartient à l'unité urbaine de Lyon, une agglomération inter-départementale regroupant 123  communes, dont elle est une commune de la banlieue,,. Par ailleurs la commune fait partie de l'aire d'attraction de Lyon, dont elle est une commune de la couronne,. Cette aire, qui regroupe 397 communes, est catégorisée dans les aires de 700 000 habitants ou plus (hors Paris),.

### Occupation des sols
L'occupation des sols de la commune, telle qu'elle ressort de la base de données européenne d’occupation biophysique des sols Corine Land Cover (CLC), est marquée par l'importance des territoires artificialisés (46,6 % en 2018), en augmentation par rapport à 1990 (38,3 %). La répartition détaillée en 2018 est la suivante : 
zones urbanisées (31,7 %), forêts (29,5 %), zones agricoles hétérogènes (17,5 %), espaces verts artificialisés, non agricoles (11,2 %), prairies (6,4 %), zones industrielles ou commerciales et réseaux de communication (3,7 %). L'évolution de l’occupation des sols de la commune et de ses infrastructures peut être observée sur les différentes représentations cartographiques du territoire : la carte de Cassini (XVIIIe siècle), la carte d'état-major (1820-1866) et les cartes ou photos aériennes de l'IGN pour la période actuelle (1950 à aujourd'hui).

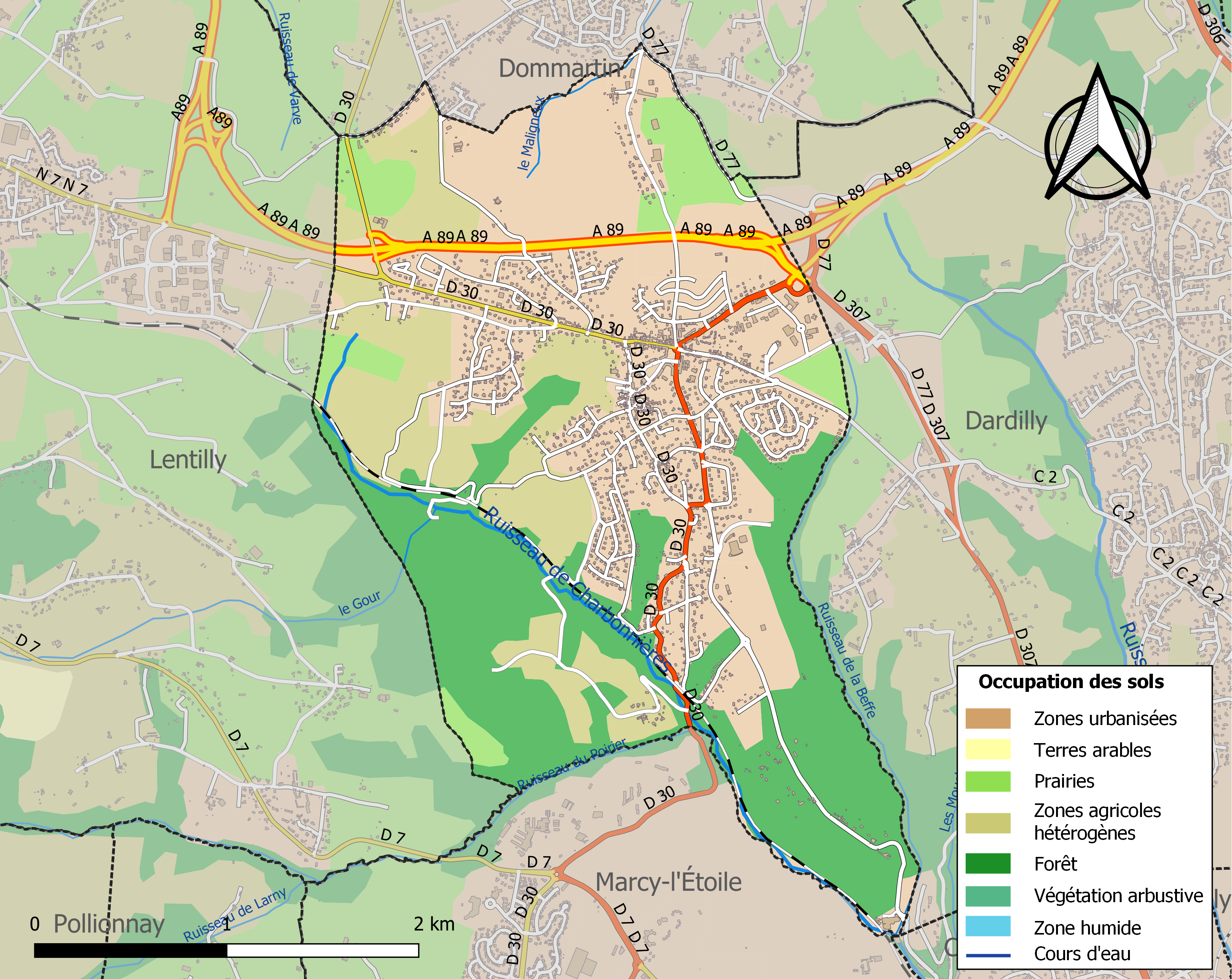
Carte des infrastructures et de l'occupation des sols de la commune en 2018 (CLC).

## Toponymie
L'origine du nom de Salvagny remonterait à un nom de personne gallo-romain Salvinius auquel est apposé le suffixe -acum, ce qui correspondrait à Salviniacum, « domaine de Salvinius ».
Au cours de la Révolution française, la commune porte provisoirement le nom de Salvagny.
Le Grand Lyon disparait le 1er janvier 2015, et laisse place à la collectivité territoriale de la métropole de Lyon. La commune quitte ainsi le département du Rhône.

## Histoire

### Présentation géographique
La commune de La Tour de Salvagny est située en limite nord du Plateau lyonnais, territoire étiré sur une trentaine de kilomètres entre les monts du Lyonnais à l’ouest et la vallée du Rhône à l’est. Elle en possède les deux traits caractéristiques : une structure géologique faite de roches dures (ici des gneiss granulitiques) qui est celle du socle du Massif central ; une altitude moyenne de l’ordre de 300 à 350 mètres, qui en fait comme une sorte de marchepied entre plaine et montagne.
Ses limites correspondent aux coupures naturelles constituées par le ruisseau de la Beffe à l’est en limite de la commune de Dardilly et au sud par le ruisseau de la Grande Rivière et de son affluent de rive droite le Poirier qui marque la limite avec la commune de Marcy-l’Etoile. En revanche à l’ouest, la séparation d’avec la commune de Lentilly est purement conventionnelle et résulte de l’accord conclu en 1792, date de leur séparation en deux communes indépendantes. Au nord, la limite avec la commune de Dommartin est peu marquée car le ruisseau de Maligneu est à sa source même.

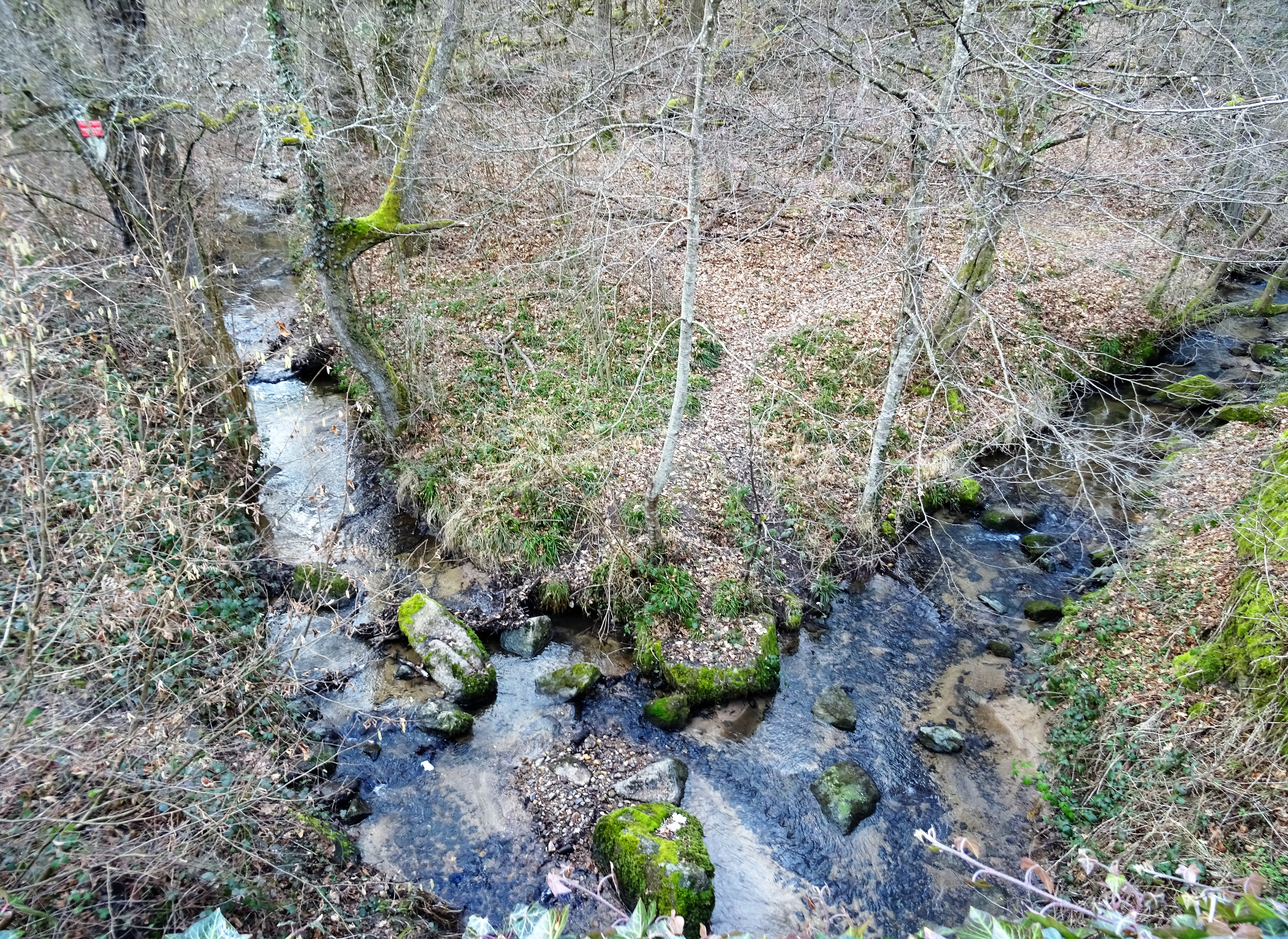
confluence du Cerf de Garde et du Poirier

La croupe sur laquelle est né le bourg de La Tour de Salvagny, au point culminant de la commune (352 mètres sur la place de Verdun) est aussi la ligne de divergence en ce qui concerne le réseau hydrographique. Au nord, une faible portion du territoire est drainée par le Maligneu à travers la commune de Dommartin en direction de l’Azergues et donc de la Saône. L’essentiel de l’écoulement des eaux pluviales se fait vers le sud : c’est au Casino, à la pointe extrême de la commune et à son point le plus bas (238 mètres) que confluent La Grande Rivière et la Beffe. Sous le nouveau nom de ruisseau de Charbonnières elles deviendront un affluent de l’Yzeron et donc du Rhône au niveau de la commune d’Oullins.
La topographie générale autour de 300 à 350 mètres reste celle d’un plateau. Le chevelu des petits sous-affluents n’altère pas cette impression et ne marque que très superficiellement le relief, à l’exception toutefois de la profonde coupure marquée par le ruisseau du Cerf de Garde, principal rameau de la Grande Rivière. Cette coupure, de surcroît, est essentielle dans le paysage car elle isole à l’ouest un territoire resté presque exclusivement en forêt de la partie autrefois cultivée et aujoud'hui urbanisée de La Tour de Salvagny.
Les trois communes sur l’alignement nord-sud de Dommartin, La Tour de Salvagny et Marcy-l’Etoile font modeste figure par leurs superficies respectivement de 7,2, 8,4 et 5,4 km2 entre les communes de Lentilly à l’ouest (18,4 km2) et Dardilly à l’est (14 km2). L’explication historique en a été donnée pour La Tour de Salvagny.

### Les traces de l’Antiquité

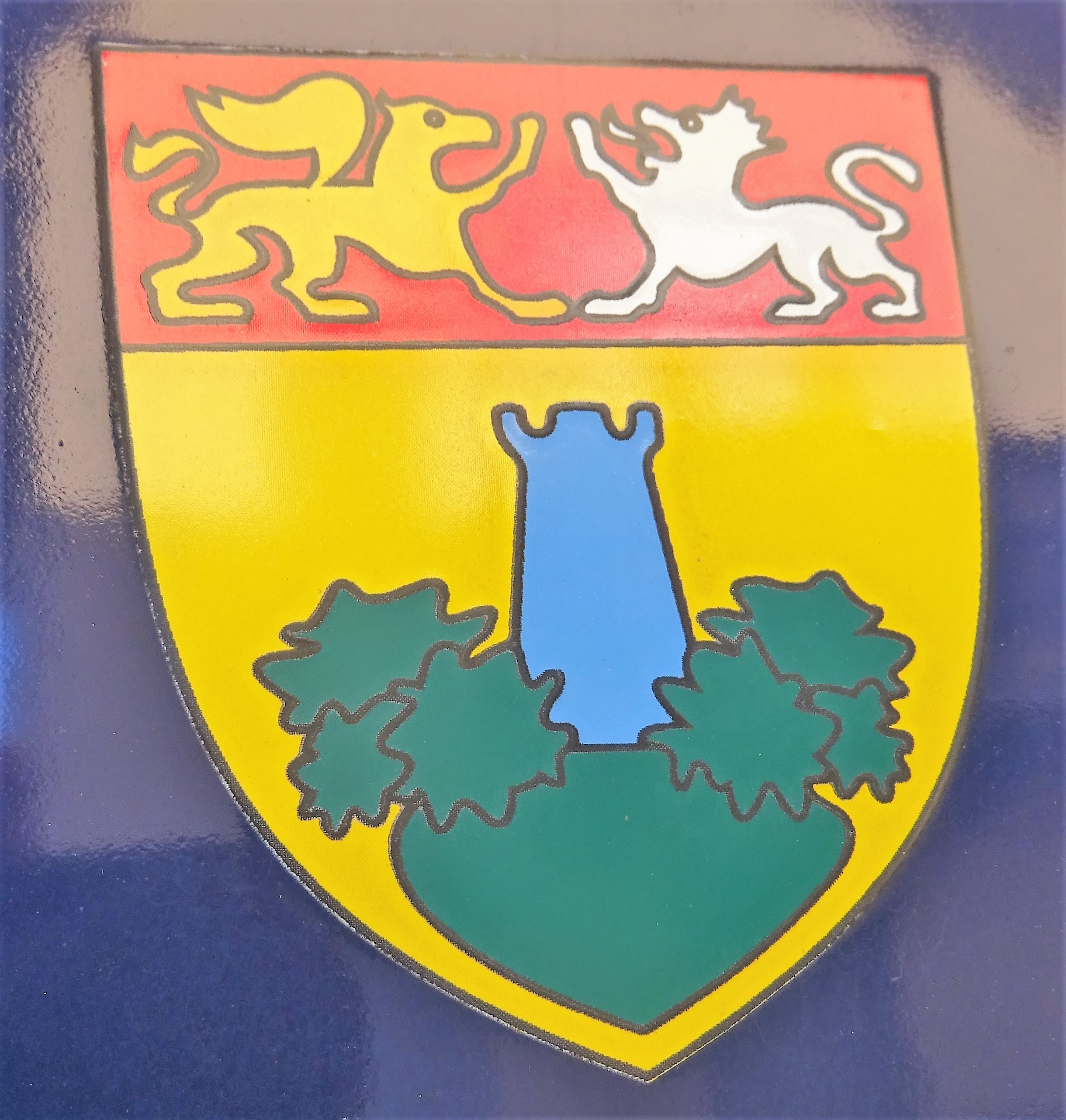
blason de La Tour de Salvagny

Elles sont bien minces ! Sur le blason homologué en 1989 est figurée la tour médiévale se dressant au-dessus d’une forêt. Son auteur entend rappeler que le nom de la commune, Salvaniacus ou Salvinicum, qui apparaît pour la première fois en 980 dans un recueil de chartes lyonnais, veut dire : « silvain, qui se plaît, qui habite dans les forêts ». A moins qu’il ne soit tout simplement rendu hommage aux premiers défricheurs. Grâce aux patientes recherches du professeur Burdy, nous sommes bien renseignés sur le tracé de l’aqueduc de la Brévenne à travers la commune. Il se situait entre la zone d’activité de Charpenay à l’ouest et le château de Villedieu à l’est en contournant le bourg par le sud car ses sinuosités devaient épouser les détails du relief afin de respecter une pente régulière de l’ordre du millimètre par mètre entre les cotes 328 et 324. De ce fait sa longueur était de 4 700 mètres pour une distance en ligne droite de seulement 2 600 mètres. Si aucun vestige n'en a été mis en valeur, le lieudit le Mur est interprété comme évoquant la substruction qui portait le canal sur les 200 premiers mètres à l’arrivée sur le territoire communal.

### Une communauté soudée

#### De l'ancienne église
L’histoire millénaire de la-Tour-de-Salvagny est celle d’une communauté soudée autour des valeurs qui sont celles de la France traditionnelle. La religion chrétienne en est le ciment originel. C’est aux alentours de l’an 1000 que la petite collectivité est prise en charge par les autorités religieuses lyonnaises, l’abbaye d’Ainay qui sera relayée à la fin du XIIe siècle par le clergé séculier : le chapitre de chanoines de Saint-Jean.

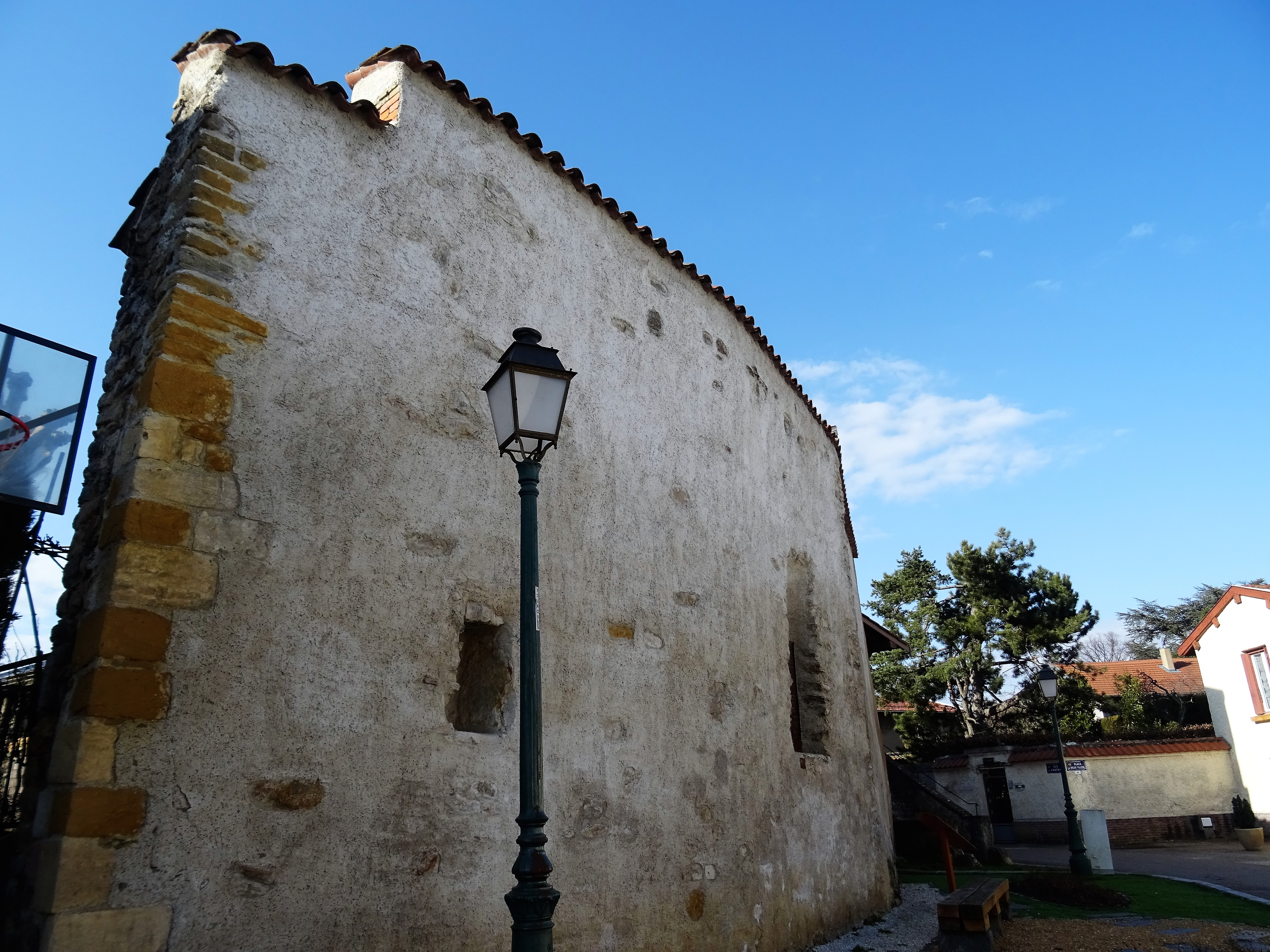
restauration du vingtain

Avec une grande continuité est assumée une double fonction d’encadrement religieux et de puissance défensive. La tour protectrice édifiée au point culminant de la commune est une solide bâtisse rectangulaire (14 X 6,8mètres) haute d’une vingtaine de mètres avec meurtrières et créneaux. Elle est entourée à distance d’un mur d’enceinte de cent mètres de long, 1,1 mètre d’épaisseur à la base et une hauteur de 6 mètres, l’ensemble étant communément appelé château. Quant à l’exercice du culte, d’abord assuré dans une chapelle de la Sainte-Croix aux temps d’Ainay, il sera transféré dans cette tour au début du XIIIe siècle. Aucune de ces deux vocations ne sera négligée au fil des siècles, au fur et à mesure que le besoin s’en fait sentir.

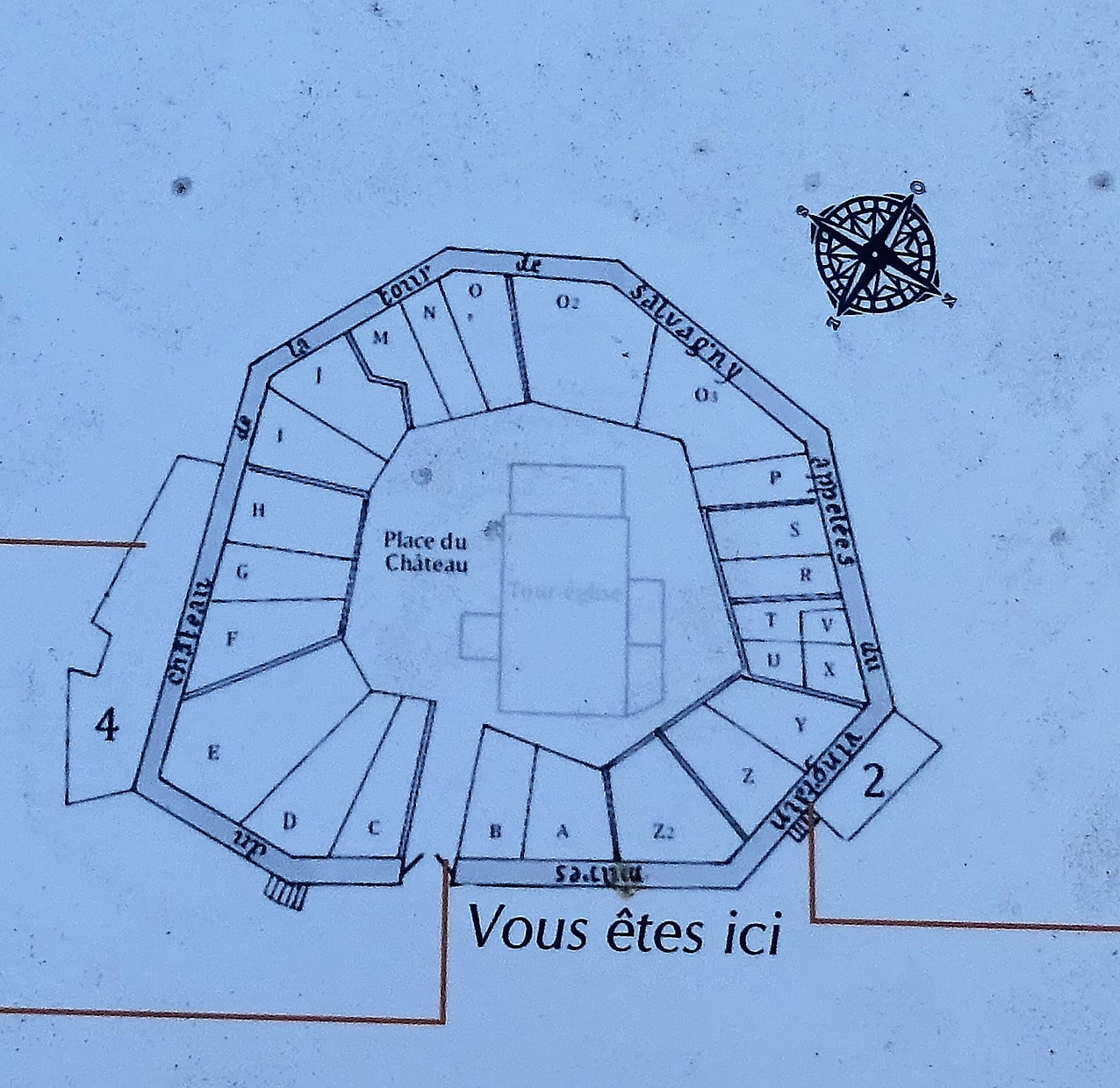
parcellaire dans le vingtain

En 1446-47, dans les temps troubles de la Guerre de Cent Ans où sévissent les fameuses grandes compagnies, les habitants furent autorisés par le chapitre de Saint-Jean à construire à l’intérieur de l’enceinte « en s’en servant « pour l’appui des maisons, de sorte que chacun n’avait plus qu’à élever un mur dans l’enclos à ses frais, et les murs de refend ou séparation, à frais communs avec des voisins mitoyens ». Au début, tous les particuliers voulurent utiliser cette possibilité : en 1624, on comptait plus de 50 propriétaires, chacun étant libre d’en faire usage selon sa convenance (chambre, cellier…). Ils ne sont plus que 32 en 1684, 25 en 1778, et 6 en 1900. Très nombreuses furent également les transformations de la tour-église. Il fallut attendre1695 pour que soit construite une sacristie ! Quand le besoin d’agrandissement se fit ressentir il se trouva des paroissiens pieux pour financer la construction de chapelles : Gabriel Cattin, un bourgeois lyonnais, pour celle de Notre-Dame sur le côté nord dans le prolongement de la sacristie en 1702 ; Nicolas Deville, autre bourgeois lyonnais, pour Saint-Ennemond sur le côté sud en 1711.

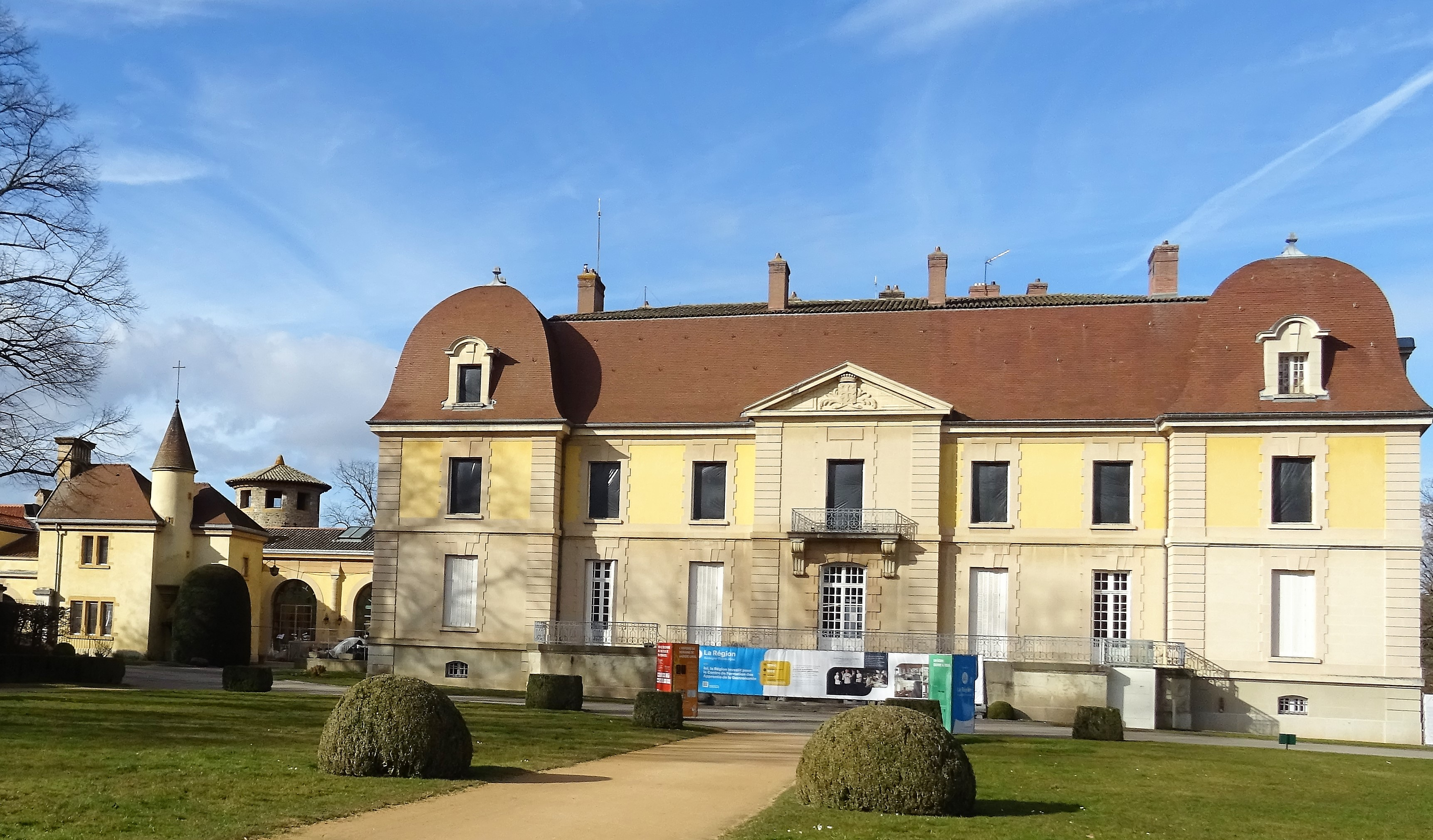
château Lacroix-Laval

Les Turellois semblent avoir été épargnés par les troubles qui avaient affectè Lyon pendant les Guerres de religion, en 1562 particulièrement, et devaient vivre sans grands dommages les heures sombres de la Révolution. Il est vrai que leur curé avait eu une conduite prudente en prêtant serment à la Constitution. Tout au plus, au plus fort de la Terreur, leur commune a-t-elle été rebaptisée Salvagny pour ne retrouver son titre de Tour qu’en 1802. Considéraient-ils vraiment comme un des leurs l’éminente personnalité de Lacroix-Laval, dont les vastes propriétés encadraient le territoire : Villedieu au nord-est et le somptueux château – hors de la paroisse il est vrai - qui porte encore son nom au sud-ouest ? Ont-ils été gravement affectés par son exécution ? Entre-temps leur paroisse était devenue autonome par suppression de sa dépendance de Lentilly en 1790.

#### à la nouvelle église
Dans la paix revenue, il fallut voir encore plus grand. En 1830, le conseil municipal décida de doubler la surface : le rectangle de la nef s’en trouva allongé d’autant ! Trois cloches enfin furent installées en 1852. Ces rajouts successifs, tout en nuisant à l’unité de l’ensemble, n’en facilitaient pas l’entretien. Quand l’édifice menaça ruine, il fallut se résoudre à sa démolition en 1870. Ainsi disparaissait du même coup la fameuse tour, éponyme de la commune. Elle avait tenu une grande place dans la vie de la communauté, allant jusqu’à servir de lieu de délibération dans les temps anciens, sous l’auvent qui en précédait l’entrée. Du moins, le souvenir en serait gardé par l’appellation de Tourellois des habitants.
Le conseil municipal avait décidé sept ans plus tôt (1863) de construire une nouvelle église. Mais on conserverait le nom de l’ancienne. La réputation de saint Ennemond n’est guère sortie du cadre local, et l’on ignore même le plus souvent que, déformé en Chamond, il a donné son nom à la ville de Saint-Chamond, dans la Loire.
Saint Ennemond avait acquis la célébrité à plusieurs titres. À commencer par ses nobles origines puisqu’il était le second fils du roi mérovingien Clovis II (639-657). Devenu évêque de Lyon en 660, il avait été le conseiller de son frère Clovis III (657-673). Il a dû sa canonisation à sa mort tragique, car, ayant suscité la jalousie du maire du palais Ebroïn (on est aux temps des rois fainéants !), il avait été égorgé au cours d’un voyage. Sa dépouille mortelle avait été chargée sur une barque à Chalon-sur-Saône et recueillie à Lyon, pour une sépulture dans l’abbaye Saint-Pierre, de la ville qu’il avait richement dotée.

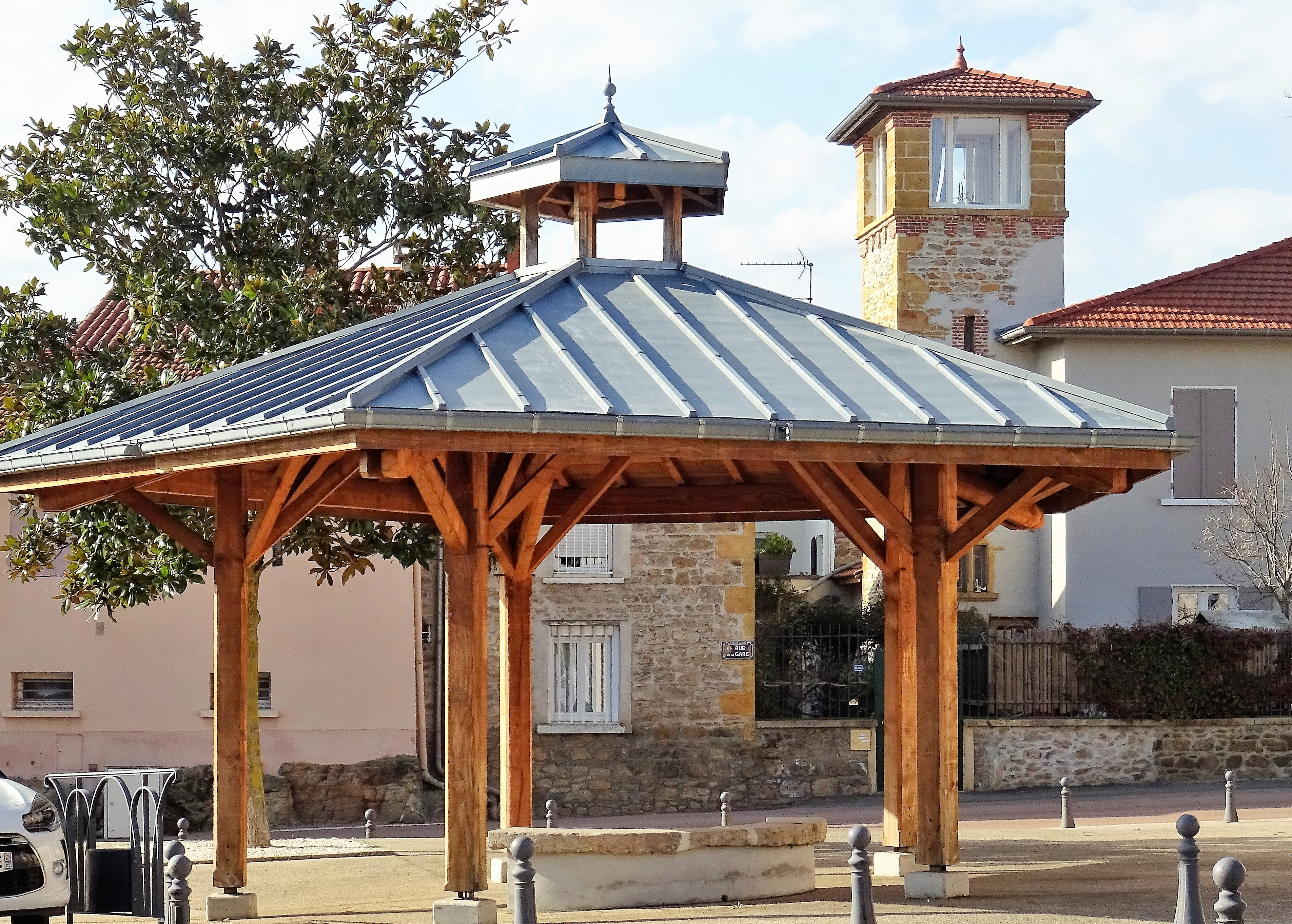
Place de l'ancienne église

On renonça à construire sur l'emplacement de la première église-tour. Elle sera détruite par la suite et un édifice sera construit sur son emplacement. Le nouveau terrain, proche de l'ancien, a été donné à la commune par une paroissienne qui l’avait acheté intentionnellement. Le financement a été assuré par une souscription auprès de la population, La construction, sur les plans de l’architecte Feuga a été confiée à un entrepreneur de Civrieux-d’Azergues et menée à bonne fin en 1866. Le style néo-roman était alors à la mode.
Le plan de l’église se lit aisément sur les photos de l’’extérieur. Pas de transept mais un rectangle régulier dit basilical de 32 mètres de long avec une nef centrale éclairée d’oculi dominant les deux nefs latérales aux fenêtres en plein cintre, uniques pour chacune des 5 travées précédant le chœur qui, lui, a droit à deux ouvertures ! La fantaisie est plus variée dans la façade qui se présente comme un « clocher-porche à trois niveaux en pierre de Lucenay flanqué de deux tourelles carrées hautes de deux niveaux. Le porche néo-roman lui-même en plein cintre est surmonté par des colonnettes jumelées surmontées de chapiteaux aux volutes rentrantes. Au-dessus de l’arc un fronton triangulaire est sommé d’une croix en pierre ». Les deux étages supérieurs du clocher proprement dit sont de facture plus sobre, mais il ne manque au dernier ni un cadran d’horloge ni les abat-sons de ses deux lancettes en plein cintre car on est au niveau des cloches. Couronnant l’ensemble, la flèche octogonale couverte en ardoise comme la nef centrale est surmontée d’une grande croix en fer forgé.

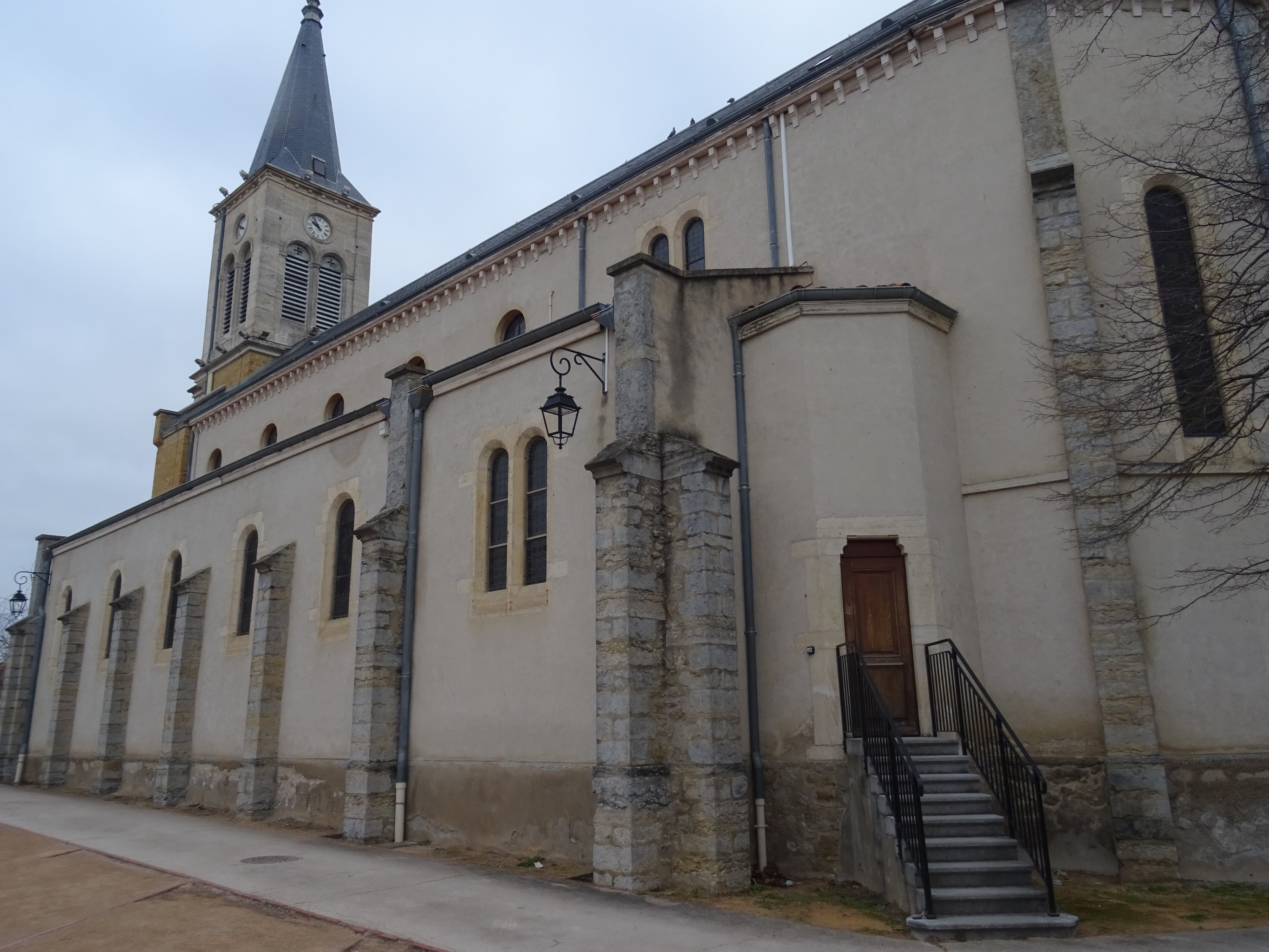
Saint-Ennemond côté sud
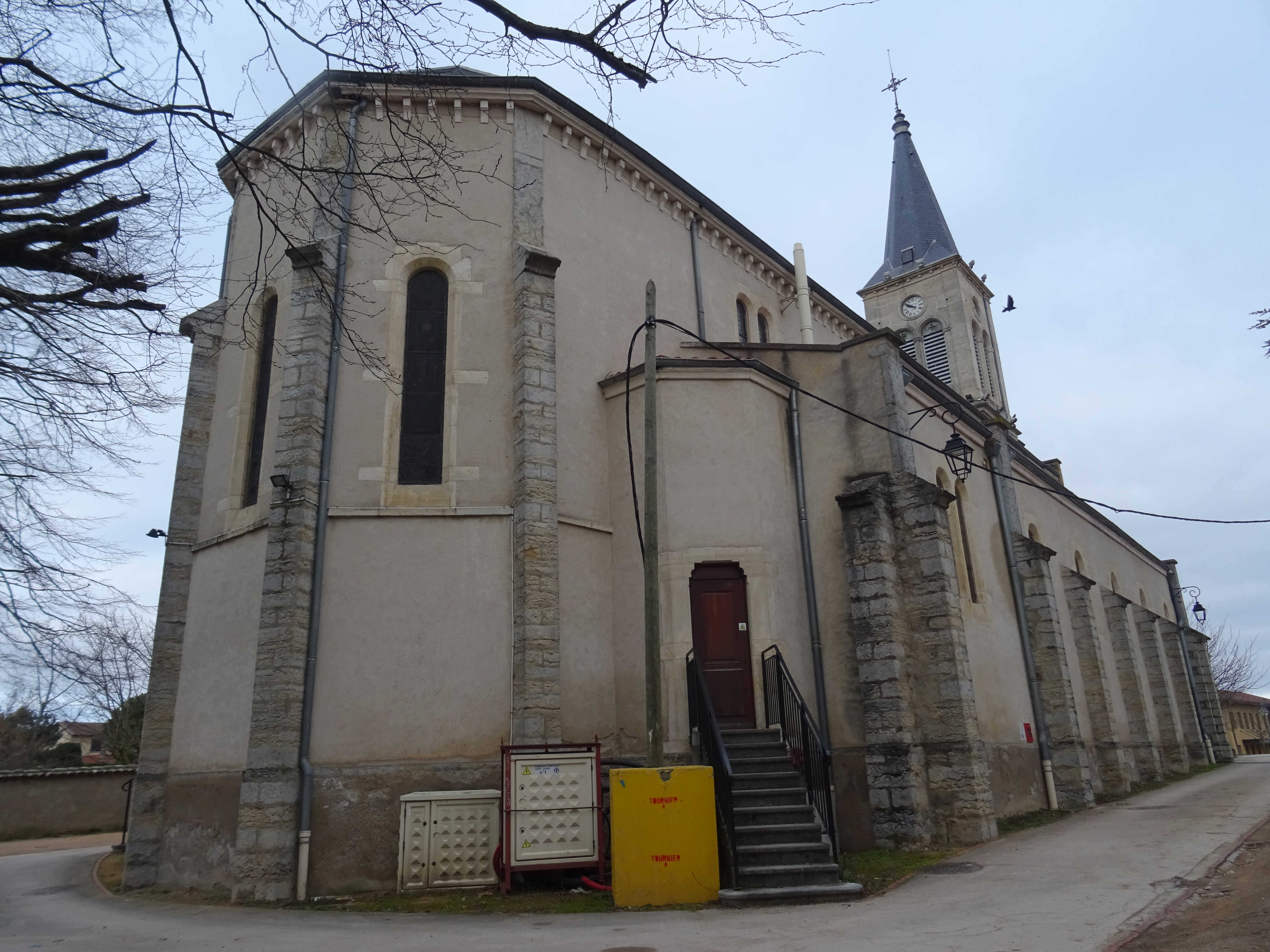
Saint-Ennemond côté nord
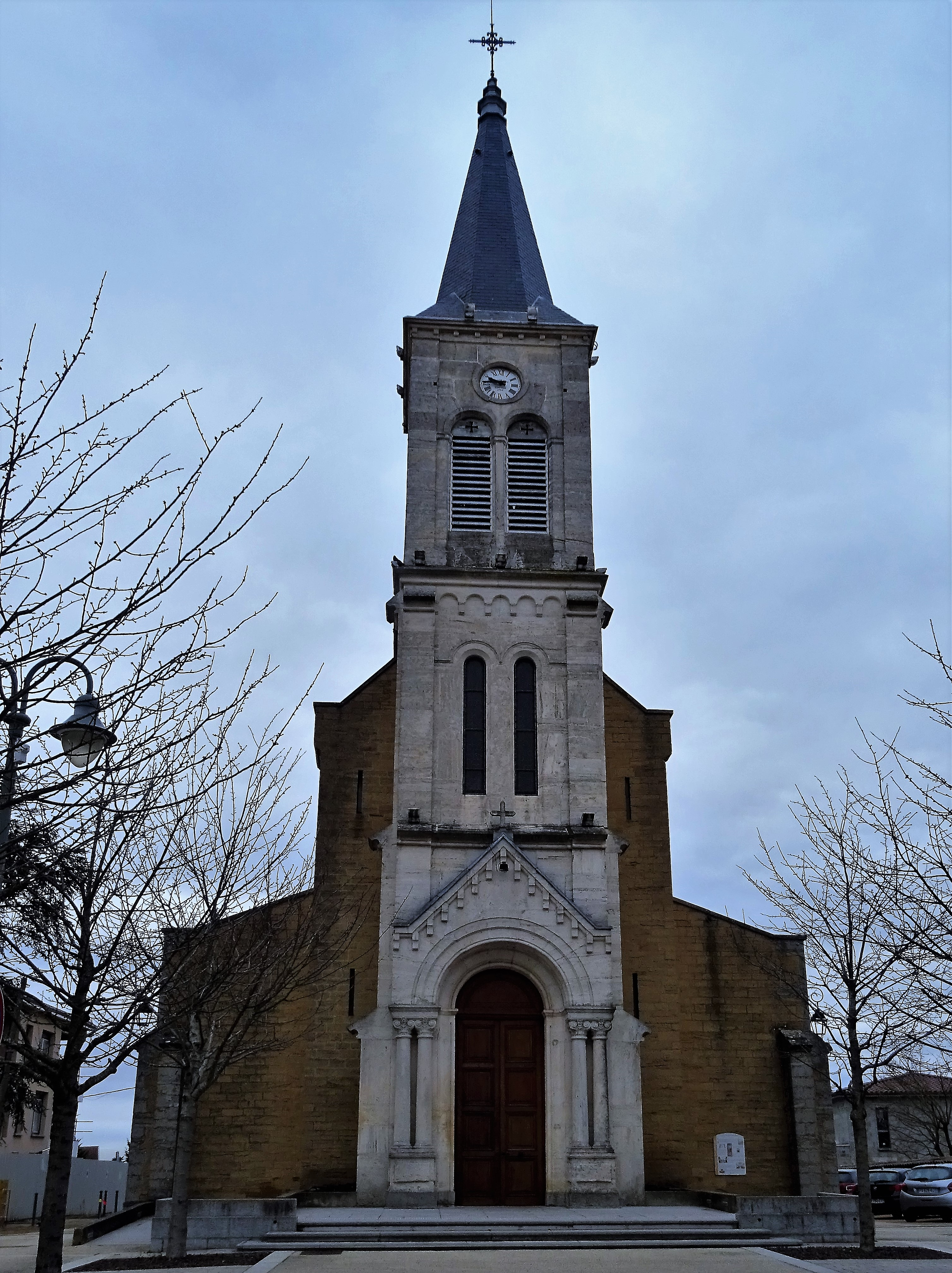
Façade de Saint-Ennemond
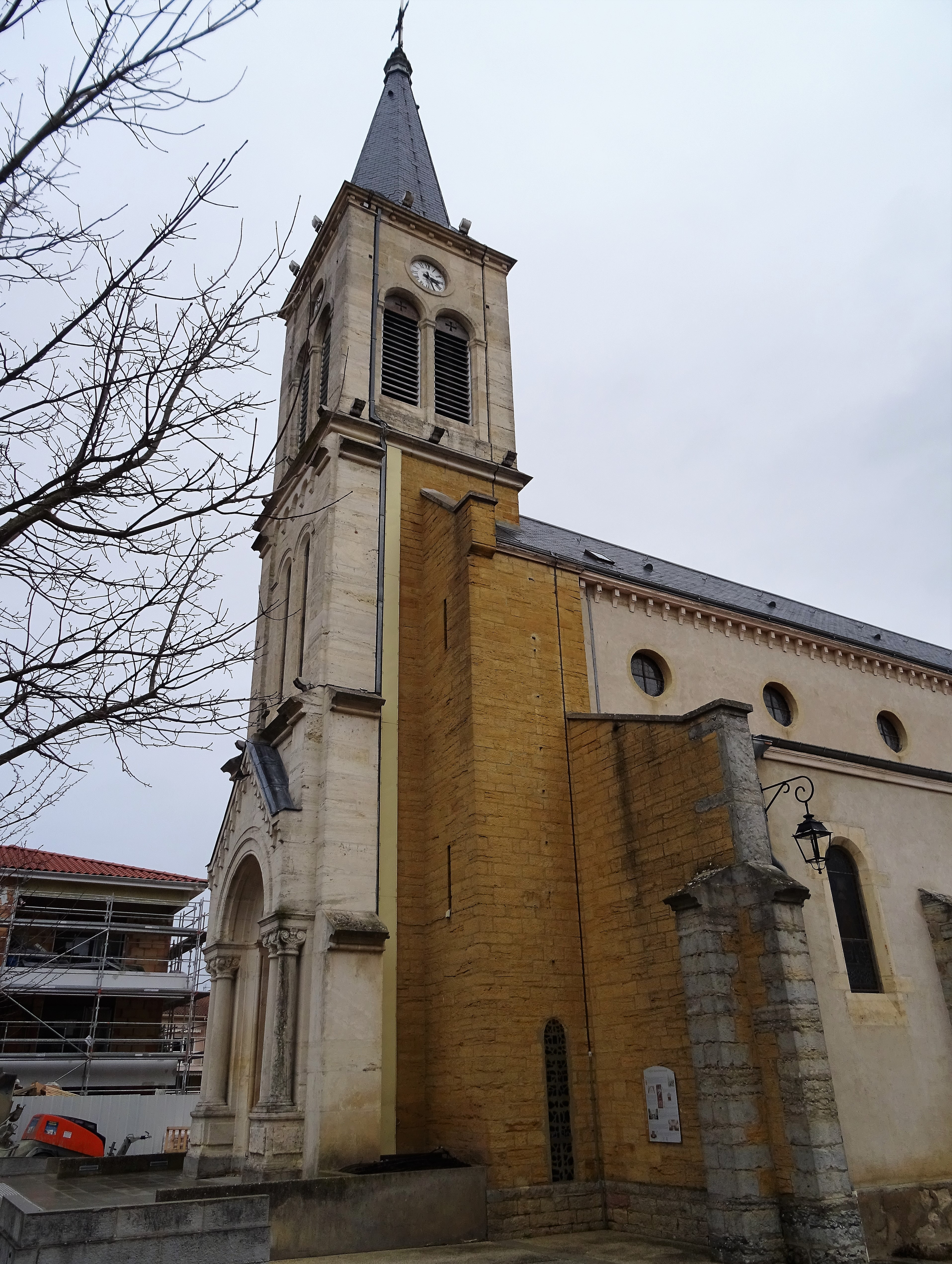
Clocher de Saint-Ennemond

L’impression majeure laissée par une visite est celle d’une grande facilité de communication. Les trois degrés de l’entrée sont facilement accessibles par des rampes d’accès latérales. À l’intérieur les deux collatéraux ne sont pas accompagnés de ces chapelles latérales cloisonnées au caractère un peu privatif. Dans la nef centrale, pas de table de communion faisant barrière devant l’abside. Une vue transversale met en évidence la large ouverture entre les trois nefs.

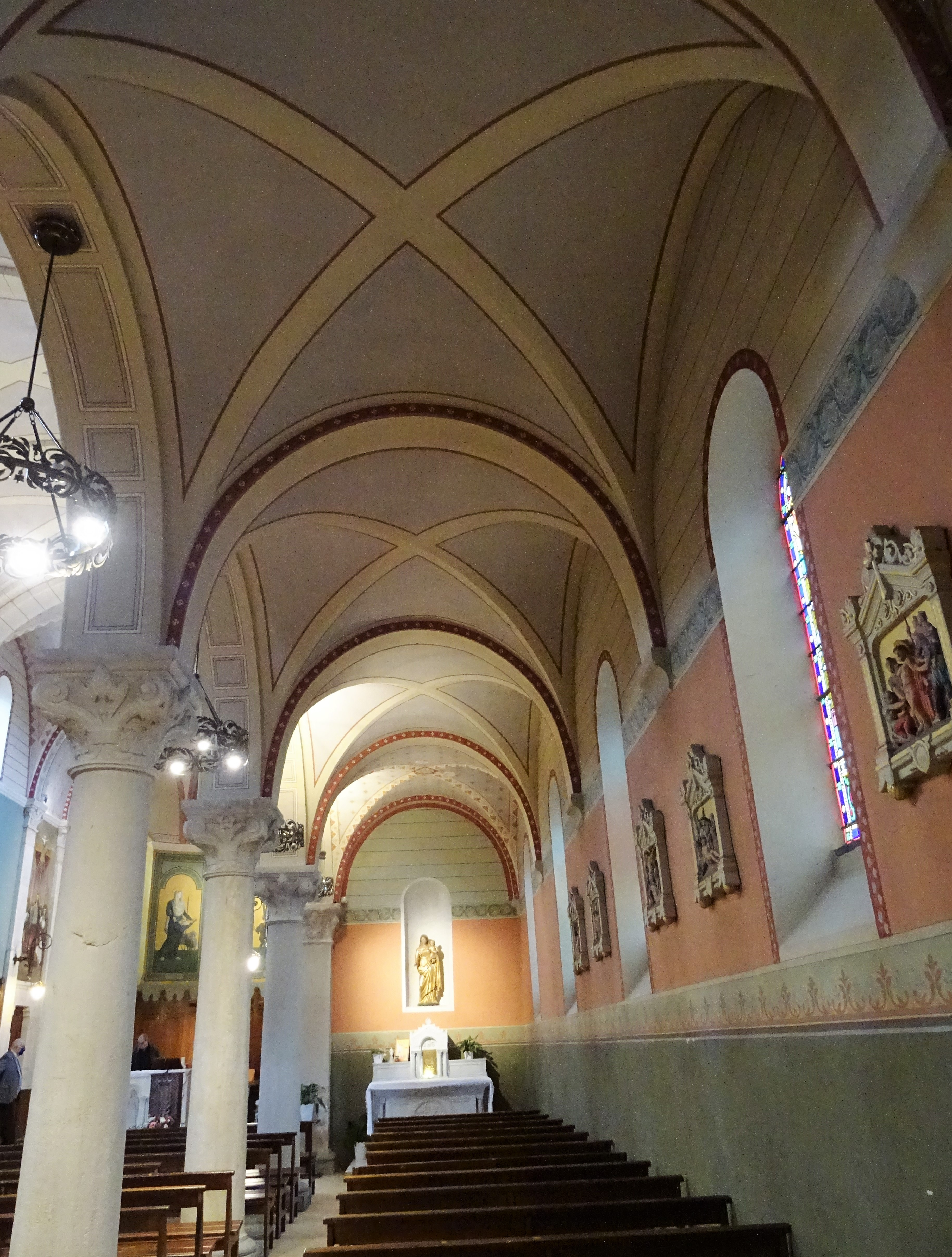
Saint-Ennemond collatéral droit
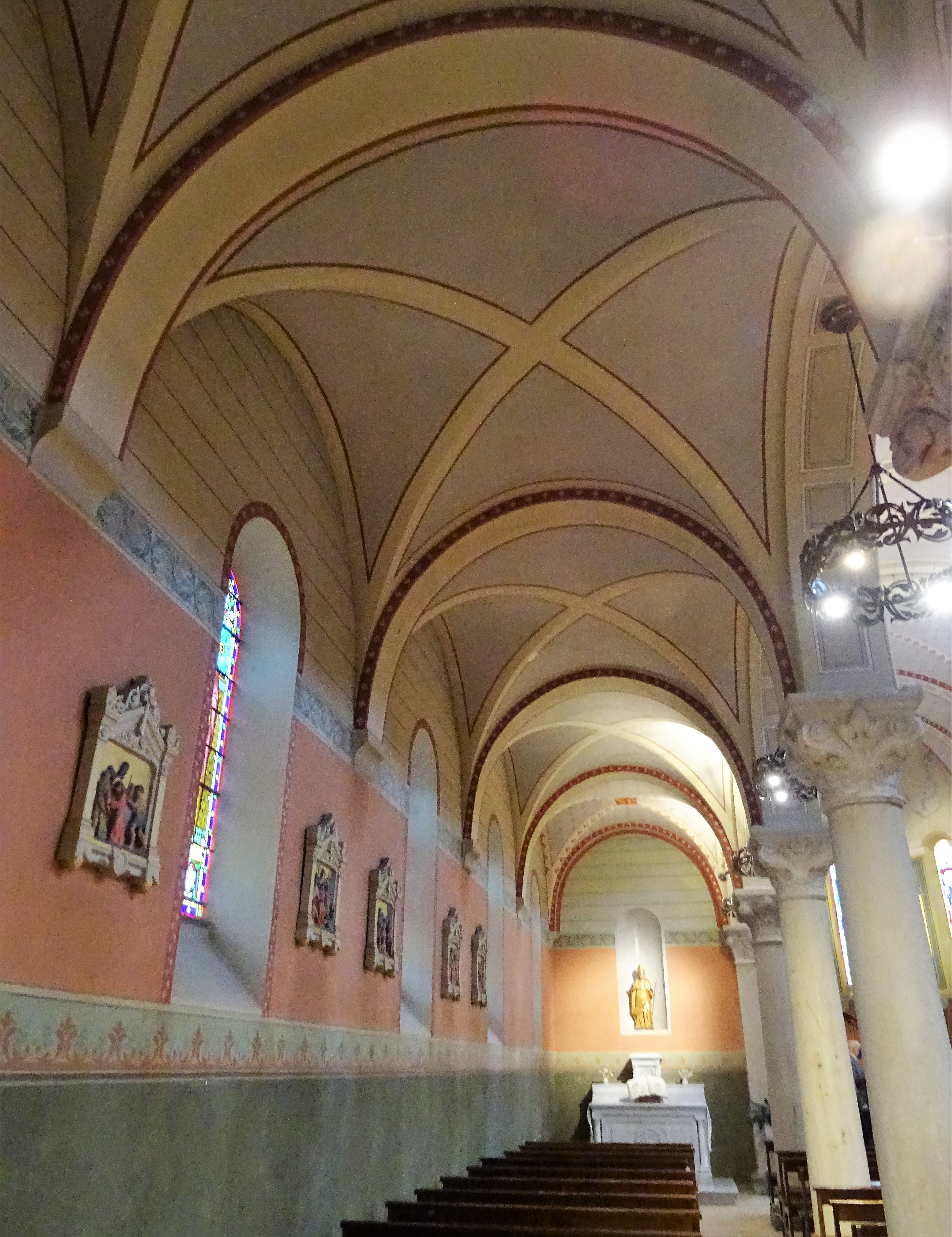
Saint-Ennemond collatéral droit
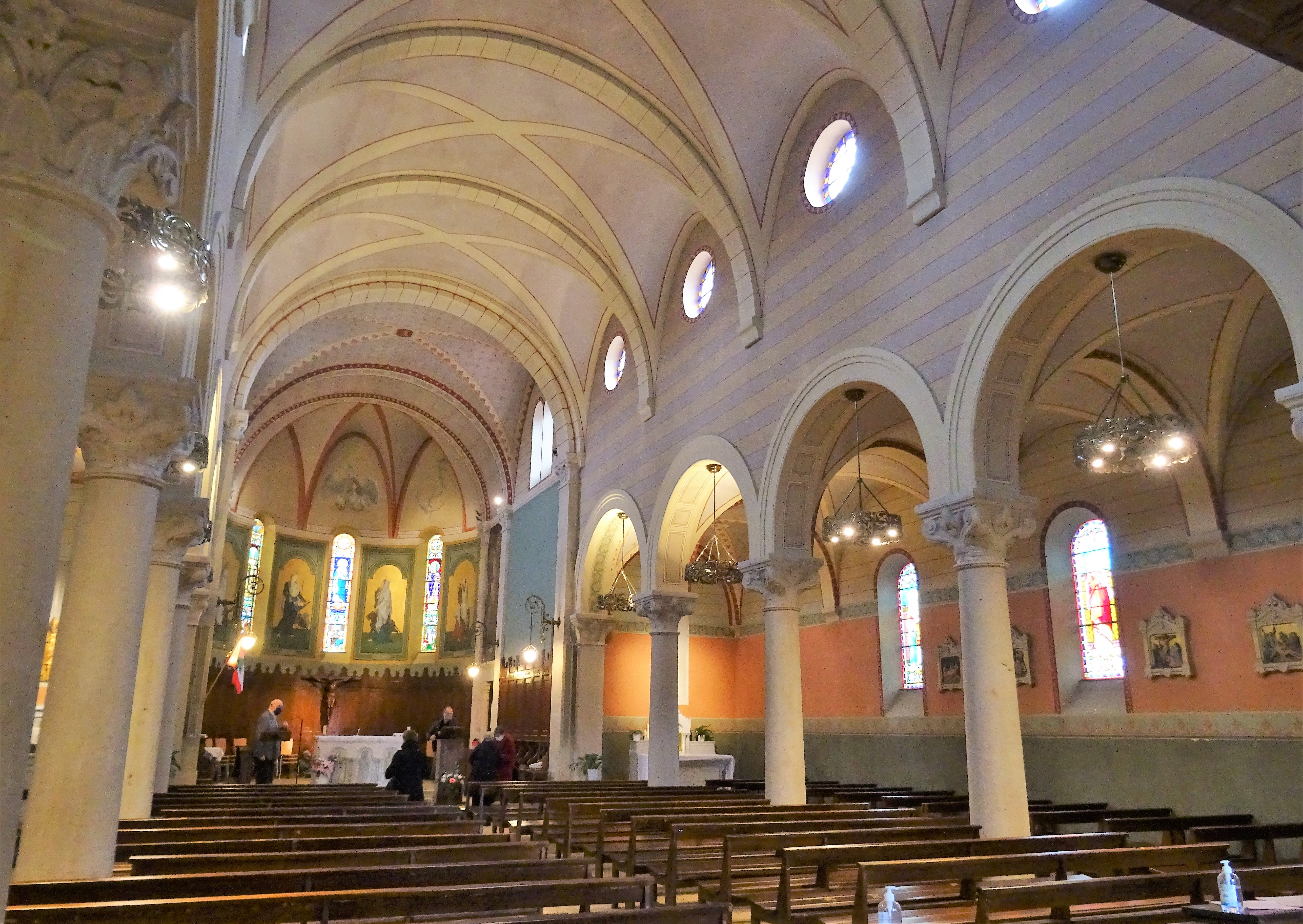
Nef centrale
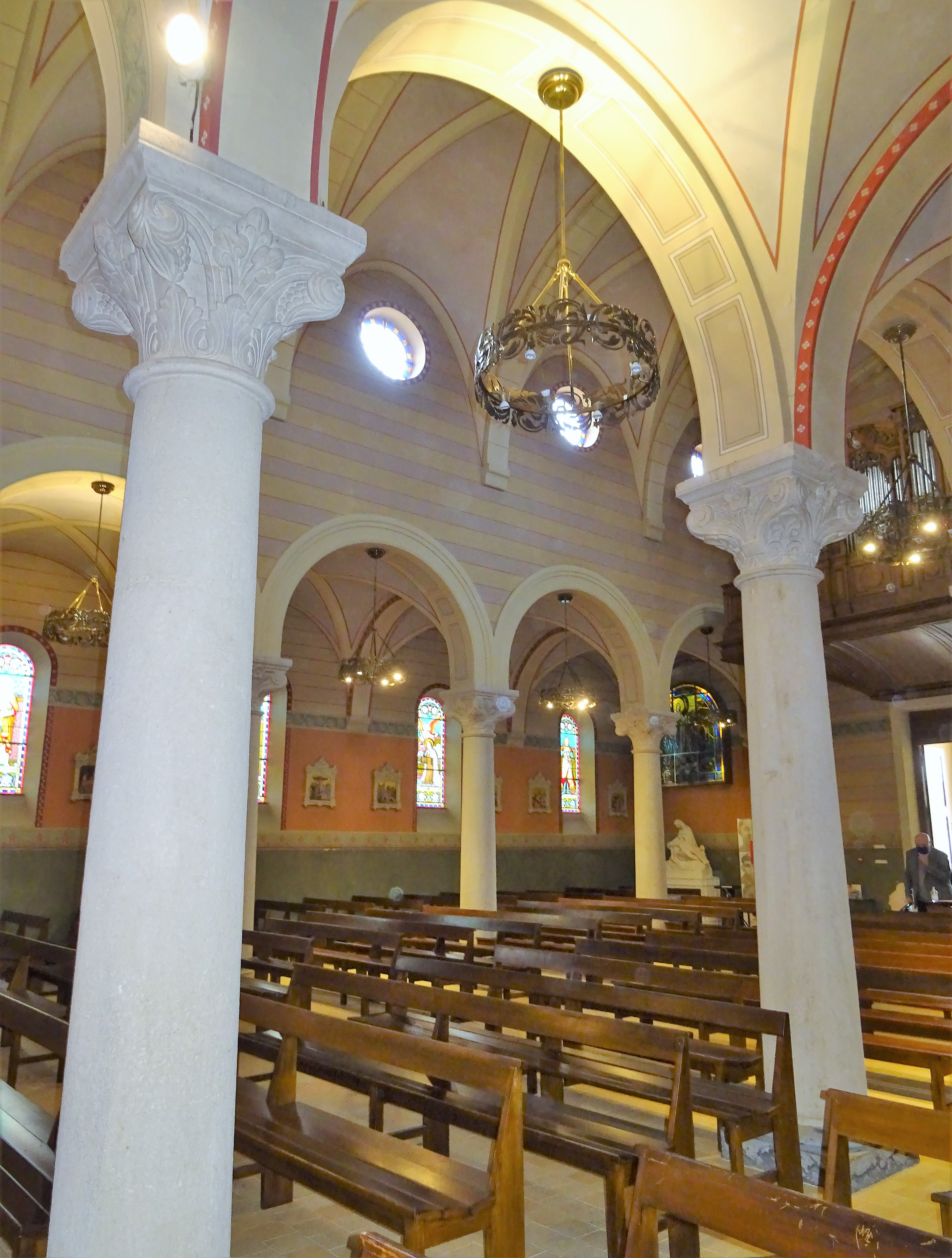
Vue transversale des nefs

Autre impression dominante : la profusion de lumière qui résulte d’abord de la teinte claire des voûtes peintes avec mise en valeur des arcs doubleaux et de la croisée des travées. La statuaire y concourt avec la Vierge en bois doré polychrome ainsi que les stations sculptées du chemin de croix, les nombreux vitraux dont certains sont signés du maître Bégude, les peintures murales de l'abside et ce vitrail spécial représentant l'apparition de la Vierge de Lourdes à Bernadette en prière.

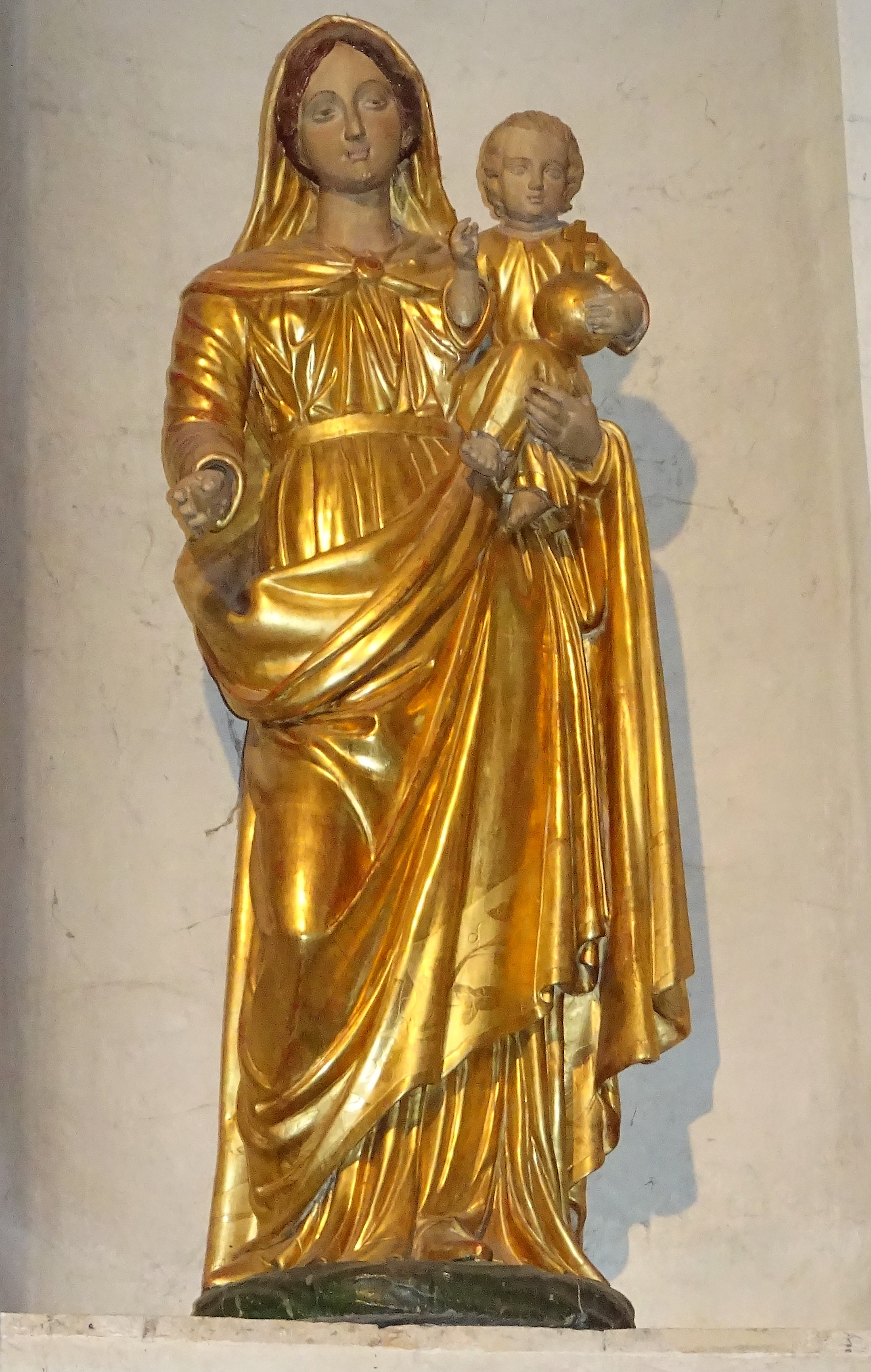
la Vierge et l'enfant
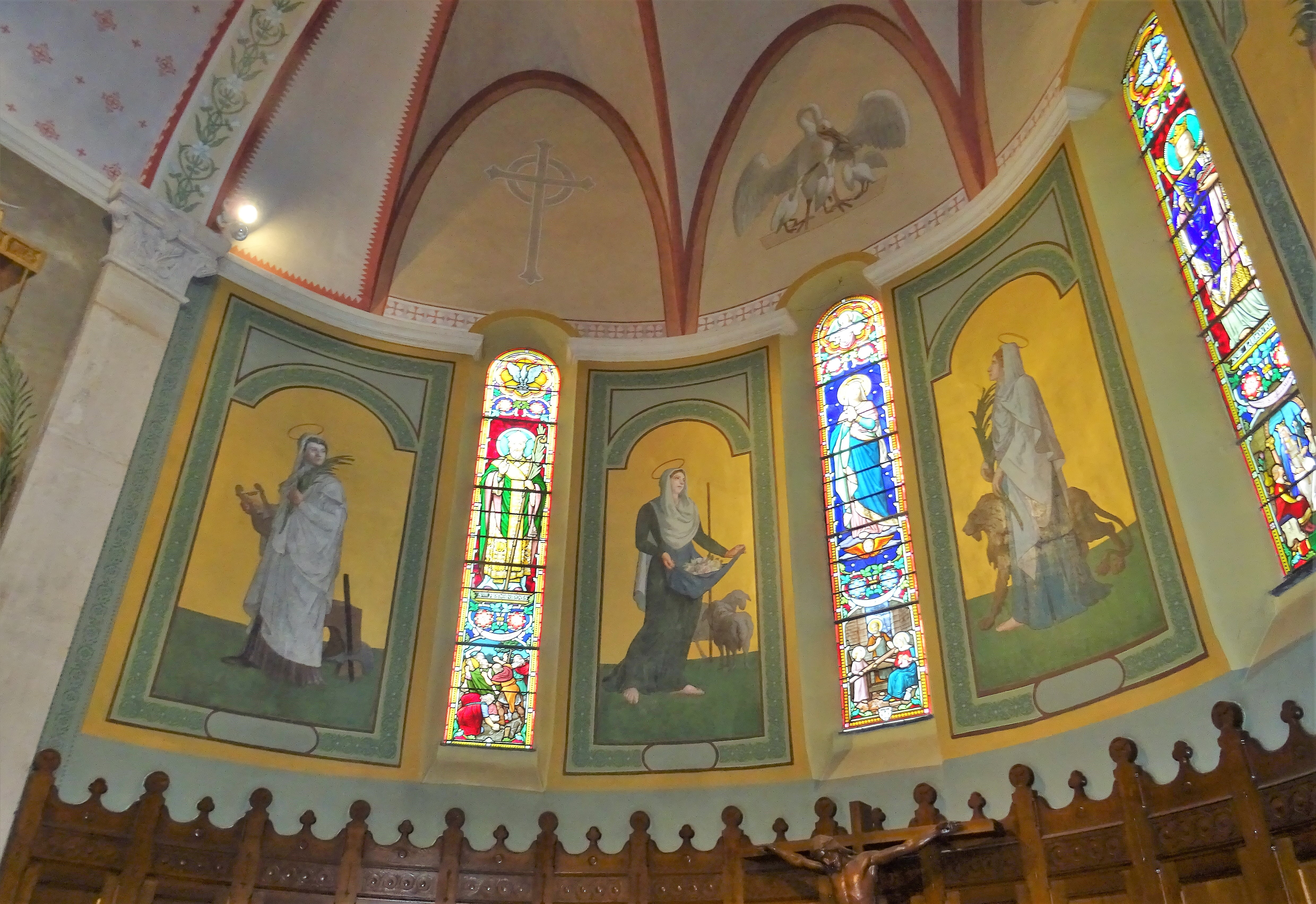
peintures murales de l'abside
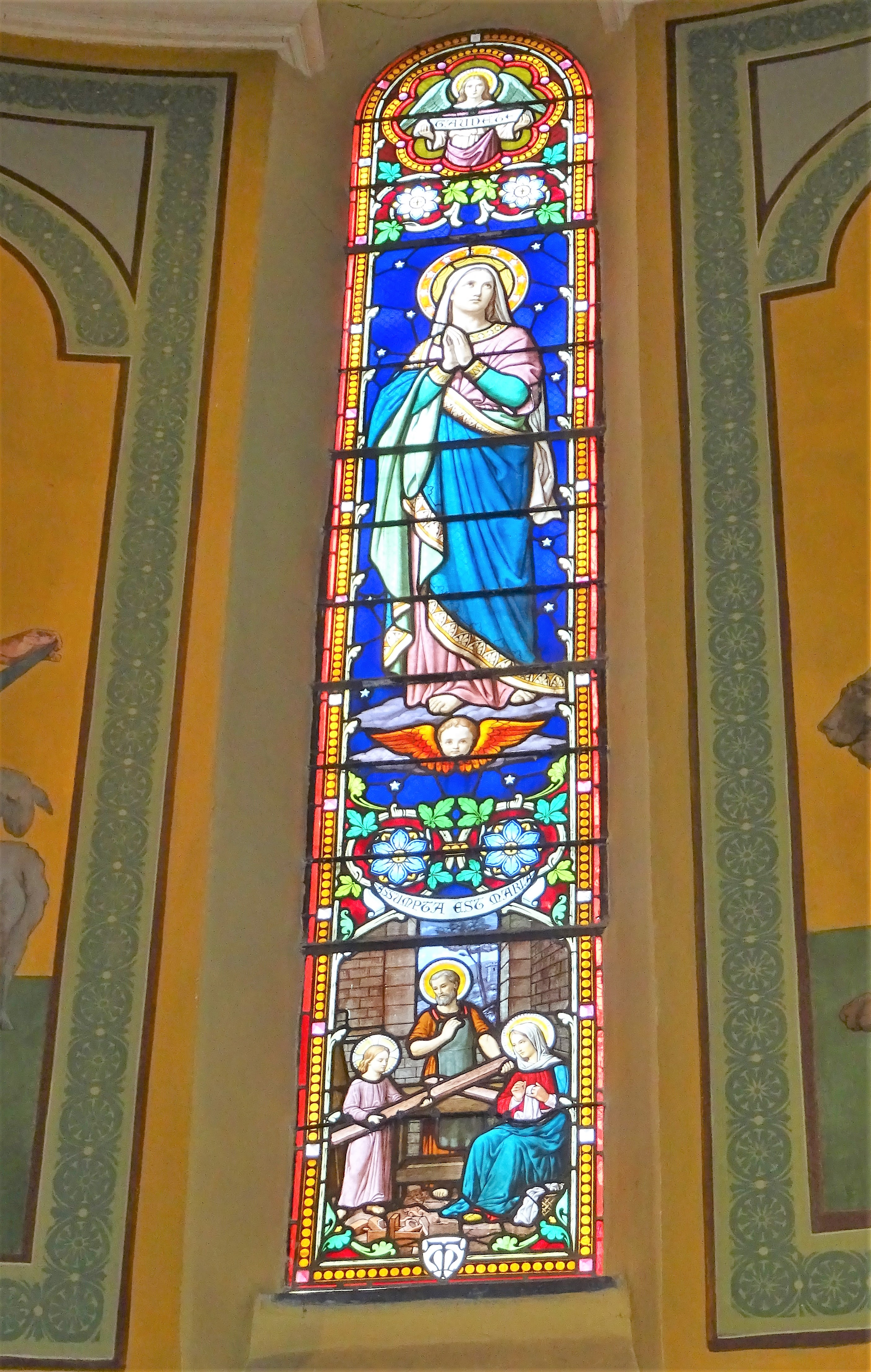
vitrail de la sainte famille
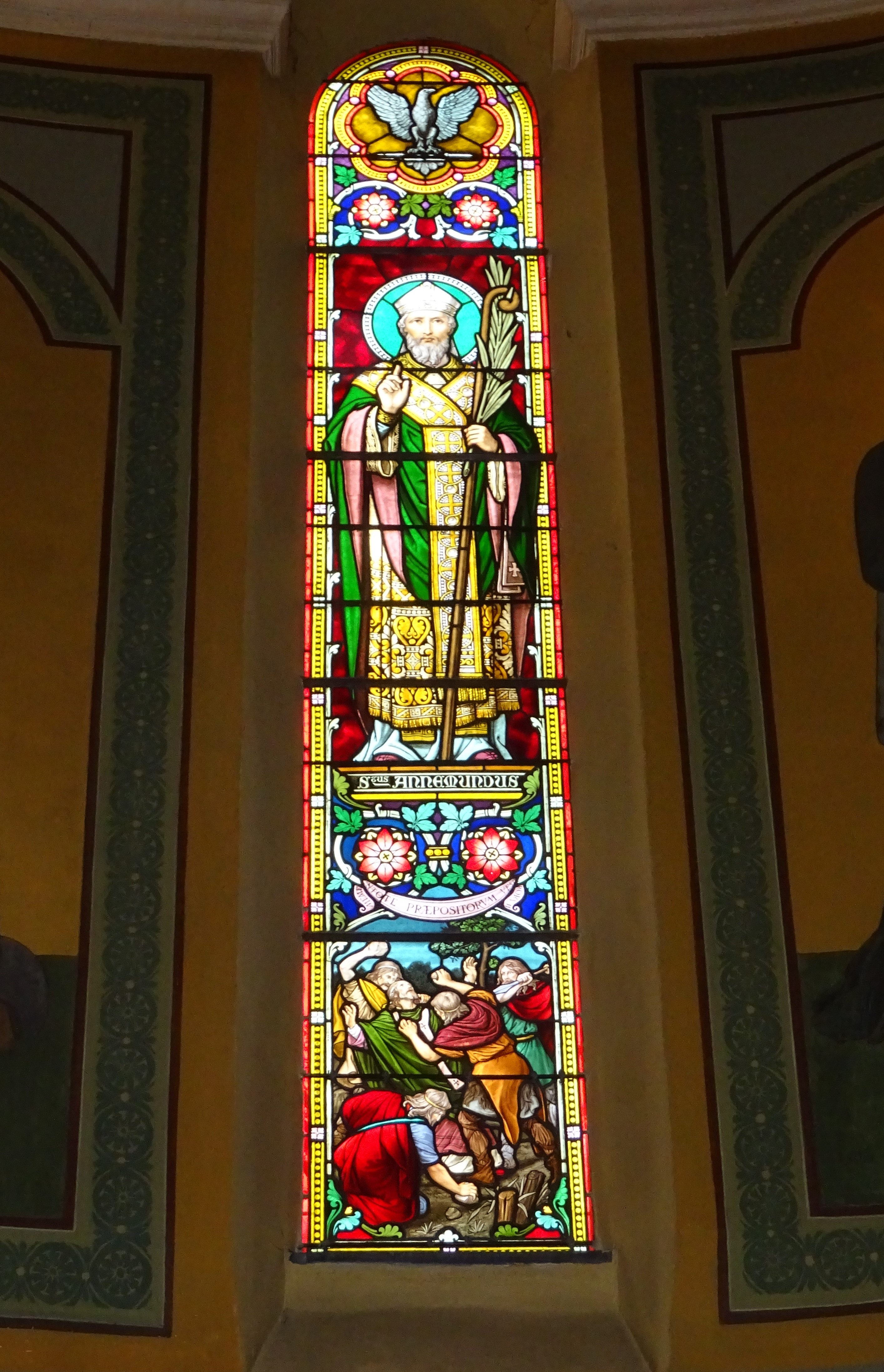
vitrail d'évêque
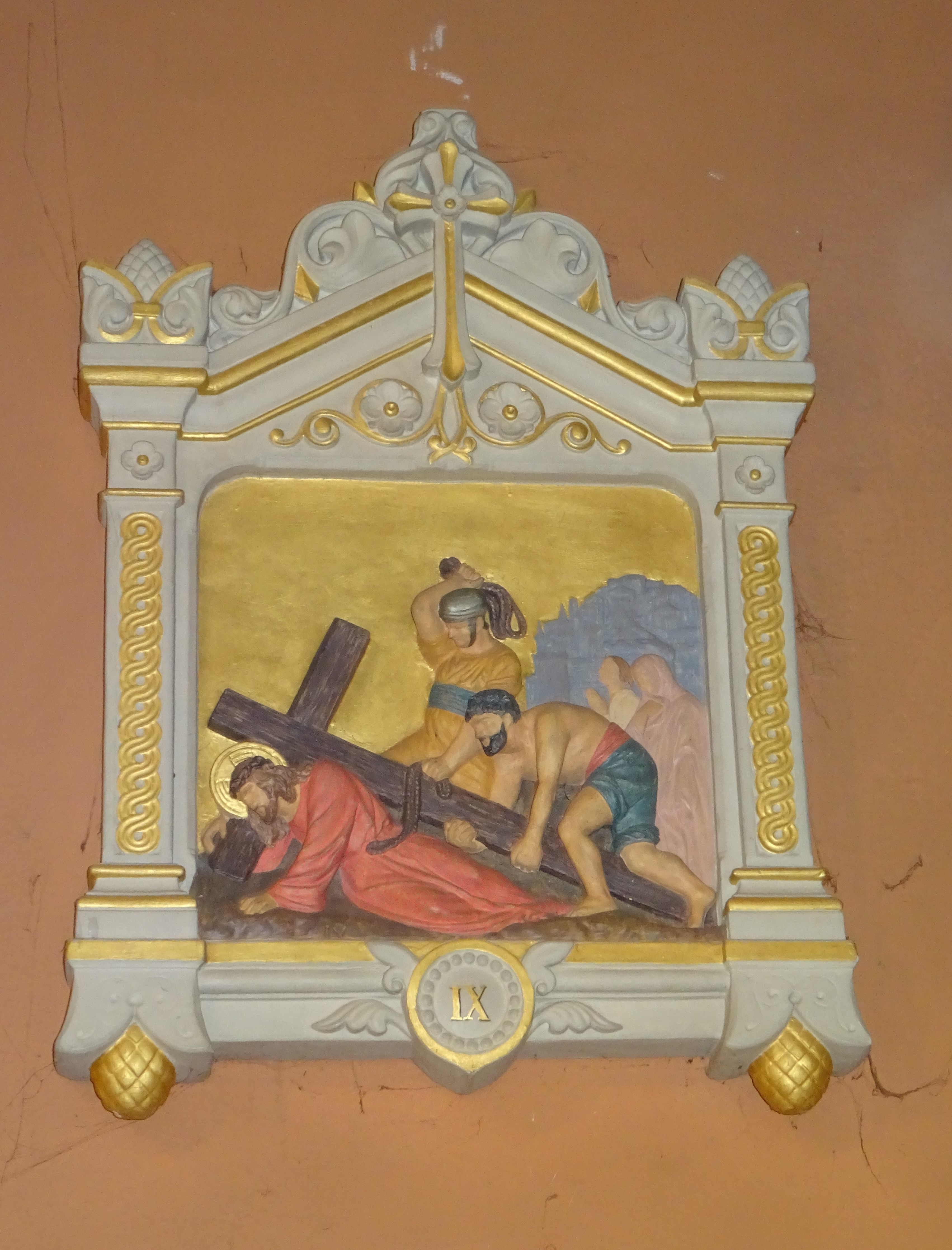
chemin de croix
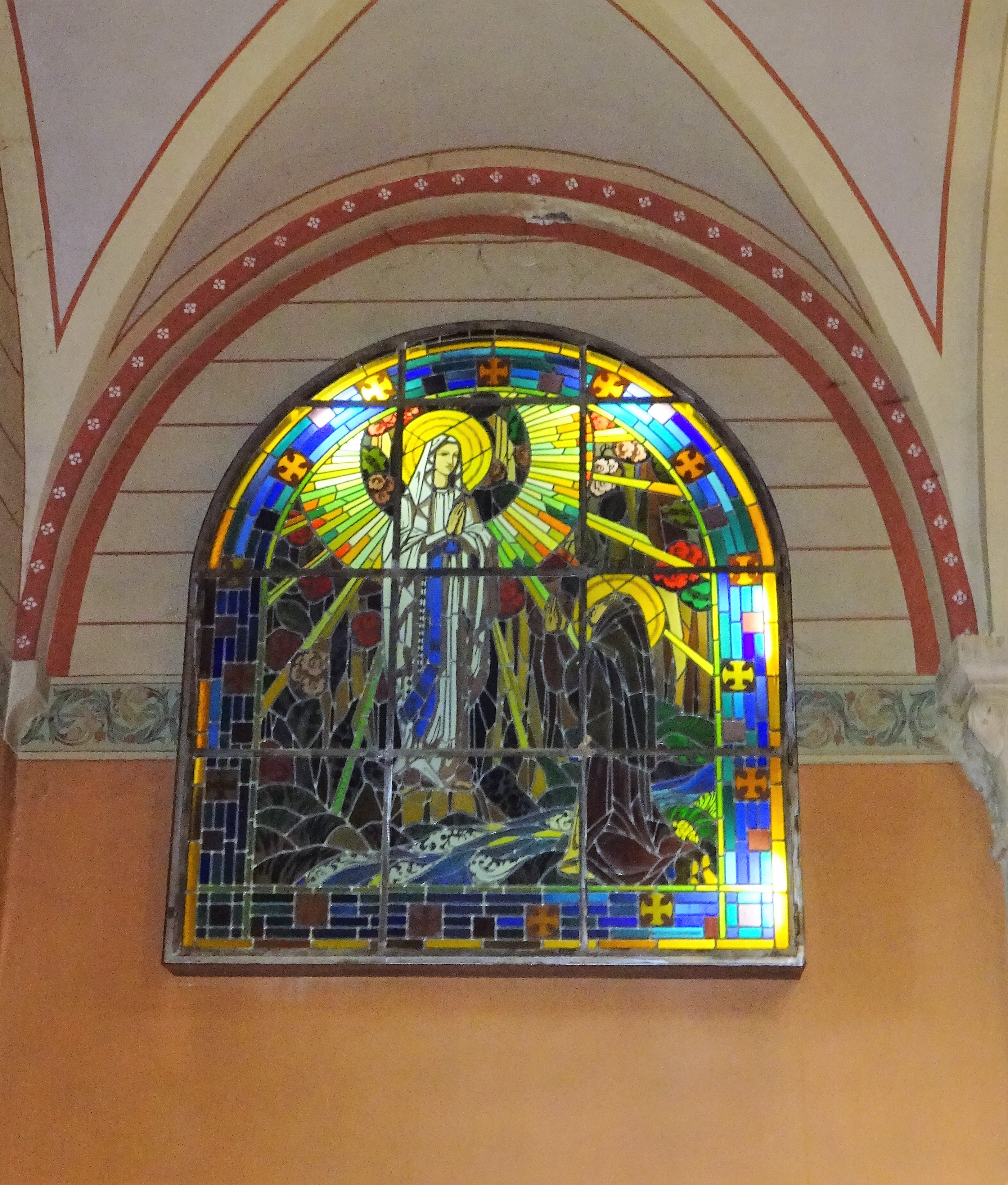
apparitions de Lourdes
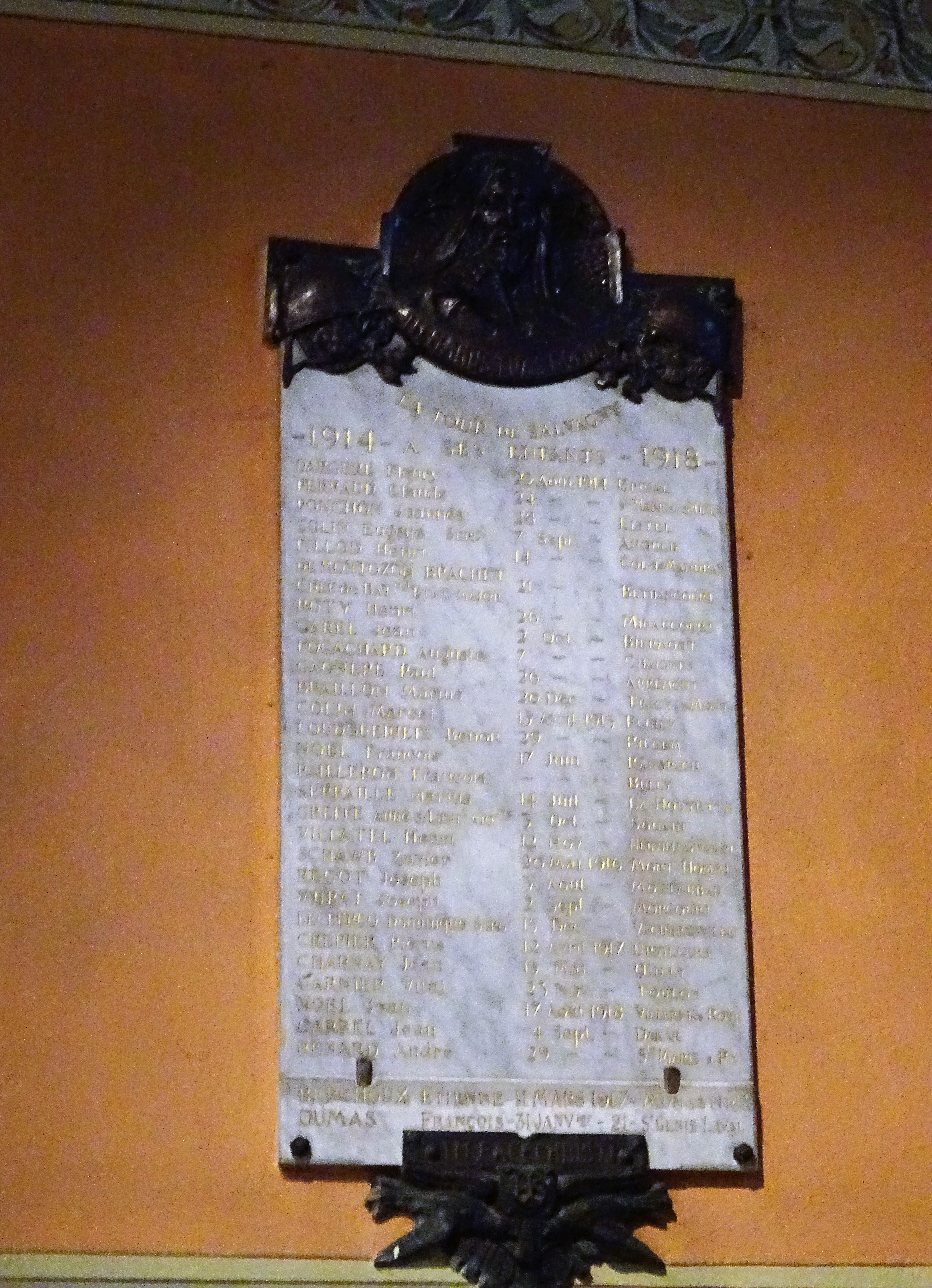
plaque des morts de 1914-18
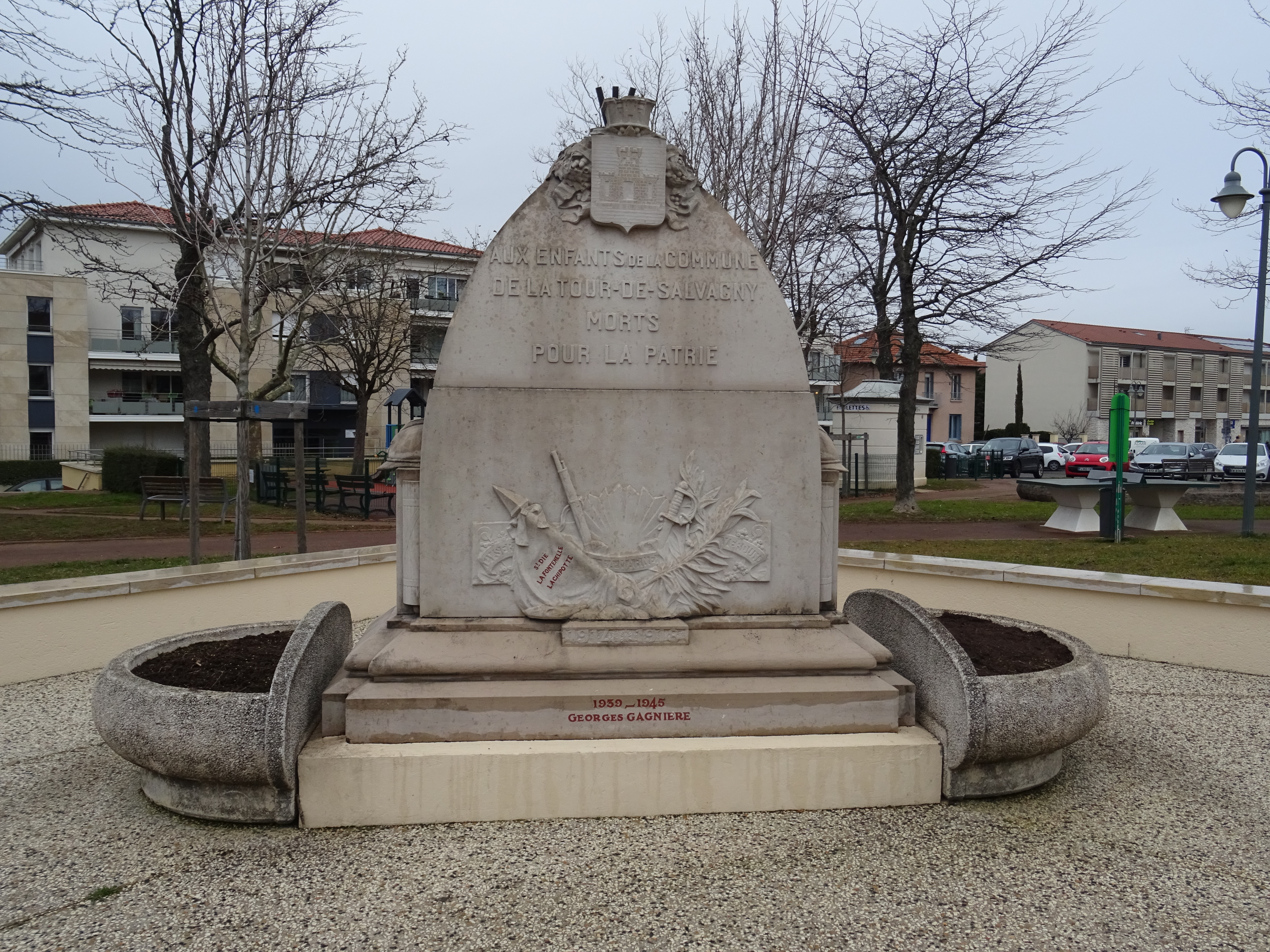
monument aux morts de 1914-18
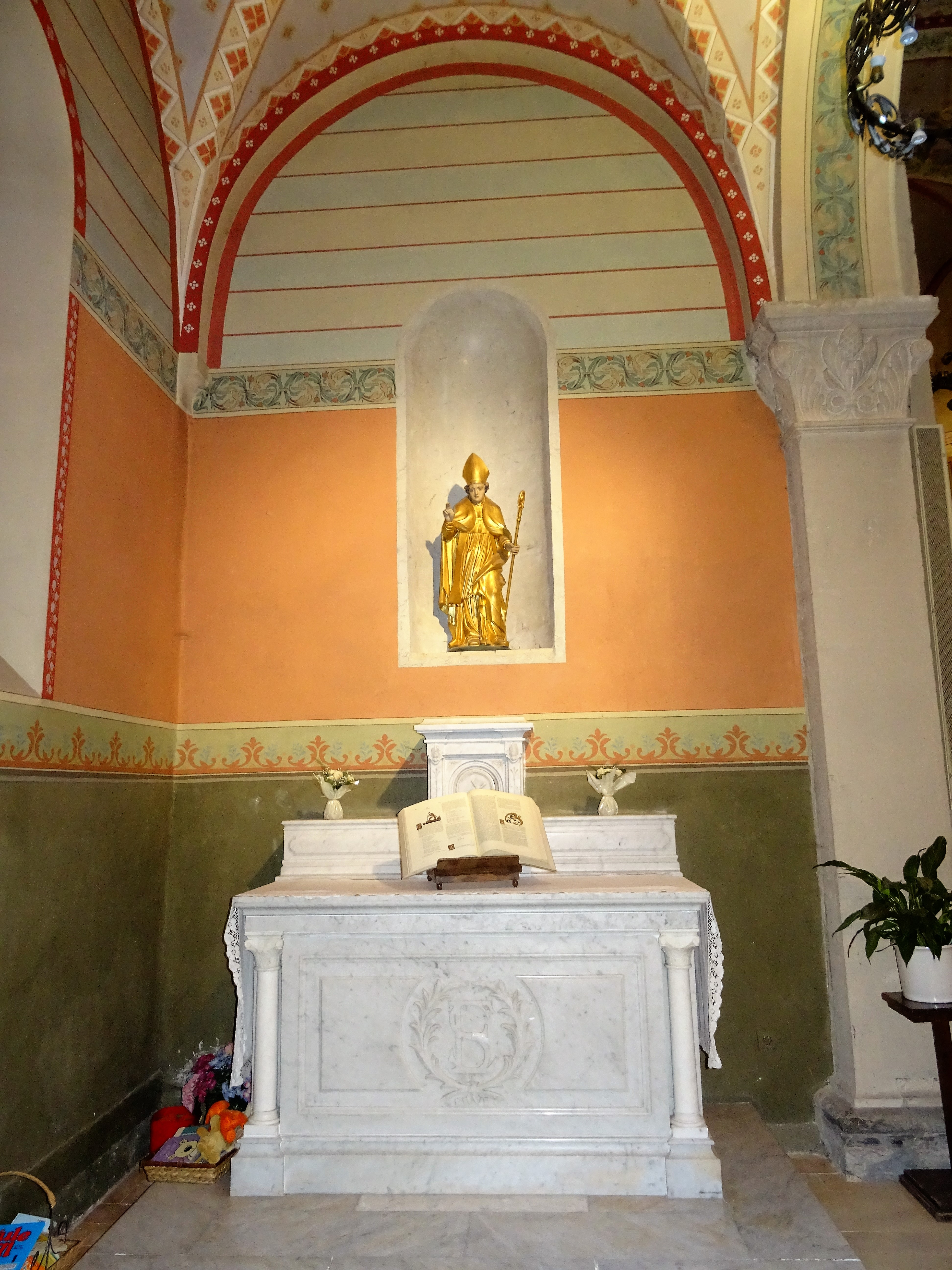
autel Saint-Ennemond

Une dernière pensée avant de sortir devant la plaque en l'honneur des héros de la Grande Guerre, sans souci de double emploi avec le monument devant la mairie.
Après bien des tribulations, le curé de la paroisse a pu être hébergé dans un presbytère digne de ce nom, à proximité de l’église, grâce à la générosité de mademoiselle Szymanska, propriétaire du château des Granges, qui l’a fait construire à ses frais en 1916. Le souvenir du fameux curé d’Ars décédé en 1872, était encore frais dans les mémoires : il eut droit à sa statue discrète dans une niche sous le toit de la façade.
La religion se rappelait au souvenir des paroissiens par les croix érigées aux carrefours de la commune. Celle des Rameaux, datée de 1811, a été déplacée dans le Vieux Bourg, au-dessus du puits. Elle doit son nom au fait qu’elle était le point de conclusion de la fête où l’on apportait son brin de buis, pour y être béni le dimanche avant Pâques. Par un même type de transfert, la croix des Bergeronnes, encore plus ancienne (1689 ?) est bien visible au croisement de la rue homonyme et de celle de Paris. Et la croix du Cimetière, elle, provient de l’ancien cimetière qui précédait la vieille église.

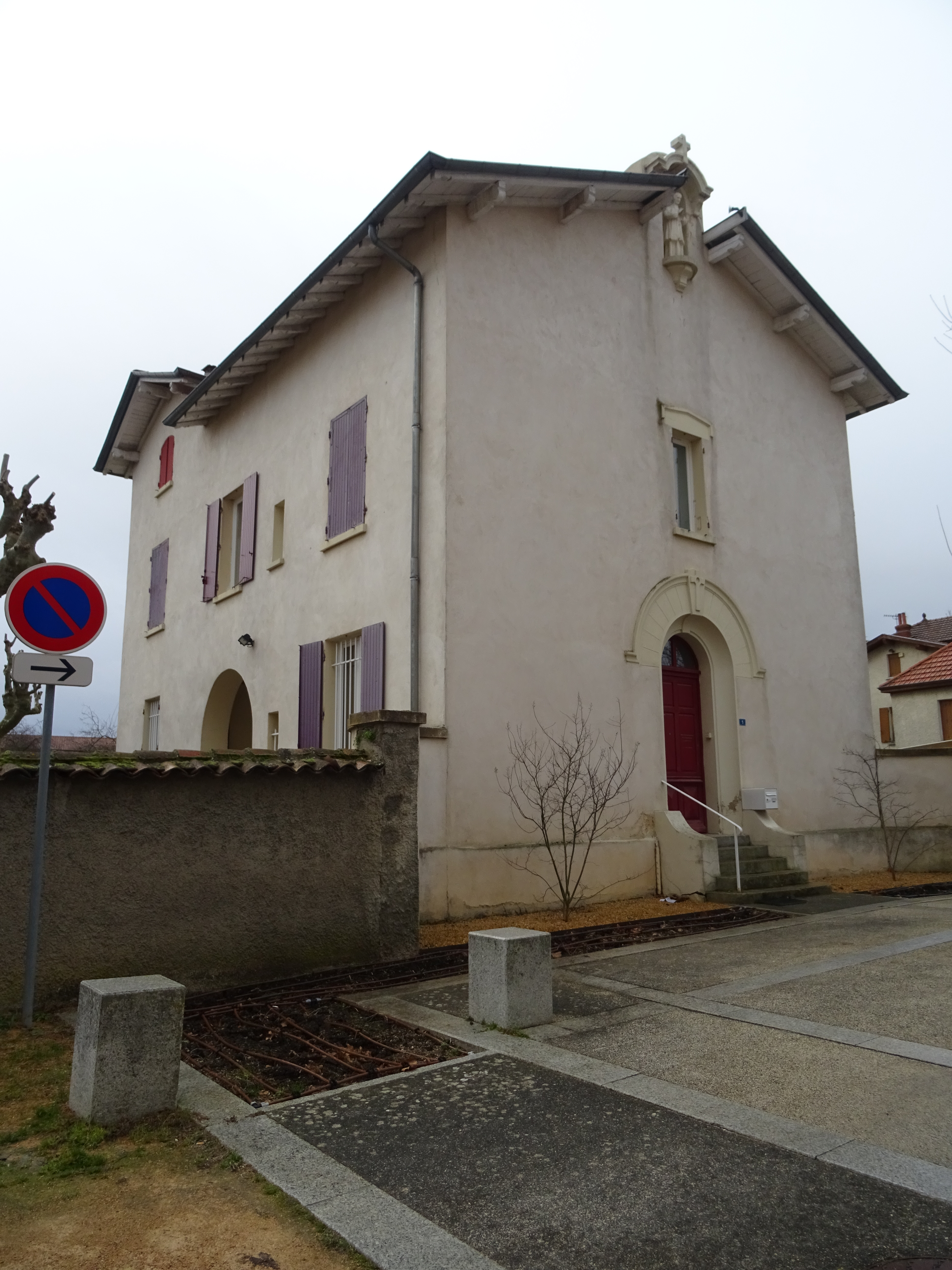
entrée du presbytère
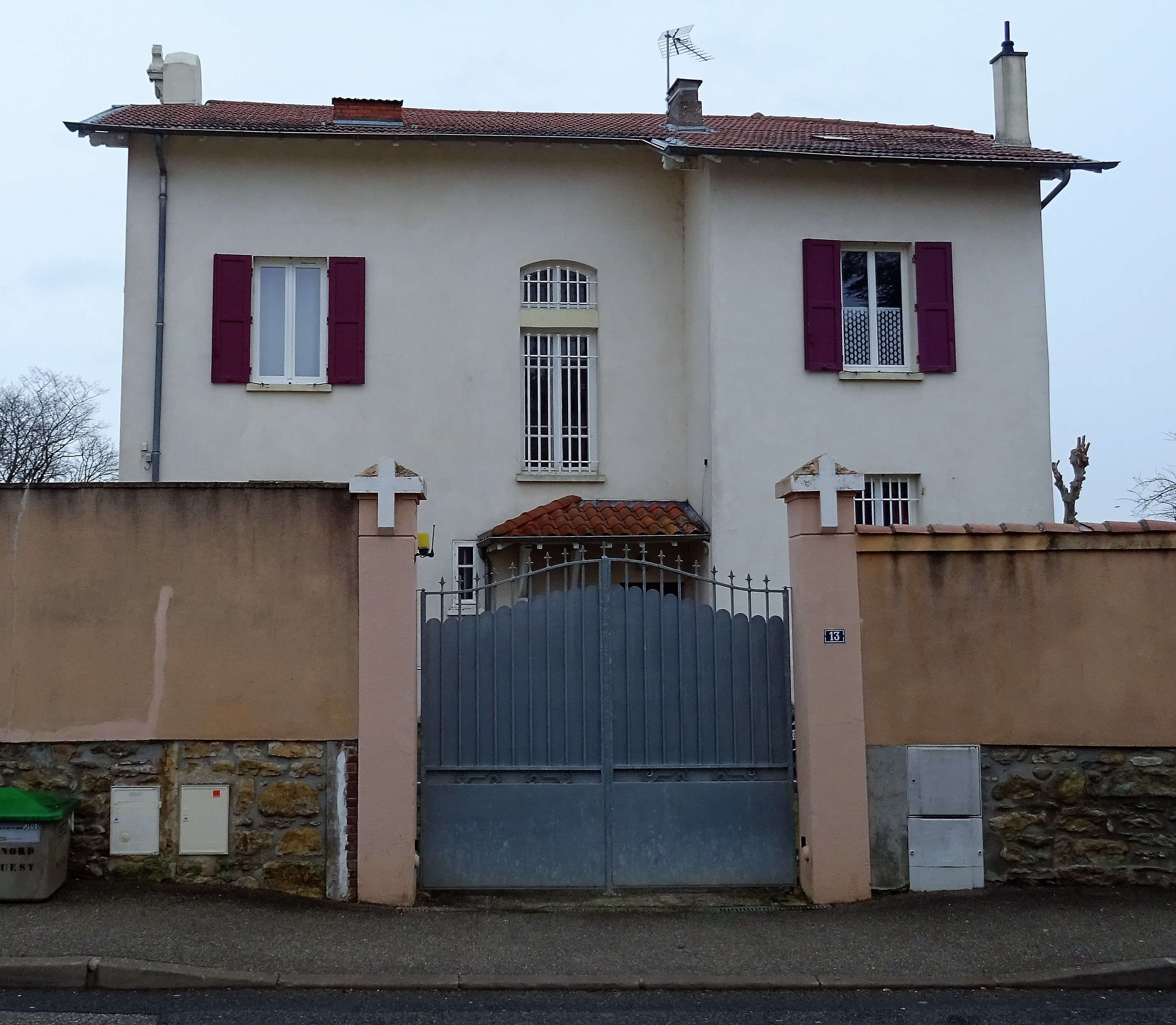
façade principale du presbytère
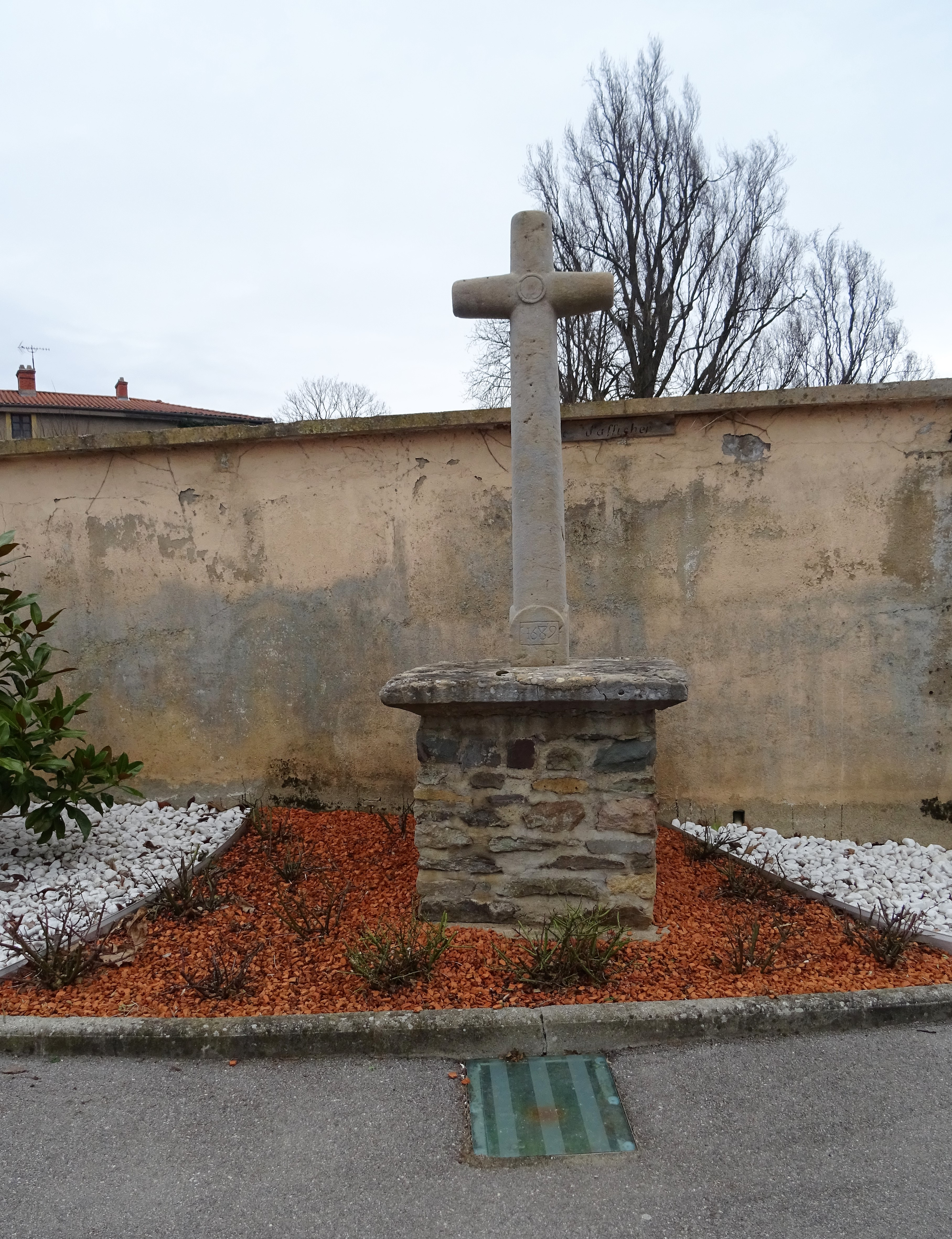
Croix des Bergeronnes
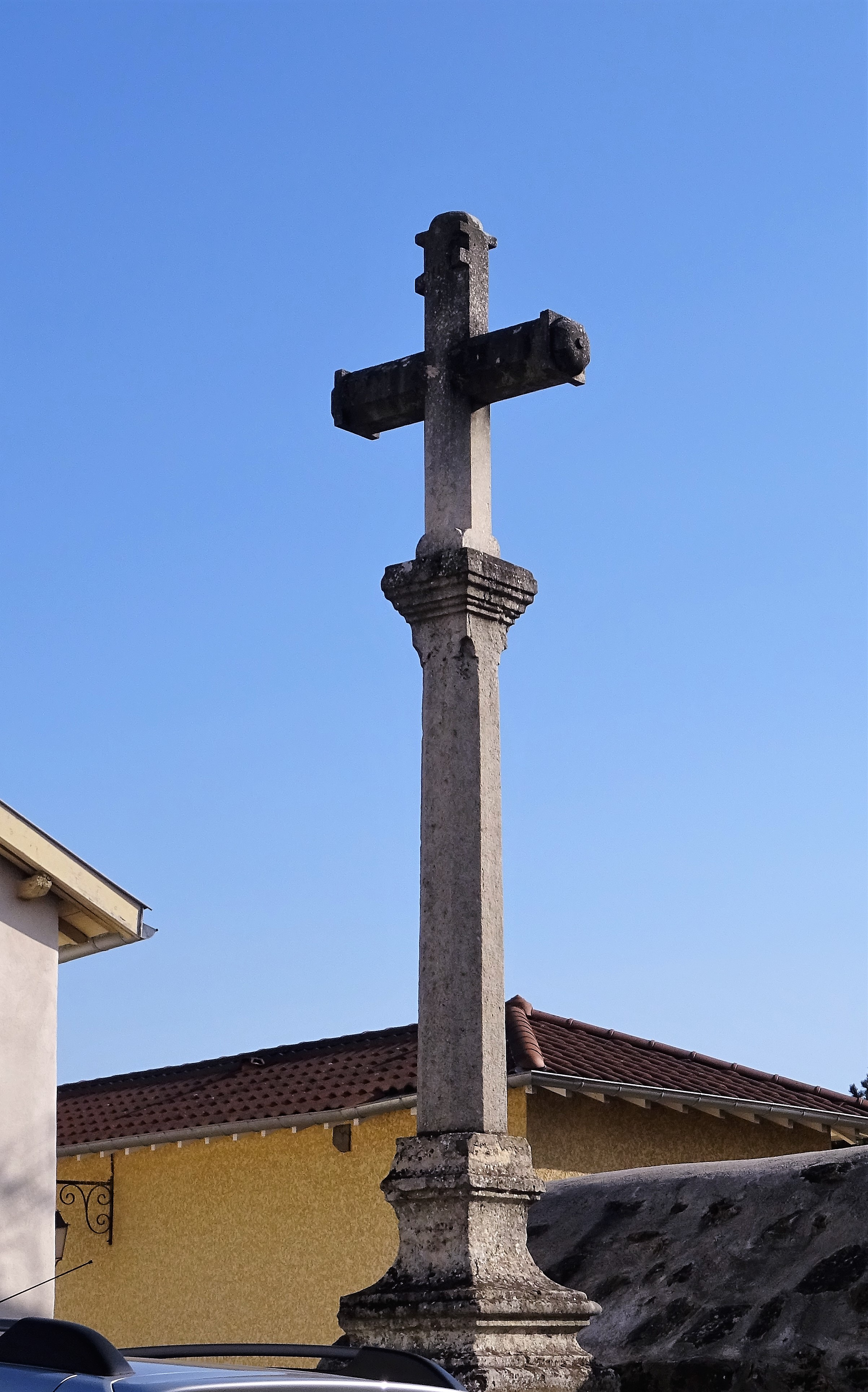
croix des Rameaux
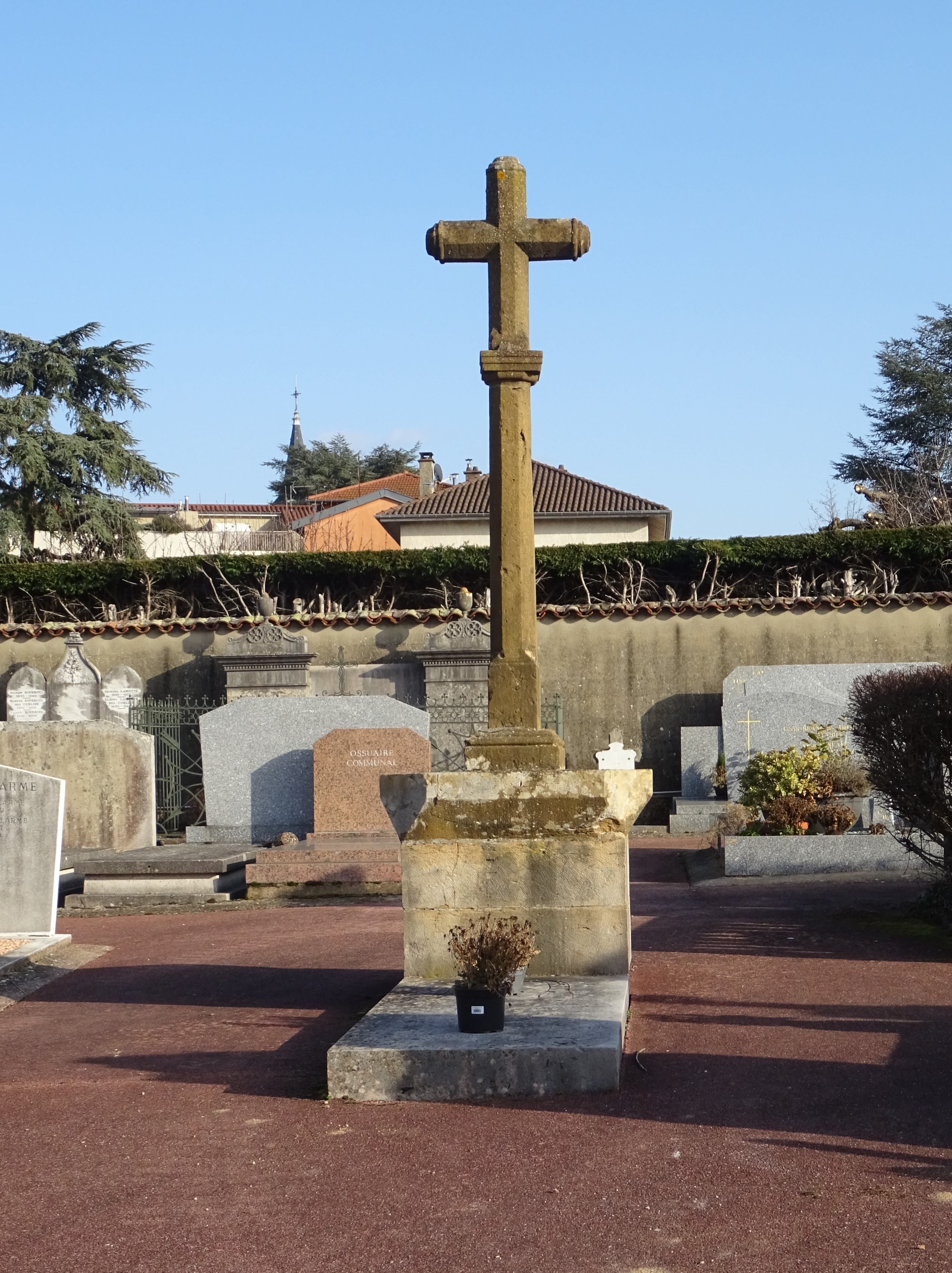
croix du cimetière

#### La terre nourricière
Fidèles à leur religion, les Tourellois ont porté le même attachement à leur terre. Sans doute les sols formés sur un socle cristallin ne sont-ils par les plus favorisés et une partie du territoire, principalement au sud, a été abandonnée à la forêt : elle couvrait 200 des 850 ha de la commune au XVIIIe siècle. Mais la culture est possible lorsque les gneiss ont été altérés sur environ deux mètres d’épaisseur.
Ce gore, selon le terme local, sorte de sable argileux, est, de surcroît, perméable. L’eau est ainsi mise en réserve au contact de la roche-mère, et on peut y forer des puits peu profonds. Ajoutons que cette argile peut être travaillée industriellement. Elle est à l’origine de la seule activité non agricole qui ait jamais existé à la Tour-de-Salvagny, en limite de la commune de Dommartin. À partir d’une ancienne tuilerie, la famille Prost, Jean-Pierre père puis fils, remarquablement entreprenante, a développé la poterie à partir de 1822. La mise au point en 1845 d’une presse hydraulique permettant la fabrication mécanique de tuyaux de poterie à manchons, puis, en 1855, de boisseaux à l’emboîtement facile, leur a permis de rester hautement compétitifs et c’est seulement en 1959 qu’il a fallu se résoudre à la fermeture de l’usine, face à la concurrence internationale. Les quatre cheminées de brique qui avaient marqué le paysage ont été démolies en 1978.

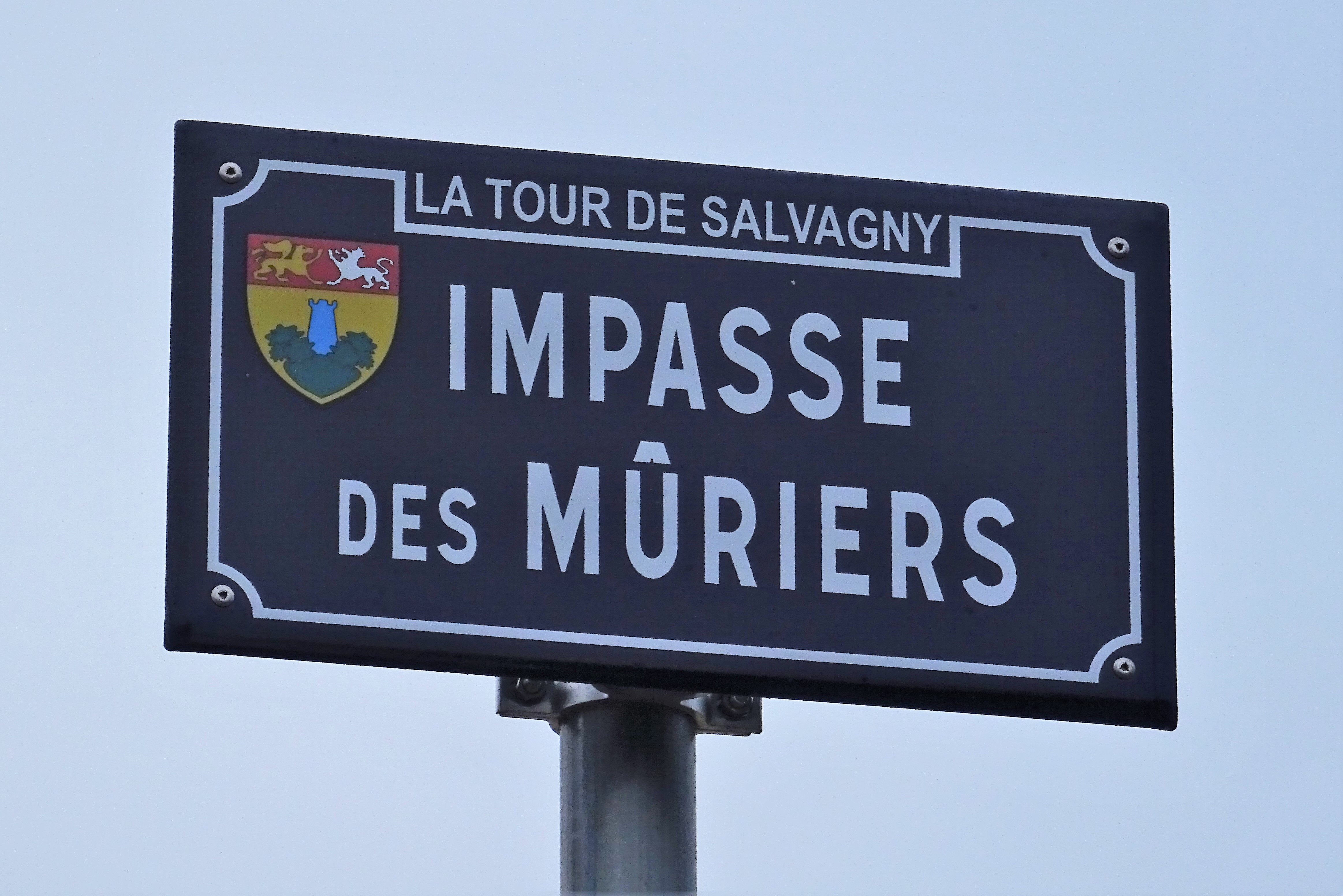
Impasse des Mûriers

Mais l’agriculture est reine. Une enquête de 1818 fait état de 187 ha de terres labourables. Céréales et légumes secs sont la base de l’alimentation. Un élevage varié va des chevaux de poste aux animaux de basse-cour, en passant par les bovins nourris de l’herbe des prairies de fauche et des pâturages. On compte aussi trente ha de vignes. Dans les décennies suivantes, le déboisement permet à la fois de doubler la surface cultivée, d’étendre les pâturages et même de développer le vignoble (51 ha en 1846). Des mûriers sont plantés pour l’élevage du ver à soie, mais on reste fidèle à la culture du chanvre le long des rivières. Ainsi, par la vente des cocons, et du charbon de bois, l’économie de marché fait une très timide apparition dans un monde paysan qui reste celui de la polyculture vivrière.
Cette ouverture sur monde s’accentue vivement à la fin du XIXe siècle grâce à la voie ferroviaire Lyon-Montbrison (1872). Le train peut livrer deux fois par jour le lait frais à la clientèle lyonnaise. L’excédent de foin prend la même direction, à une époque où le cheval anime encore la circulation urbaine. La culture de la pomme de terre est également encouragée. Les ménages paysans vont disposer d’économie qui vont leur permettre plus ou moins collectivement, entre les deux guerres, une première mécanisation du travail, avec l’apparition des faneuses et faucheuses dans les prairies, des semeuses et moissonneuses dans les champs. Des exploitations plus petites se spécialisent dans les élevages hors-sol de poules pondeuses ou dans le maraîchage.

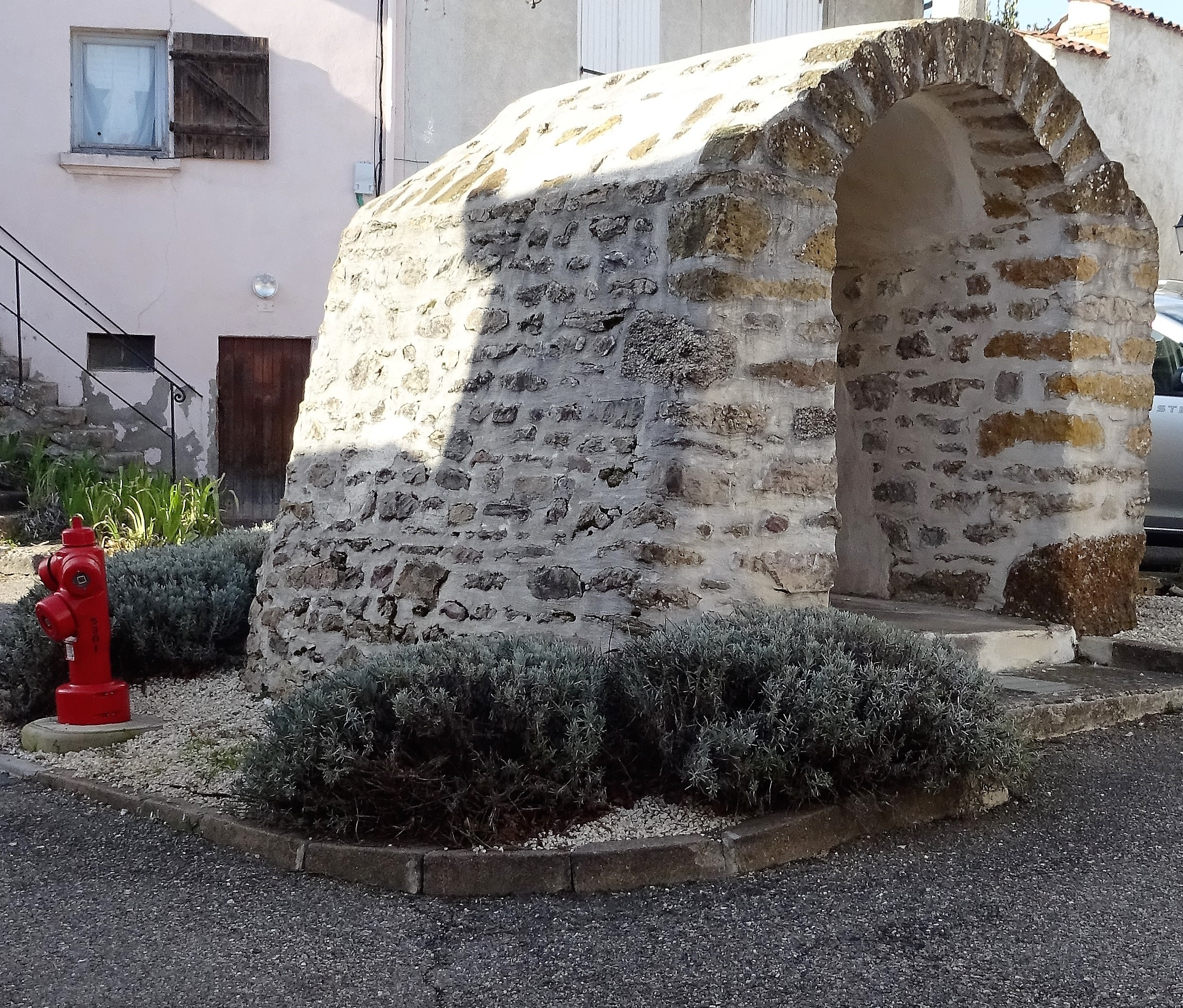
puits du Vieux Bourg
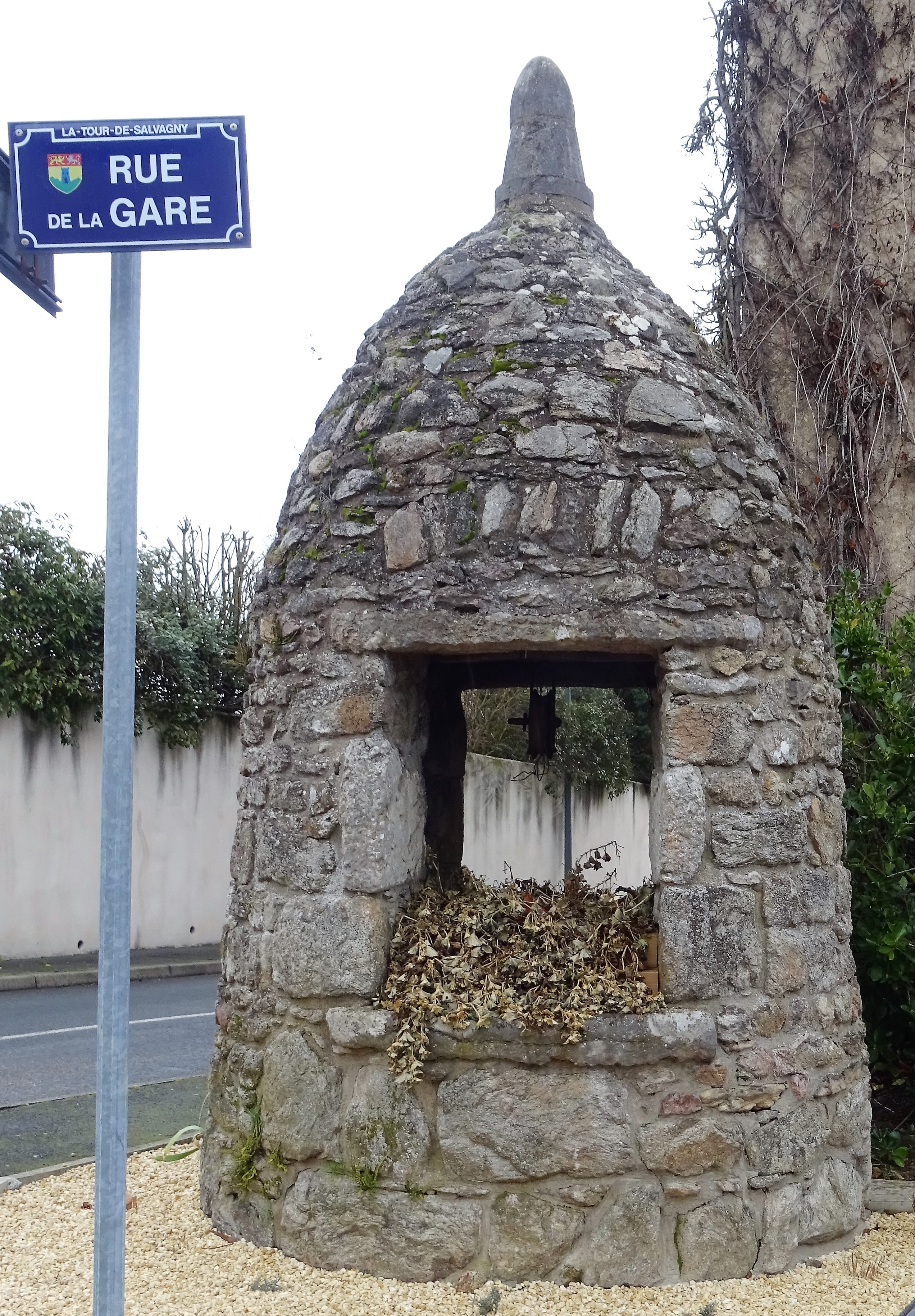
puits de la Pustière
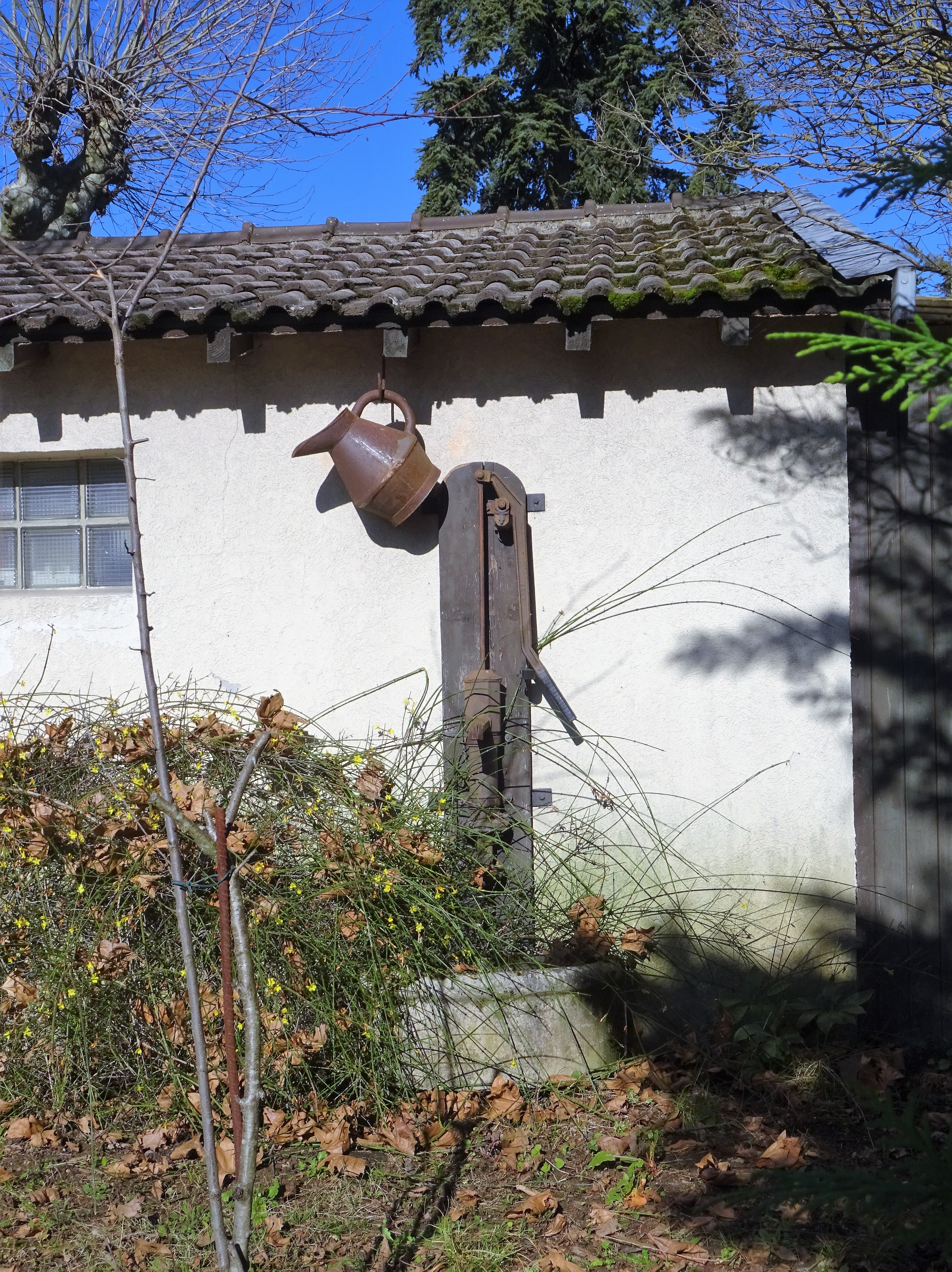
simple pompe à bras
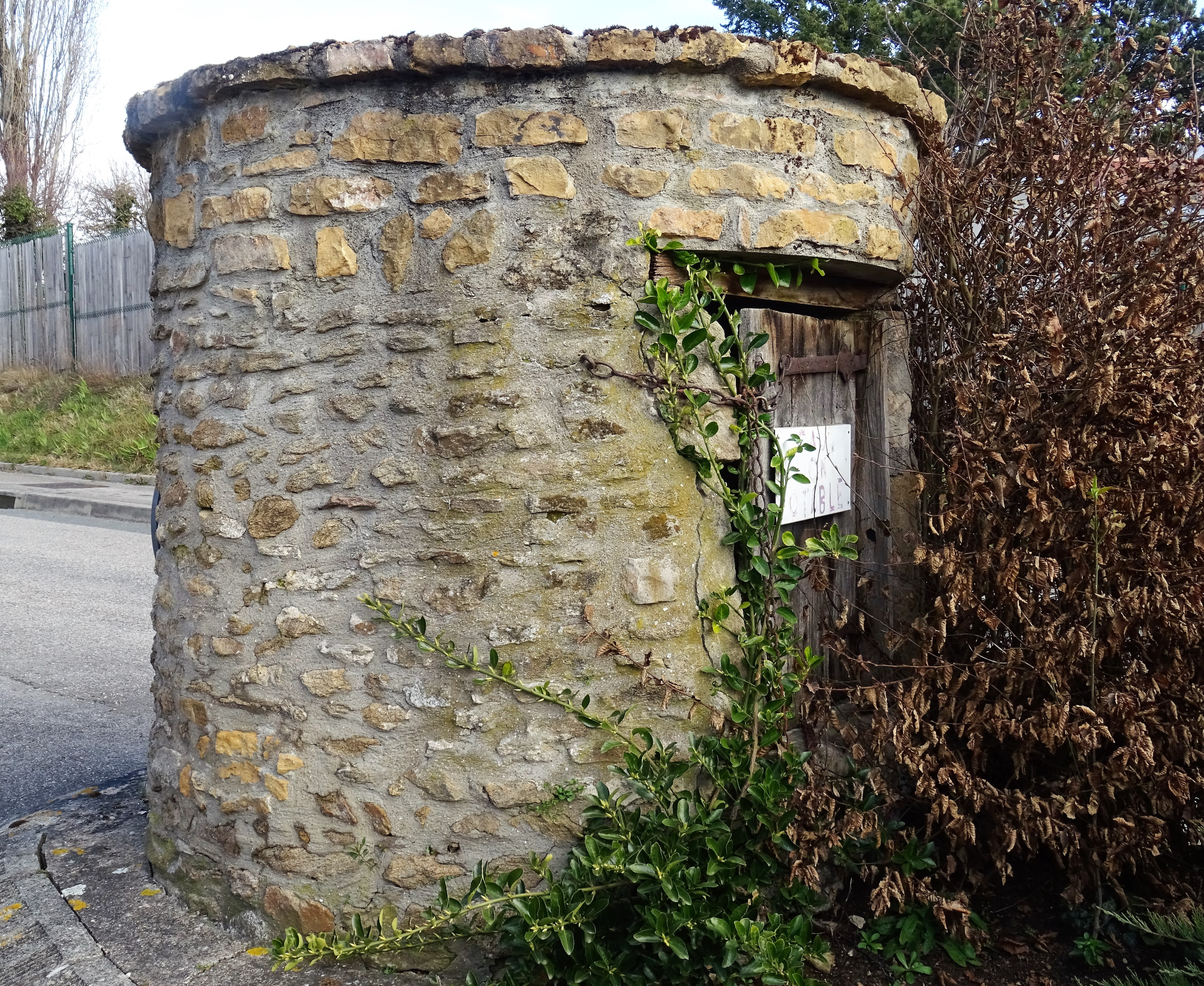
puits du Jacquemet
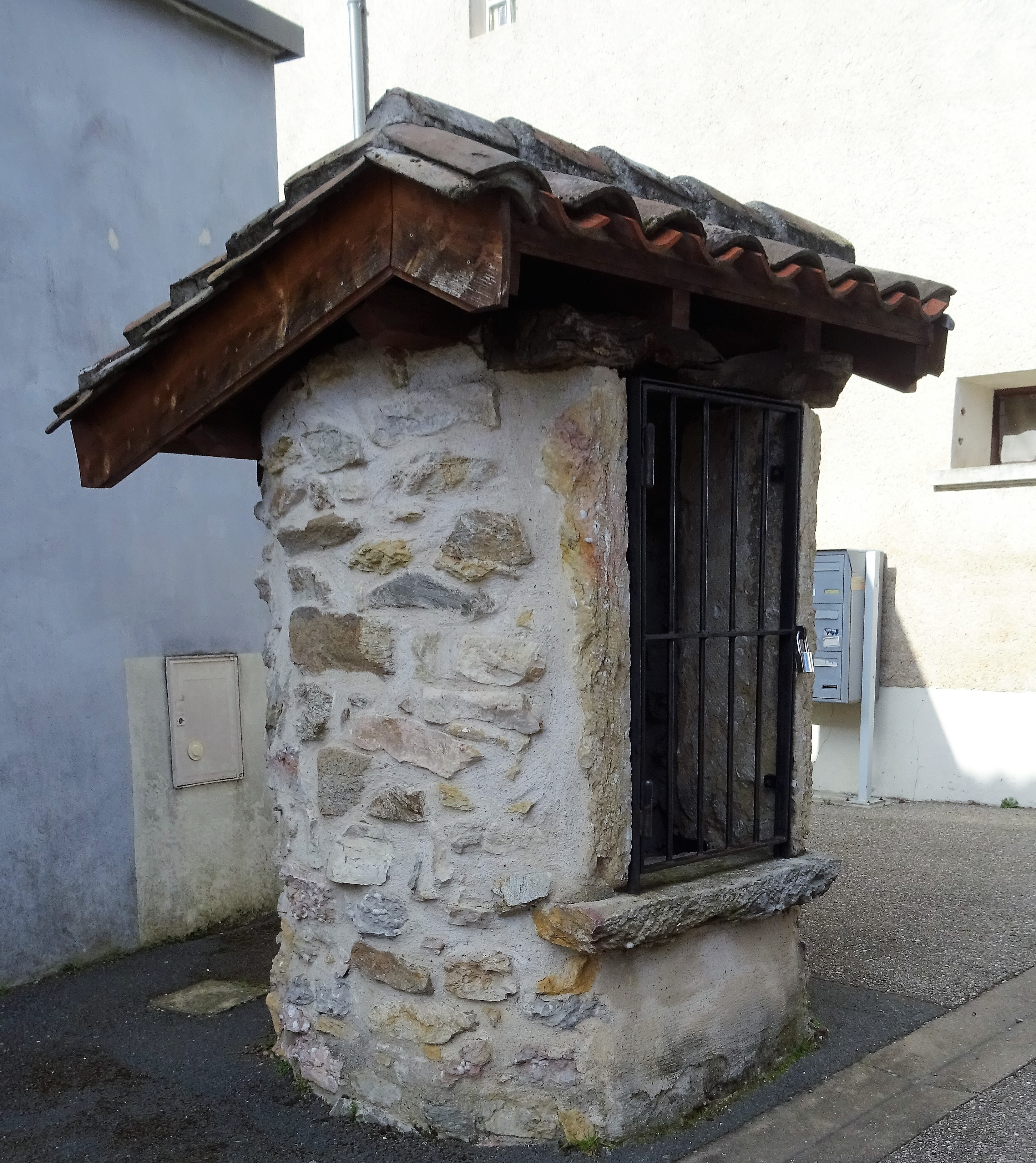
puits du bourg

### L’âge d’or de la route
Les travaux de modernisation du réseau routier engagés par Daniel Charles Trudaine, fondateur de l’Ecole des Ponts et Chaussées en 1747, ont porté plus particulièrement dans la région sur les voies royales de Bourgogne et du Bourbonnais, toutes deux ayant leur convergence à Vaise. Un obélisque, faussement baptisé pyramide, y fut érigé pour commémorer leur achèvement.
La voie du Bourbonnais, ancêtre de la RN6, empruntant la vallée de la Loire, avait généralement la préférence des voyageurs au départ de Paris, par rapport à la voie de Bourgogne, future RN7, qui suivait la vallée de la Saône. Il fallait s’armer de patience, car, pour gagner Lyon depuis Paris au rythme quotidien de 23 lieues (92 km), il fallait compter cinq jours de voyage en été et six en hiver. « Au fil des années, ces voitures vont être améliorées, elles seront mieux suspendues et aussi plus solides ».
La sécurité était assurée en temps normaux par la maréchaussée, mais on garde la mémoire de l’attaque de la diligence pendant les temps troubles du Directoire le 8 vendémiaire An VII (30 novembre 1798) vers onze heures du soir, par 20 hommes armés à la sortie de la commune, à peine franchi le pont de la Mercuire, dans la montée de Montcourant. Les voleurs ne furent jamais appréhendés.
Plus flatteuse est l’anecdote du passage de Napoléon, à son retour de l’île d’Elbe, en mars 1815, s’assurant auprès du maître de poste de La Tour de Salvagny sur les bonnes conditions de sa progression vers Paris aux prochains relais.
Le bon fonctionnement du système de transport reposait sur celui du réseau de relais de poste, disposés généralement de quatre lieues en quatre lieues (16 km) qui en constituait le maillage. Sur l’itinéraire du Bourbonnais, on en comptait trois dans la traversée du département du Rhône : Tarare, Les Arnas (sur la commune de Saint-Romain-de-Popey) et, dernier avant Lyon, La Tour de Salvagny. Il fallait être assuré de pouvoir y disposer des attelages de cinq chevaux, nécessaires pour tracter les lourdes berlines et leurs passagers (une vingtaine au XIXe siècle). La progression jusqu’au prochain relais était sous la garde du postillon, qui accompagnait la diligence sur son cheval porteur. Il annonce son arrivée au relais suivant en sonnant dans son cor, et il « ne s’arrête que le temps nécessaire pour faire souffler et rafraîchir ses chevaux (une demi-heure). Ensuite, il les ramène haut le pied, sans faire galoper et sans charge, au relais d’origine ».

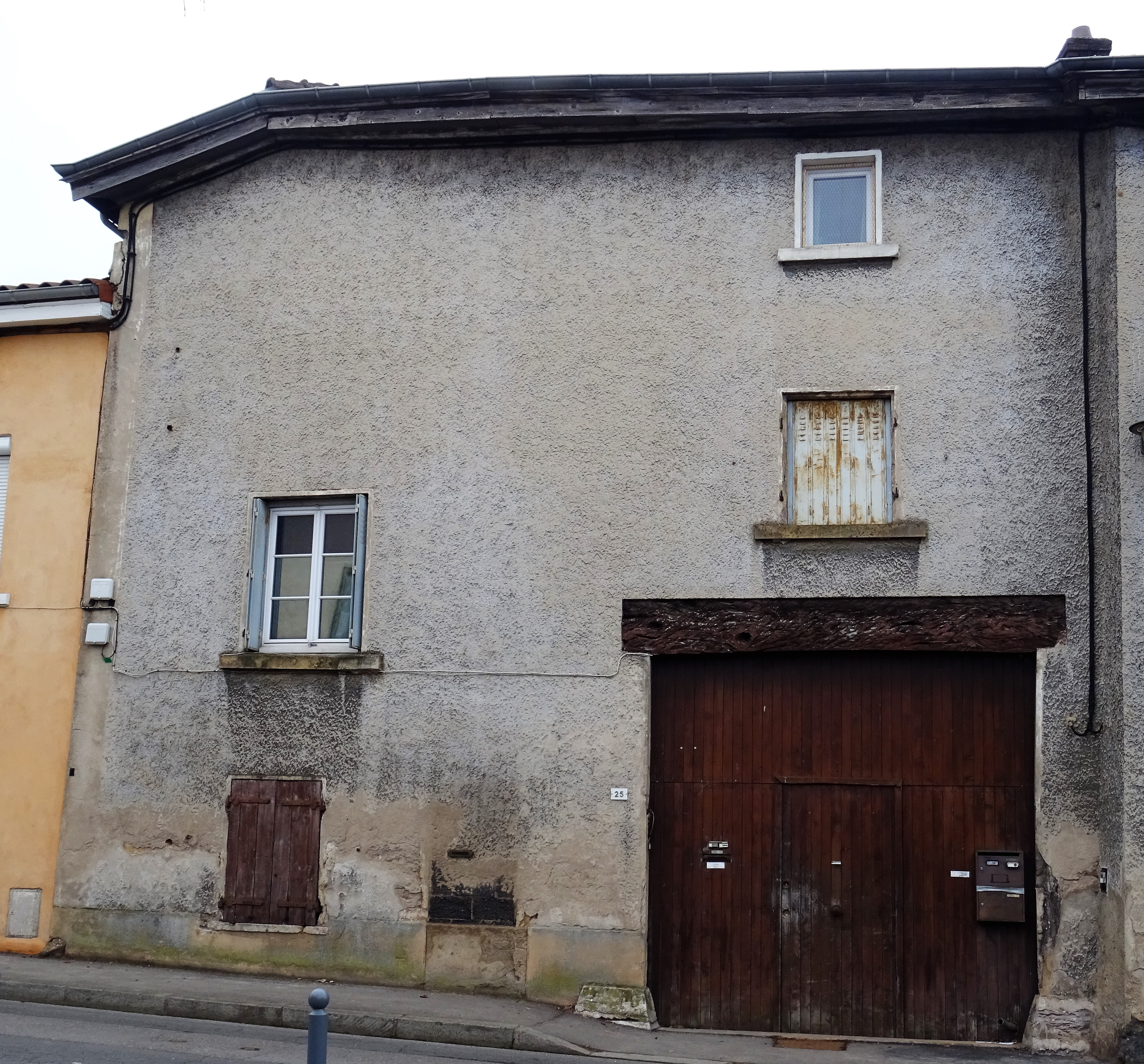
relais de poste route de Paris

Les bâtiments d’importantes dimensions, abritant le relais de poste, sont disposés autour d’une cour. Celui qui donne sur la route sert au logement du maître de poste et du personnel. Une fois franchi le portail, on accède à la cour, dans laquelle un puits alimente un abreuvoir. Tout autour sont ordonnées l’écurie surmontée d’un fenil, la sellerie, les chambres pour loger les palefreniers et les gens d’écurie. A la Tour de Salvagny, il ne reste aucun vestige d’un premier relais remontant au XVIe siècle. Le second datant de 1780, au 25 de la rue de Paris, n’est plus identifiable que par la poutre correspondant au linteau de la porte d’entrée dans la cour. Son importance peut cependant être estimée à partir du nombre de chevaux légalement imposés par la règlementation : un inventaire de 1829 fait état d’une trentaine.
Le maître de poste, propriétaire du relais, est un personnage officiel assermenté. Il revêtira son uniforme dans les grandes occasions comme ce sera le cas pour Charles Mottard chevauchant auprès du carrosse du pape Pie VII , en route pour le sacre de Napoléon 1er en 1805. Au XIXe siècle, cette charge est restée dans la famille Goutard de 1820 à la fermeture du relais 1873. Pierre, dernier détenteur, fut maire de la commune pendant 14 ans. Le souvenir de la famille est entretenu par la tombe de sa mère au cimetière du village.

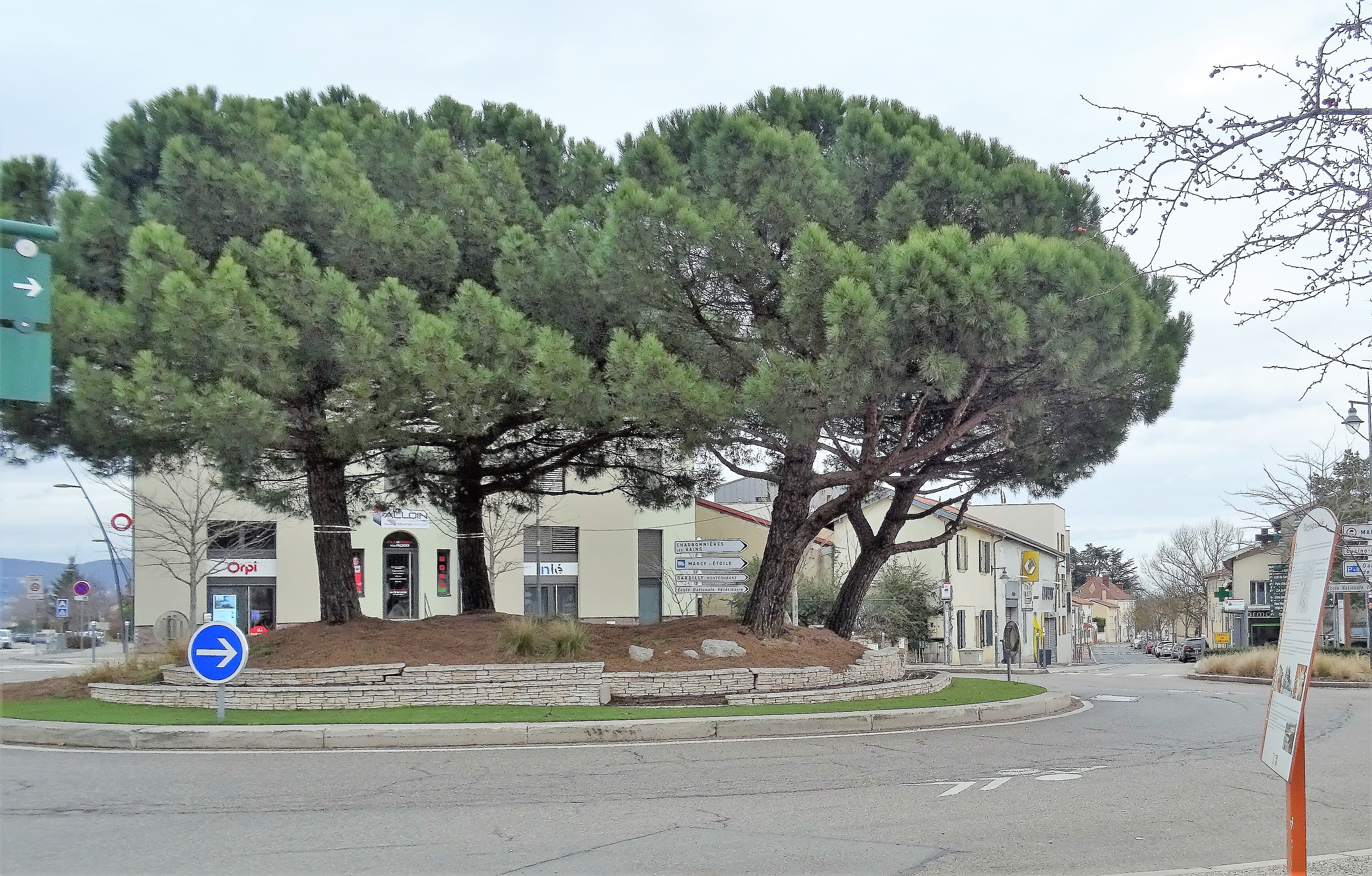
ancienne place de la Bascule

«L’implantation d’un relais de poste favorise l’apparition d’une petite communauté, qui vit de la route. Outre les nombreux personnels du relais, se développent généralement des forges, avec des maréchaux-ferrants, ainsi que des ateliers de charrons, de bourreliers, etc. Le relais est une petite société, liée par les mêmes intérêts ». On peut ajouter à cette liste commerçants, aubergistes et cabaretiers.
Sur les 12 débits de boissons recensés en 1852, 11 sont installés sur les routes de Lyon (4) et de Paris (7). Ainsi s’est formé à faible distance du bourg traditionnel le nouveau quartier linéaire, dit de la Charrière, étiré sur près d’un kilomètre. Il culmine sur une place, un temps occupée par une bascule. Les deux rues en pente qui y convergent ont été logiquement dénommées route de Paris à l’ouest, et route de Lyon vers l’est. Cette structure bipolaire du chef-lieu de La Tour-de-Salvagny est encore aujourd’hui une particularité de la commune qui a survécu avec certaines transformations (la place de la Bascule est devenue un îlot directionnel) à la fermeture du relais liée à la création de la voie ferrée de Lyon-Saul-Paul à Montbrison en 1872,.

### Une Belle Epoque prolongée

#### Avant 1914

##### Thermes et casino
C’est sur le territoire de Charbonnières que s’ouvre paradoxalement une nouvelle page de l’histoire de La-Tour-de-Salvagny lorsque, en 1778, Louis Rougeat de Marsonnat, alors curé de Tassin-en-Lyonnais découvre aux confins du territoire de sa paroisse, dans l’annexe de Charbonnières, une source d’eau aux propriétés particulières. Il diffuse l’information officiellement par un mémoire en 1784. Le succès est si rapide que le comte Lacroix, seigneur de Laval, propriétaire des lieux fait aménager le captage et les voies d’accès. Une tarification est établie pour les curistes en 1828. Dès cette époque, la municipalité de La-Tour-de-Salvagny conteste à sa voisine le droit de s’attribuer la localisation de la source. Il sera précisé en 1827 par le géomètre commis exprès que la limite qui sépare les territoires entre Charbonnières et La-Tour-de-Salvagny « passe sur la source des eaux minérales qui rentre sur Charbonnières ». Il faut comprendre que le captage est sur la première, mais la source sur la seconde commune. La contestation se prolongera dans la suite des temps et Charbonnières se verra seule autorisée à bénéficier de l’appellation « des Bains » en 1897. Et c’est seulement en 1987 que les deux communes seront reconnues conjointement comme stations hydrominérales.
Les enjeux financiers en cause dans cette délimitation n’ont vraiment compté qu’au moment où s’est posée la question de la construction d’un casino (voir l'histoire détaillée du casino de Charbonnières). Vu la topographie, son implantation ne pouvait être qu’à l’amont immédiat de la source sur le territoire de La-Tour-de-Salvagny. Sa construction fut entreprise par Oscar Grenier, un homme d’affaires, et l’inauguration eut lieu le 11 juin 1881. Par un accord de 1884, la commune de La Tour de Salvagny se voyait octroyer un tiers de la redevance de 15% sur le produit des jeux. La commune de Charbonnières tenta de s’en assurer la totalité, moyennant une modification des limites de son territoire en 1908, mais elle n’eut pas gain de cause. Depuis avril 2024 le casino s'appelle Pasino Grand La Tour de Salvagny.

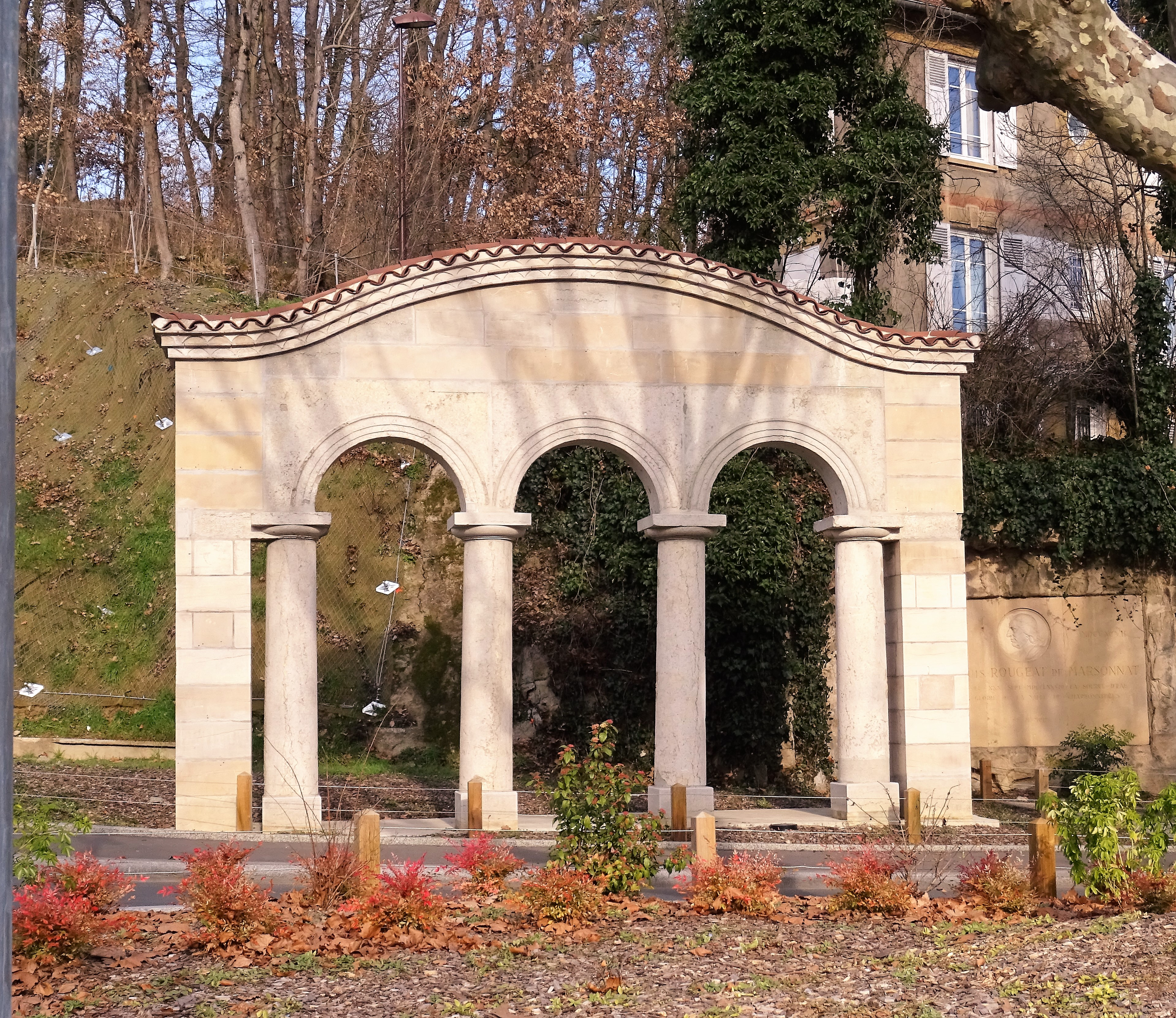
Monument en mémoire des thermes de la source Marsonnat
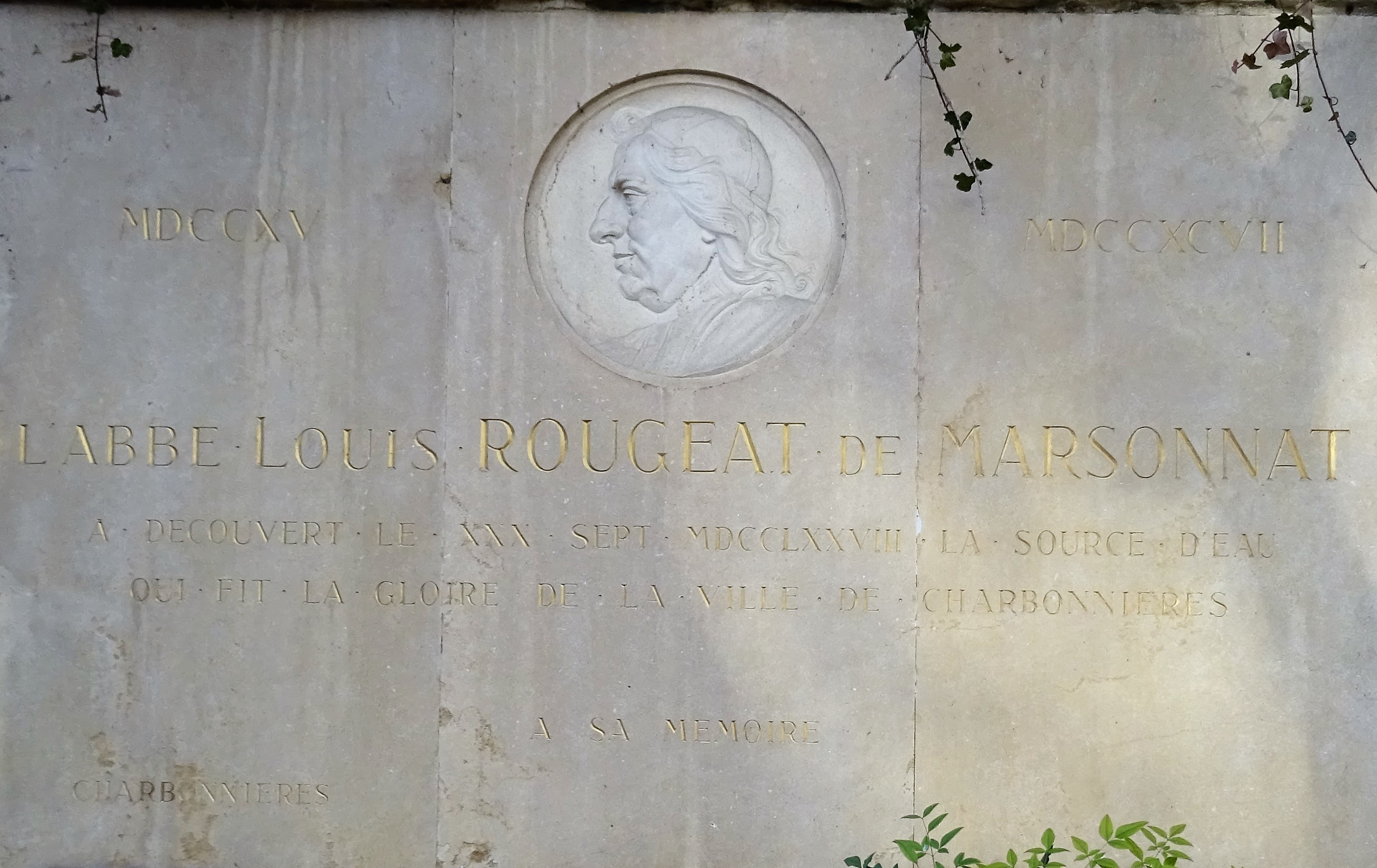
Plaque en mémoire de Marsonnat
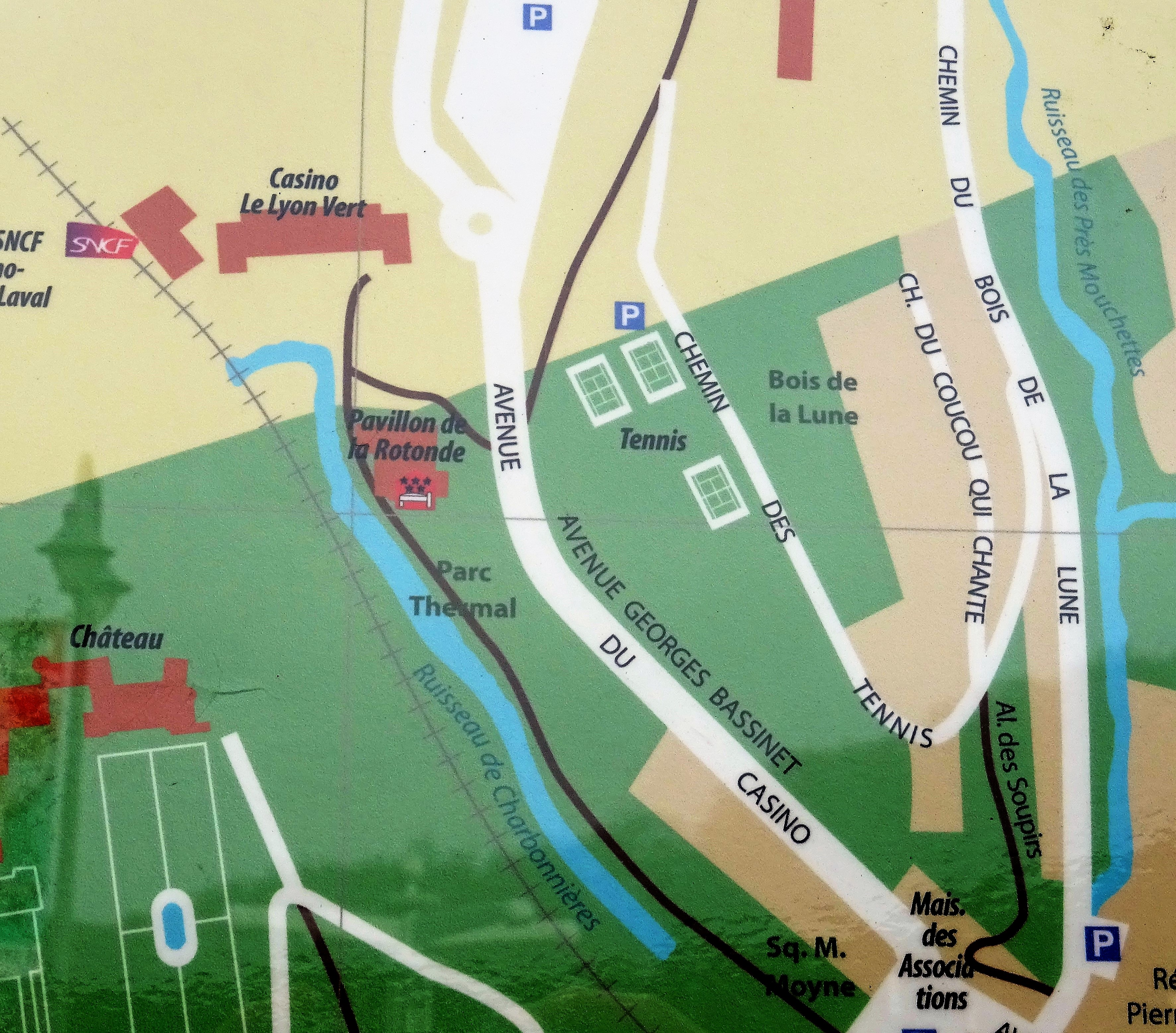
Limite entre Charbonnières et la Tour de Salvagny
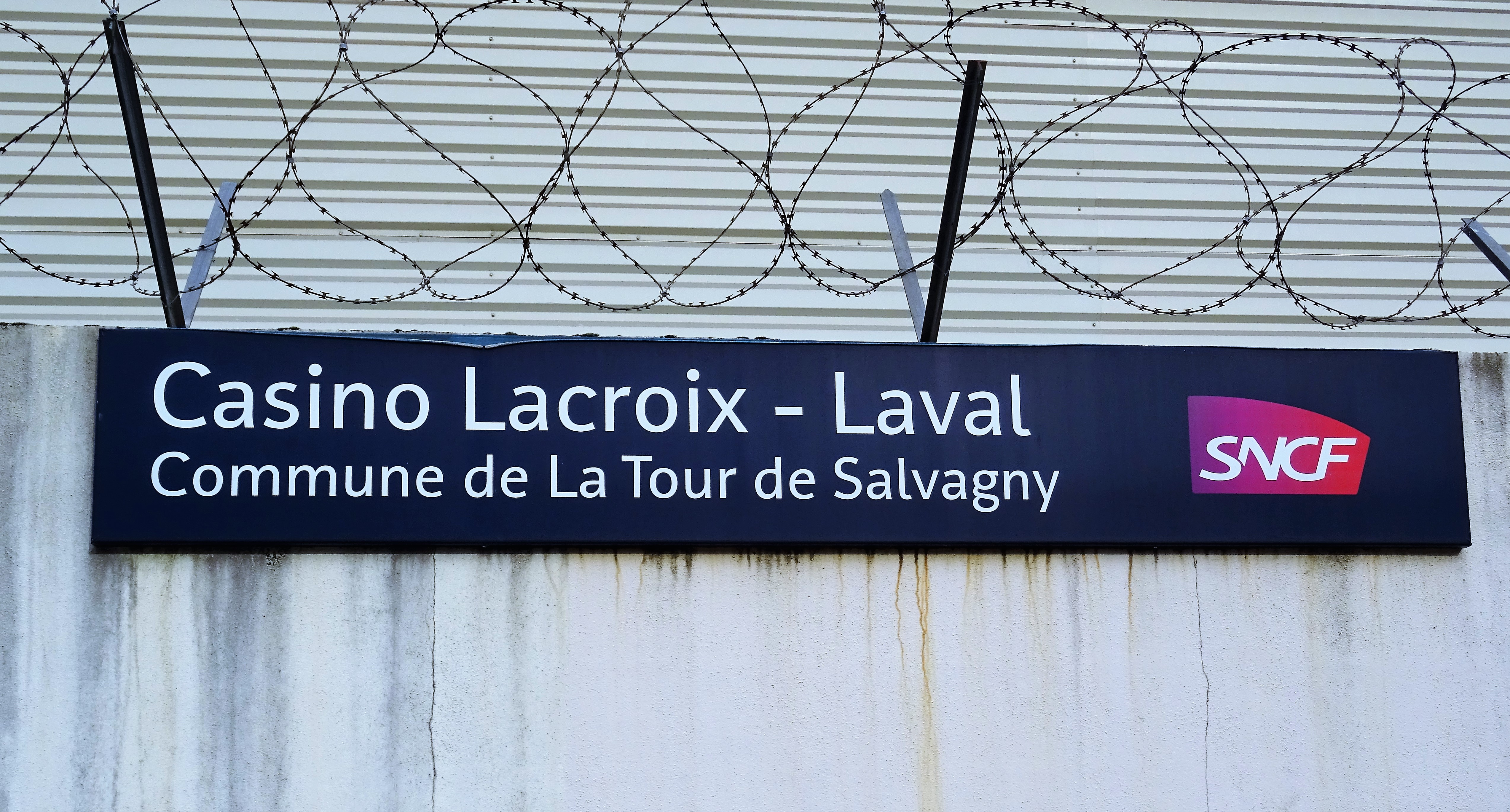
panneau en gare de Casino Lacroix Laval
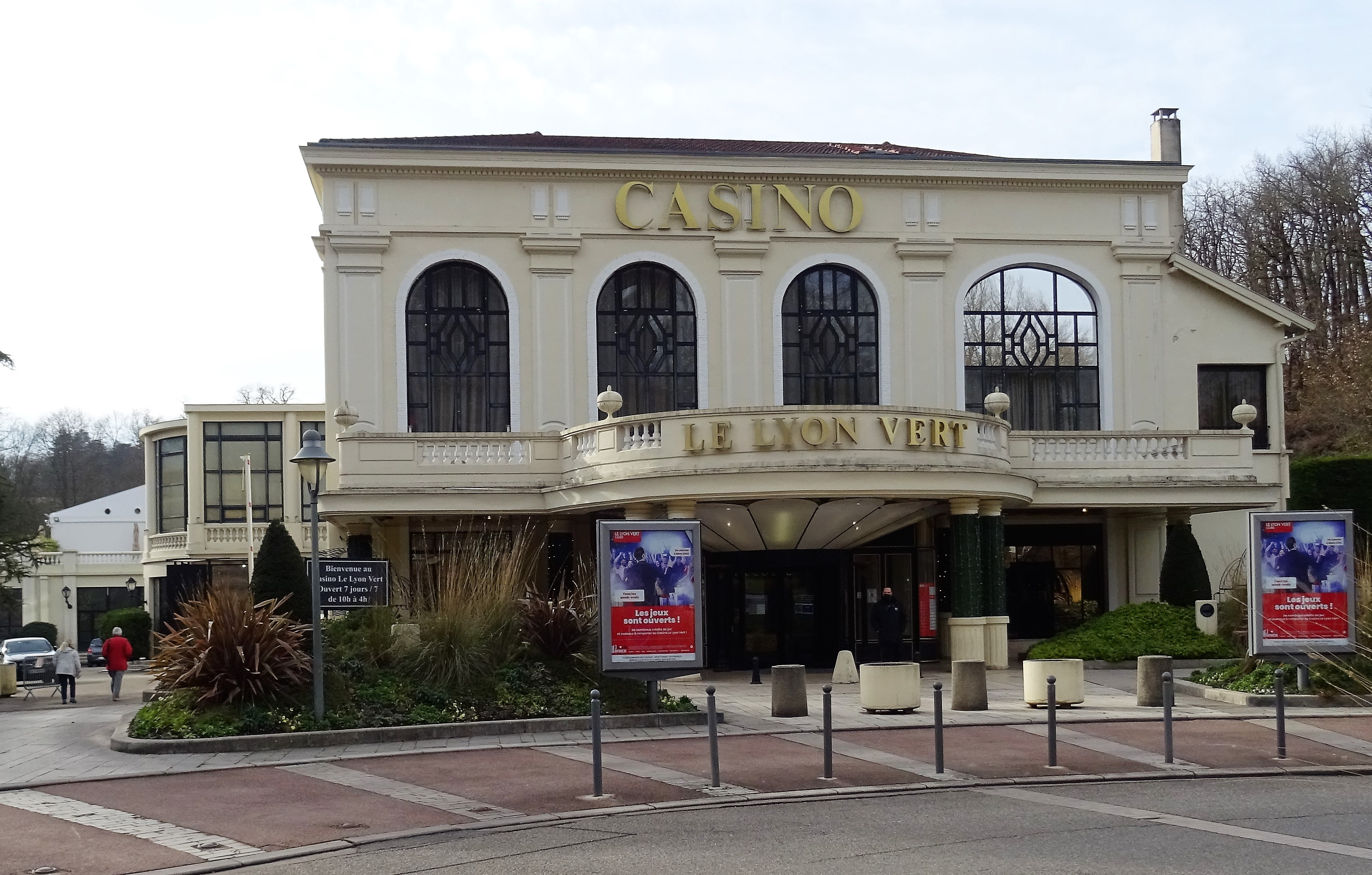
casino de La Tour de Salvagny
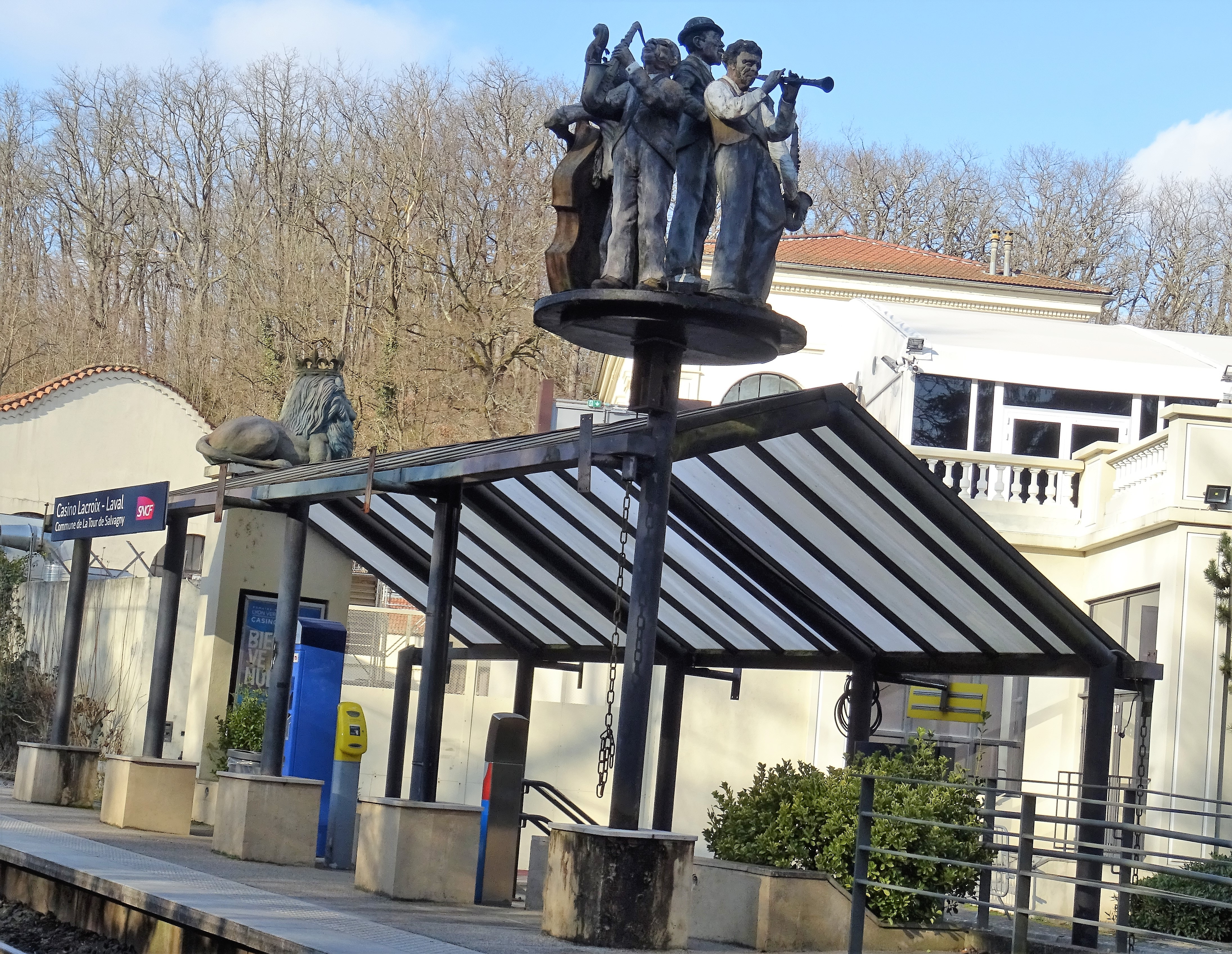
gare Casino Lacroix Laval

##### Domaines et demeures
Simple coïncidence ou effet d’entraînement ? Toujours est-il que le XIXe siècle, en même temps que la vertu des eaux thermales, redécouvre à La-Tour-de-Salvagny les charmes d’une résidence campagnarde. Dans les temps anciens, on cite un seul exemple de ces maisons des champs, que les élites lyonnaises affectionnaient tant depuis la Renaissance. Il s’agissait alors de véritables domaines de rapport. Telle avait été la Pussetière, où s’était installée une famille lyonnaise dès le XVIe siècle. Après de multiples mutations, en témoigne encore un « long bâtiment simple en profondeur dont la façade principale s’orne d’un fronton triangulaire ; un étage carré et un étage de combles ; huit travées de baies groupées deux à deux ; toiture à quatre pans en tuiles ». Sous son crépi, il est moins évocateur du passé que son puits. Quant au domaine attenant, il a été morcelé en 1960.
En revanche, deux autres exemples de ces grandes propriétés n’apparaissent qu’à partir de 1850 environ. Il est vrai que les Sapins n'étaient qu’une enclave, prélevée sur le vaste domaine de Villedieu, dont le siège est sur Dardilly. Parmi ses propriétaires successifs aurait figuré le célèbre professeur de médecine lyonnais Alphonse Fochier (1845-1903). Le château au fond de son parc boisé présente en façade cinq travées avec étage noble et étage de combles mansardés, sous une toiture à quatre pans en ardoises. De part et d’autre, deux échauguettes en poivrière sont posées sur de beaux culs-de-lampe en pierre. La porte d’entrée est décorée de trois lancettes en plein cintre en fer forgé. On peut encore imaginer la vie du domaine par ce qu’il reste des communs de brique, accolés à l’arrière immédiat de la résidence. Le château des Granges, sur le versant nord de la commune, a été édifié à la même époque. Parmi ses propriétaires successifs, sur le tard, on retiendra le nom de madame Szymanska, grande bienfaitrice de la paroisse, honorée au cimetière d’une tombe originale en forme de casemate, car sa dépouille y voisine avec celle du commandant de Montozon-Brachet, mort au combat en 1914. Le domaine était très vaste (72 ha) et s’étendait à la fois sur La-Tour-de-Salvagny et, pour un tiers, sur Dommartin. Il n’a été morcelé que tardivement en 1977. A cette date, les nouveaux propriétaires, en accord avec la Société des Eaux de Charbonnières, ont envisagé la construction d’un golf qui fut effective en 1988. Le château se présente avec un corps central de cinq travées, flanqué de deux ailes soulignées par des chaînes d’angle en pierre de taille. L’étage noble est surmonté d’un étage mansardé sous une haute toiture d’ardoises. La travée centrale est décorée d’un balcon au premier étage, et d’une haute mansarde encadrée par les courbes d’un fronton cintré interrompu. Les fenêtres bombées ont des barres d’appui à balustres.

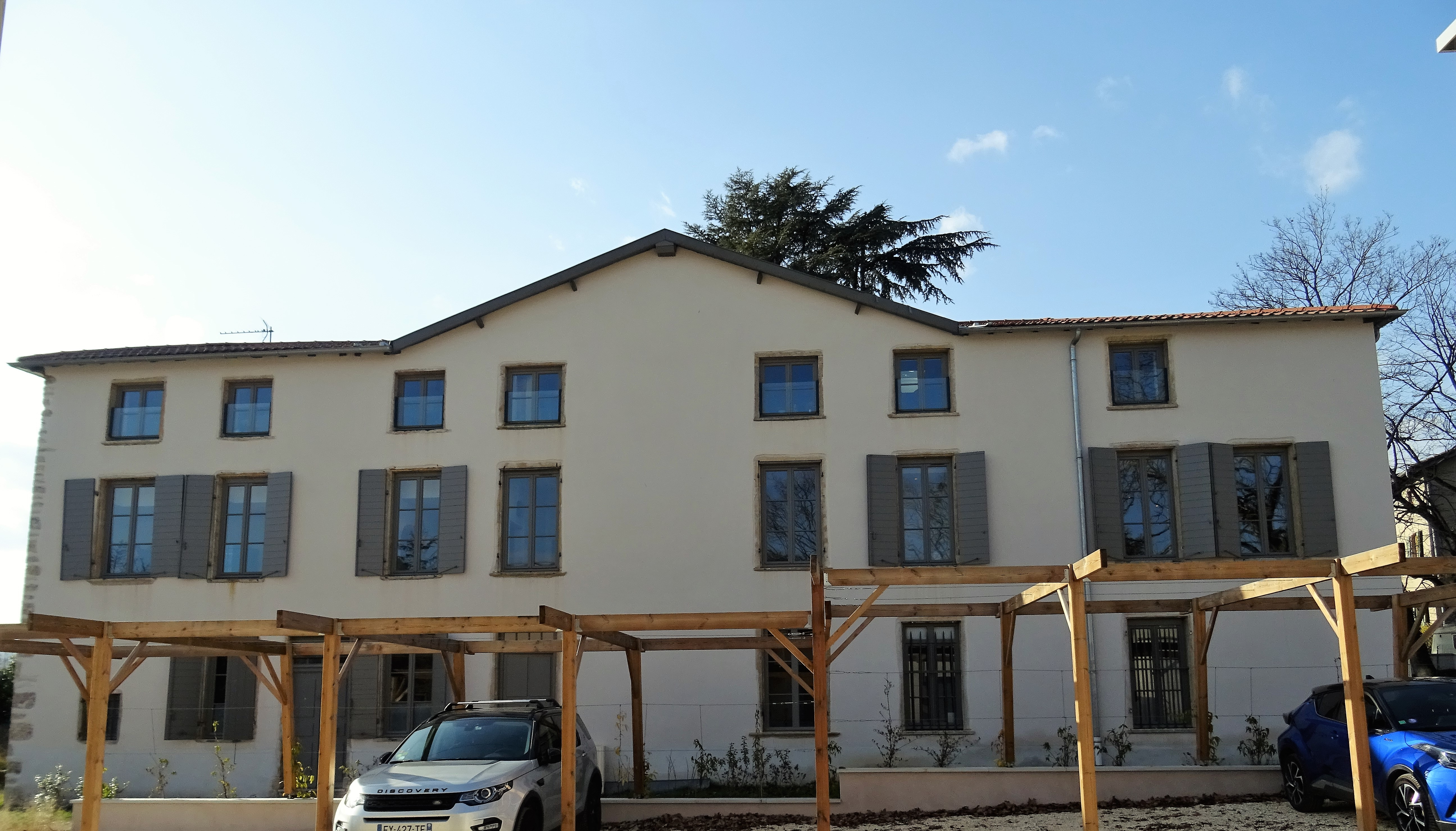
Château de la Pustière
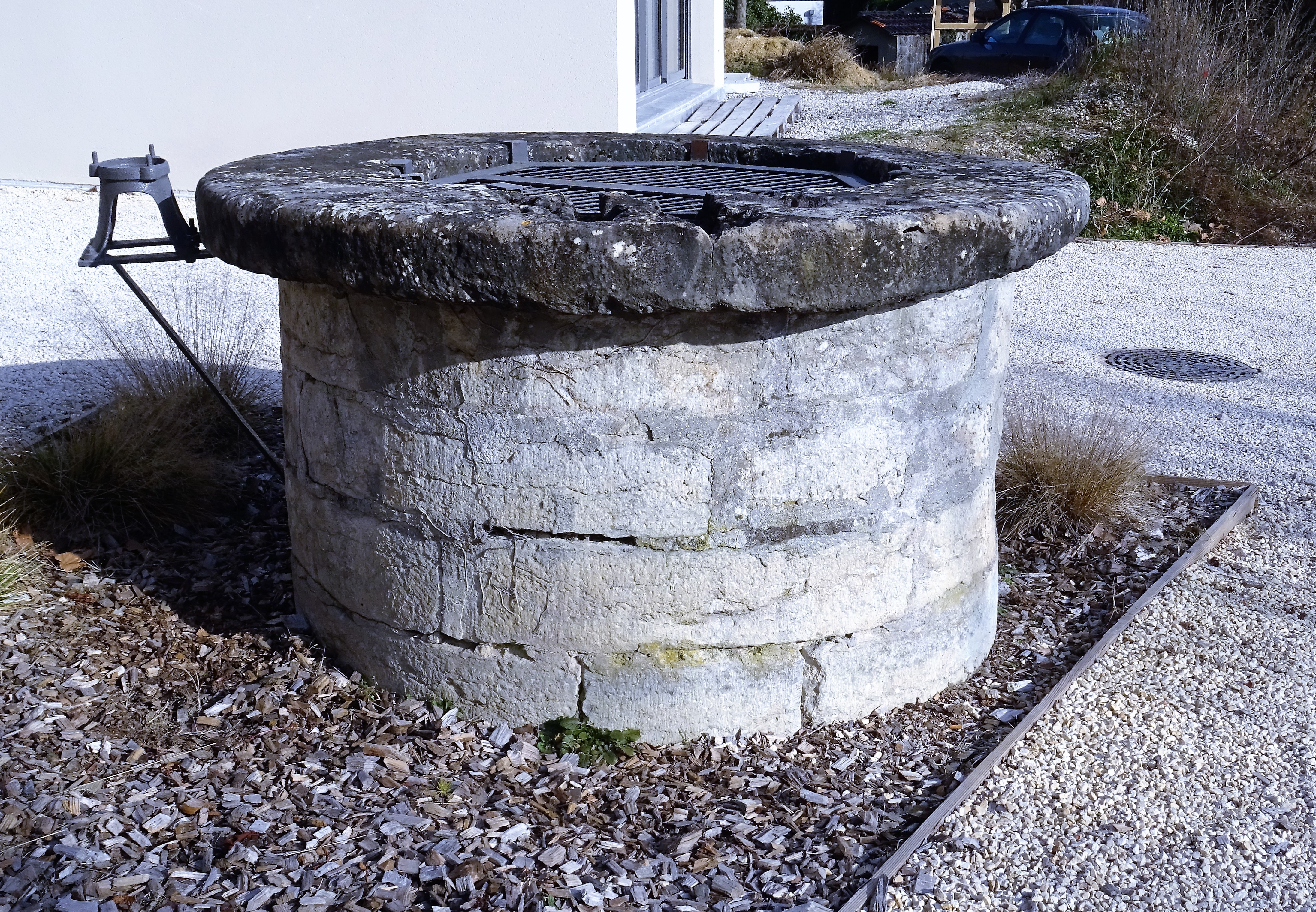
puits de la Pustière
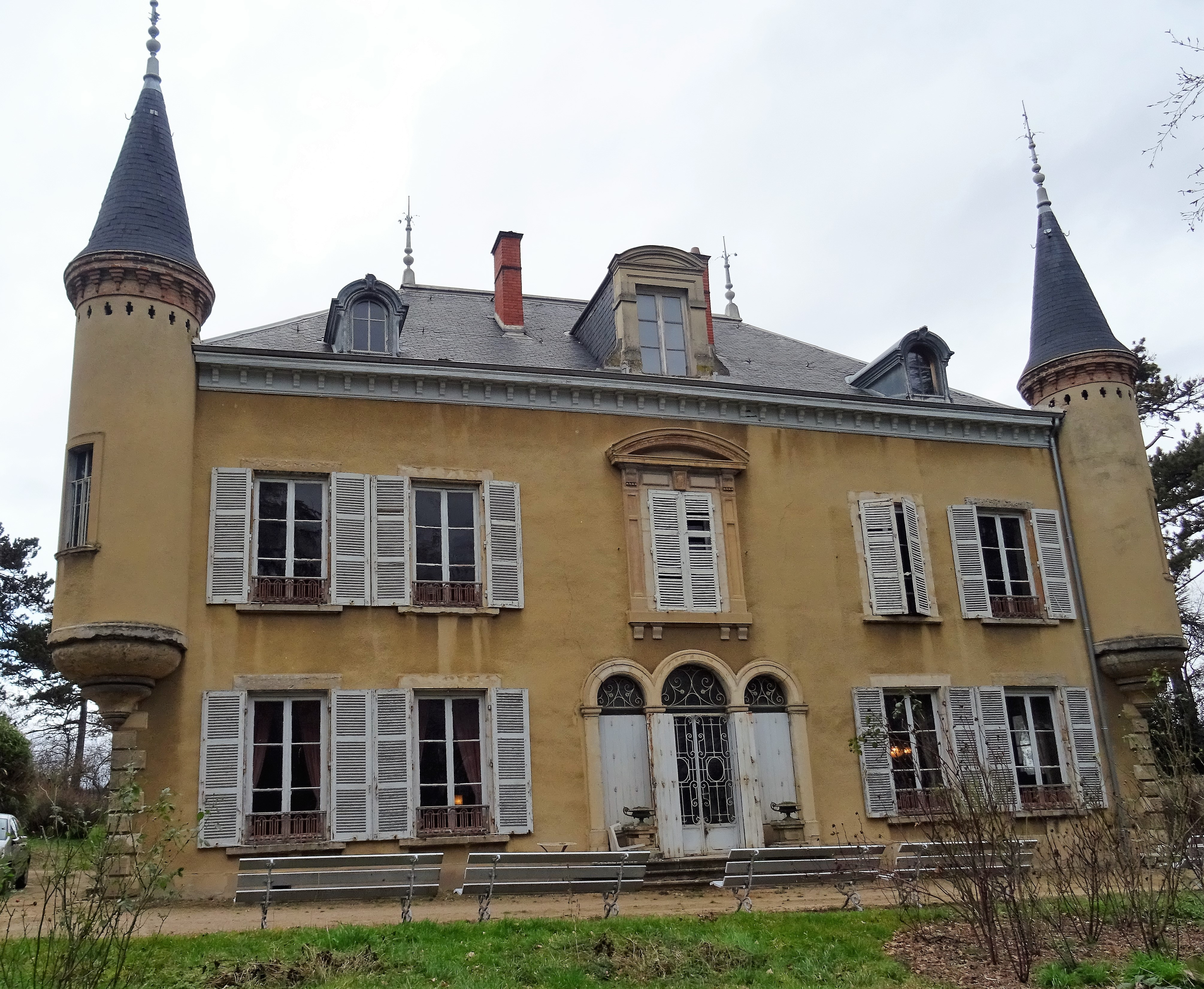
Château des Sapins
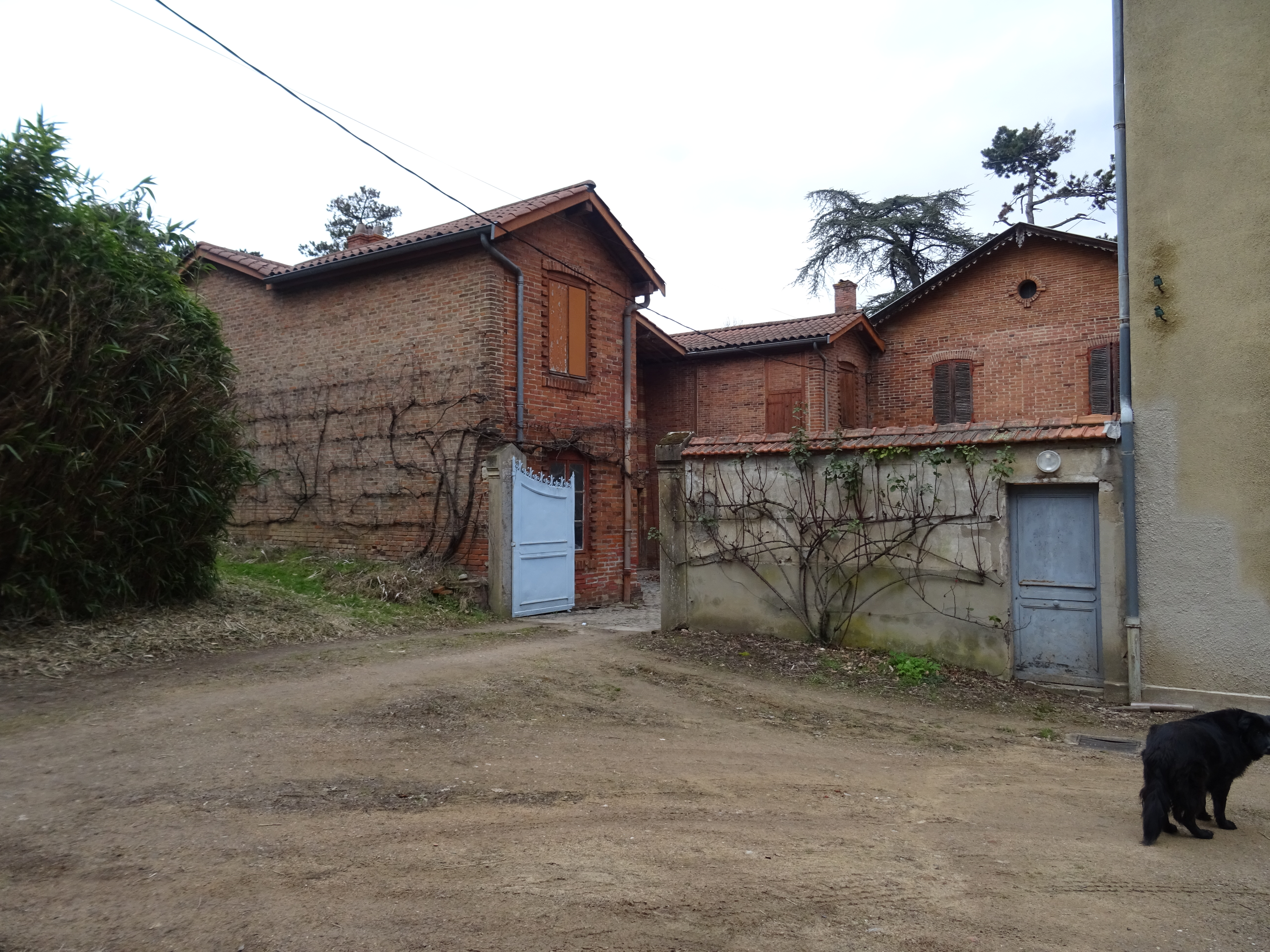
communs des Sapins
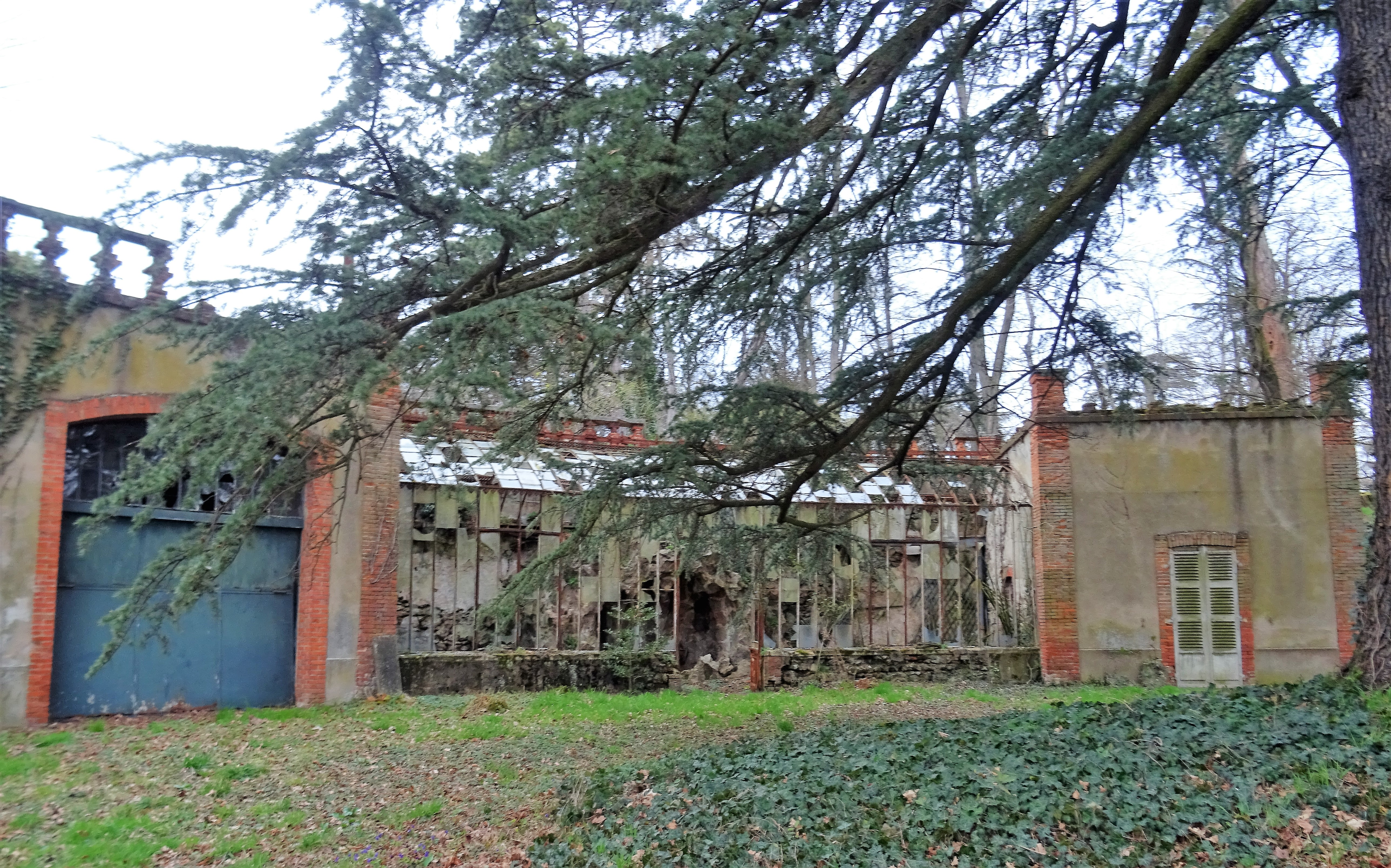
Les Sapins anciennes serres
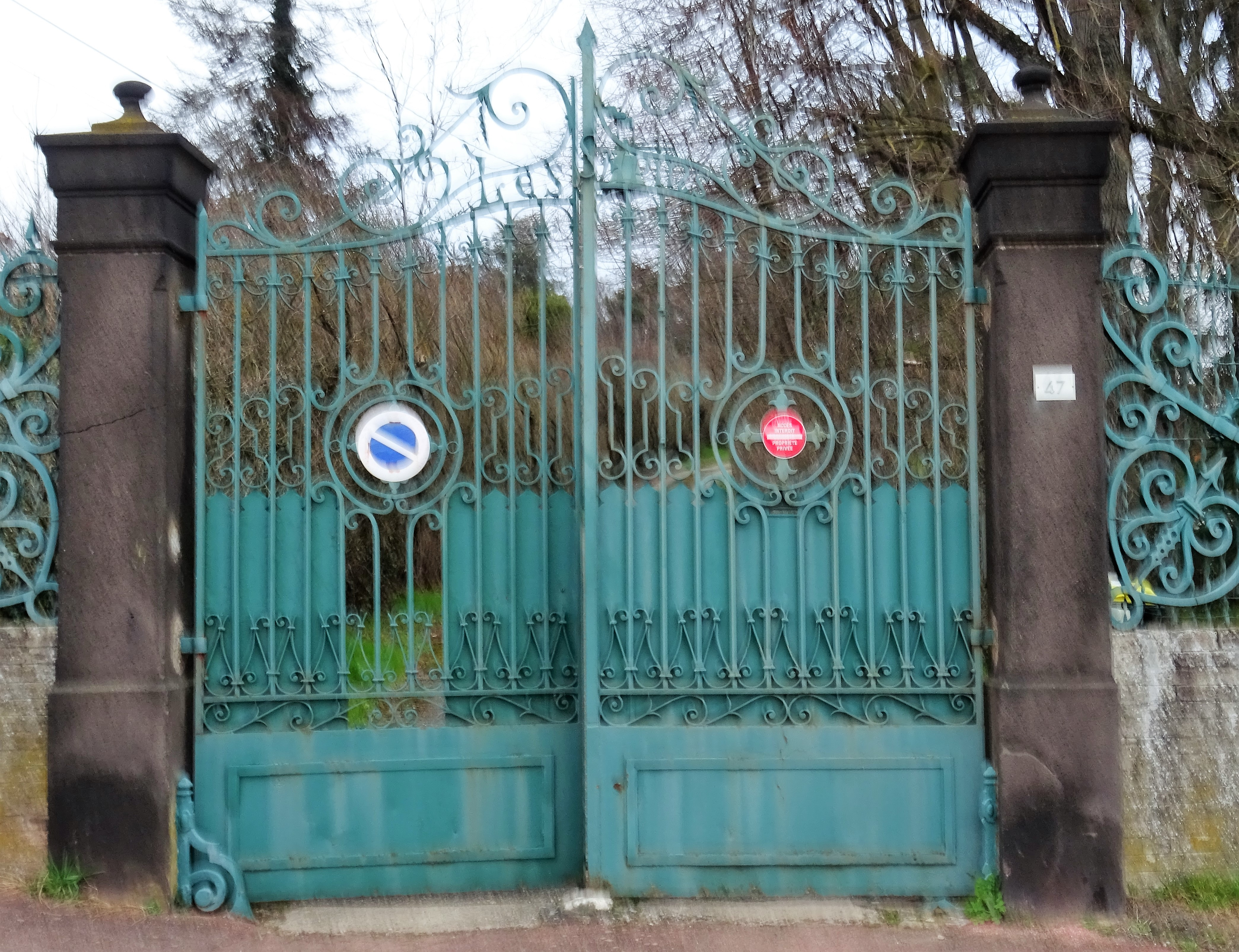
Les Sapins portail
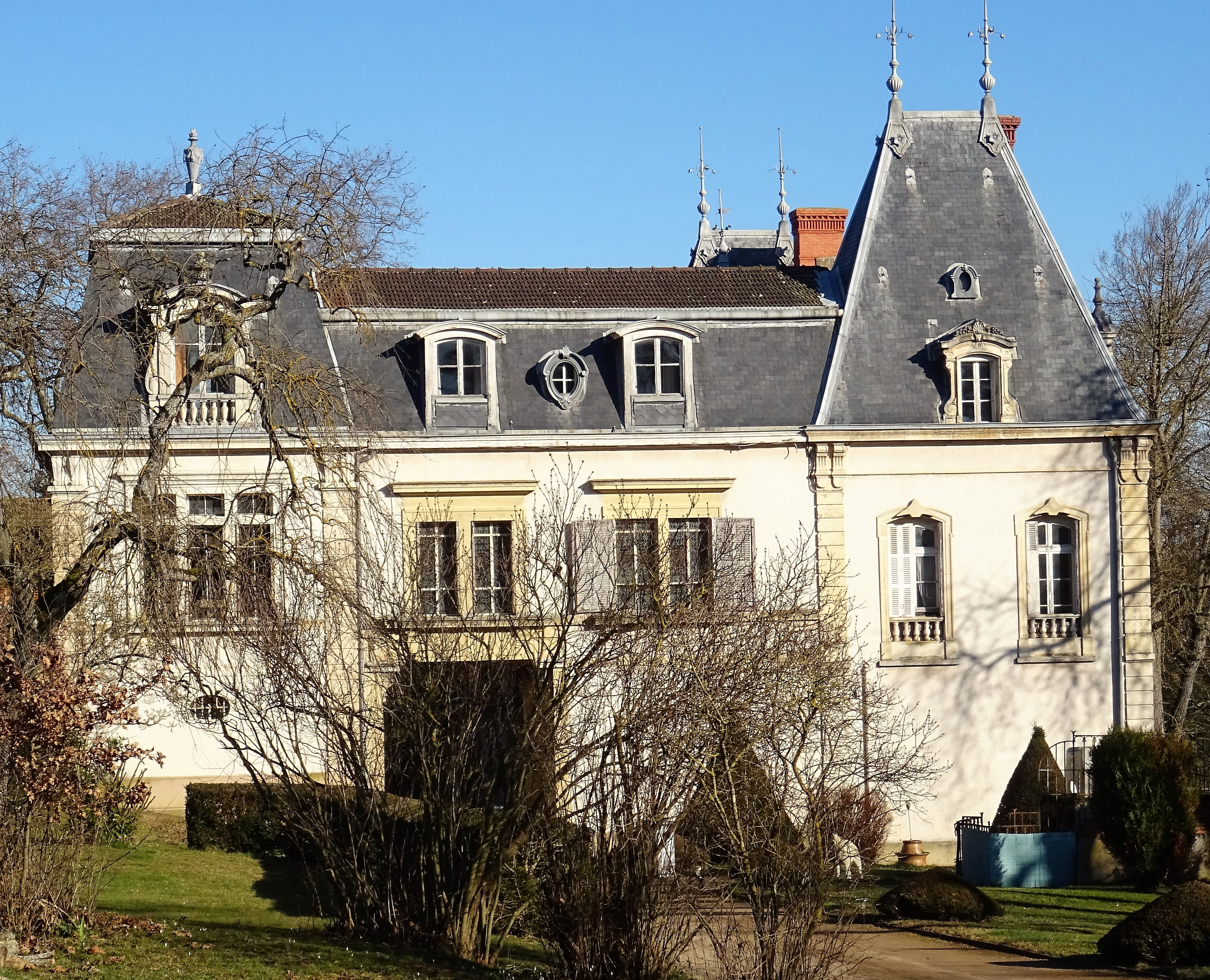
château des Granges
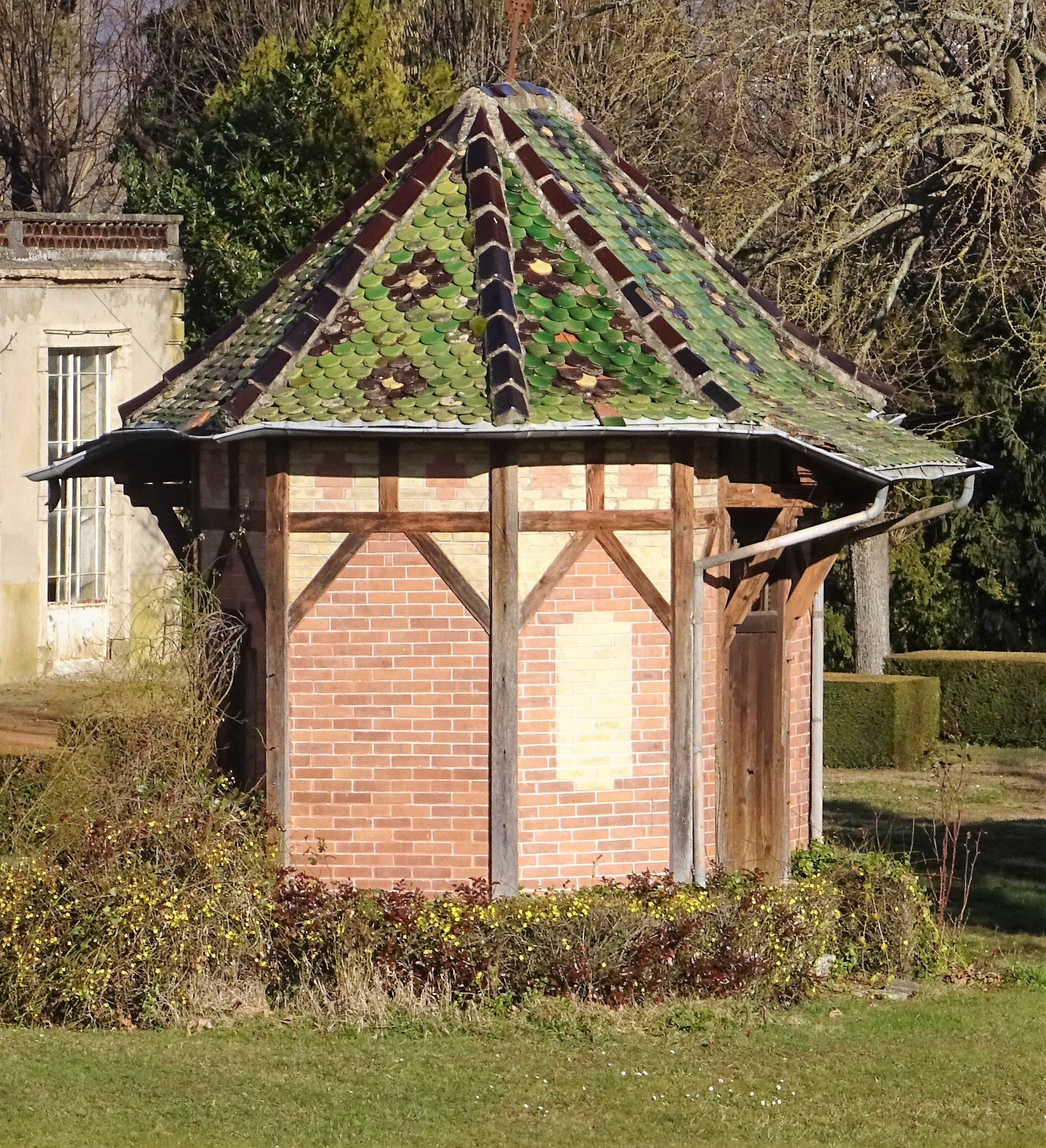

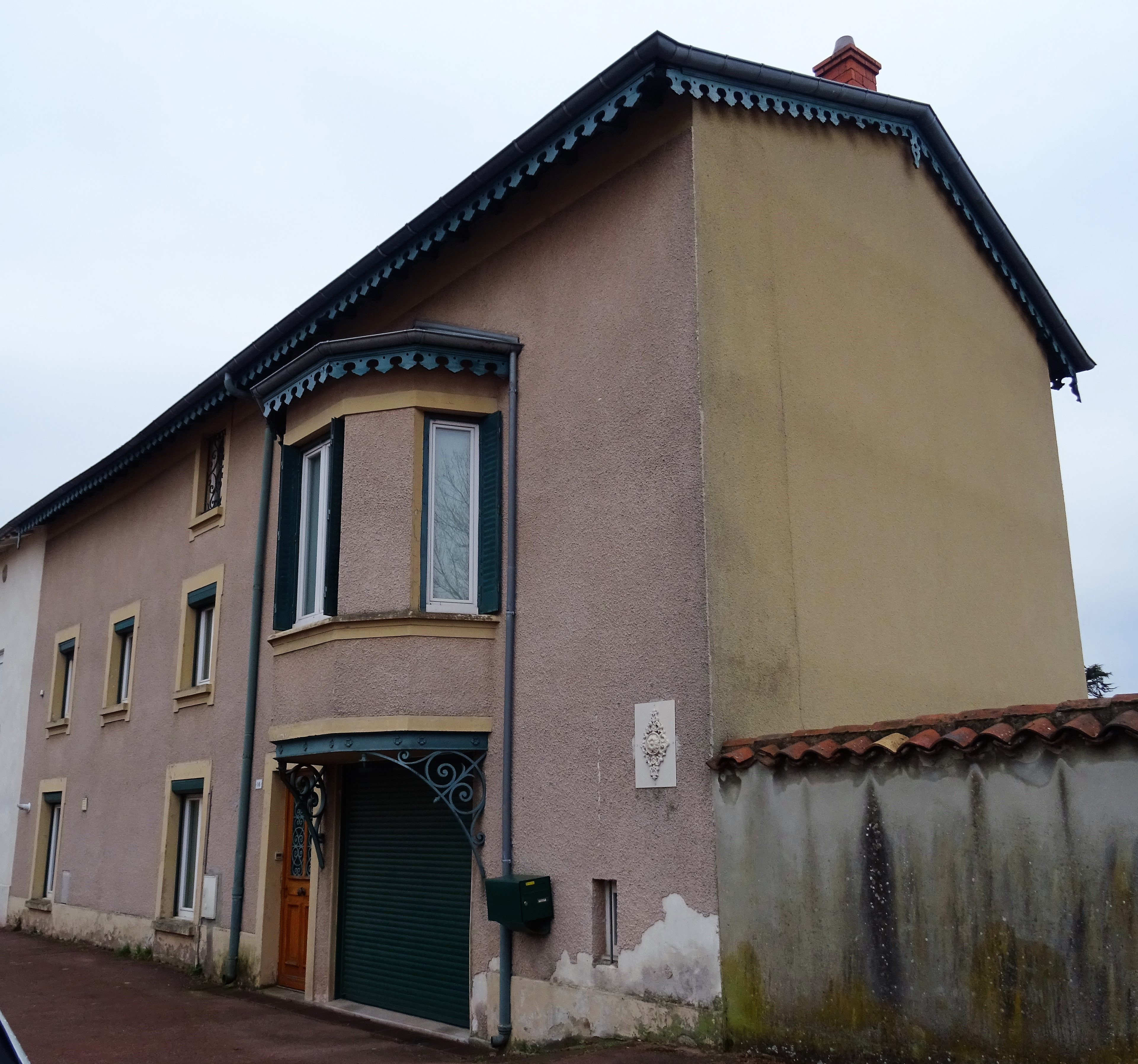
Green Cottage

A ces domaines, pour apprécier le pouvoir de séduction du cadre campagnard tourellois, il faudrait ajouter les simples demeures bourgeoises, toutes construites en cette fin du XIXe siècle. En 1993, le pré-inventaire en décrivait cinq dont certaines pouvaient s’honorer d’hôtes célèbres : la Creuzette par le maître verrier Lucien Bégule ; les Roches, propriété du célèbre imprimeur Mougin-Rusand (1838-1897). Même la traditionnelle rue de Lyon s'honore de nouvelles demeures comme ce Green cottage au n° 16 !

#### Entre-deux-guerres: l’hippodrome
La création d’un hippodrome est une initiative de Georges Bassinet, nouveau propriétaire avec son frère André de la Société des Eaux minérales de Charbonnières-les-Bains. Il espérait, du même coup, accroître la renommée du Casino. Une opportunité était à saisir car il était fortement question à cette époque d’une fermeture du champ de courses du Grand-Camp à Villeurbanne. La municipalité de Charbonnières ne pouvait que se réjouir de cette idée et proposa d’installer cet hippodrome sur sa propre commune au Bois de l’Etoile. Mais le maire de La-Tour-de-Salvagny, personnellement intéressé car il était propriétaire d’un élevage de chevaux, offrit des terrains plats et de vastes dimensions (la piste mesure 1815 mètres !) étaient disponibles et très proches de la station thermale et du Casino. Les travaux entrepris en 1929 furent assez impressionnants. « Trois cents ouvriers avec pelles et pioches, wagonnets halés par des chevaux nivelèrent un sol particulièrement argileux, construisirent les tribunes, la salle de pesage, le restaurant, la tour centrale, le barrage de retenue des eaux d’irrigation, les clôtures et le chemin d’accès ». Le barrage en question devait contenir les eaux d’un lac destiné à l’arrosage des pelouses. Il est toujours en place et met une note romantique dans un monde forcément condamné à la géométrie.
Le bail d’exploitation fut concédé à la Société des courses de Lyon-Charbonnières. La première manifestation le 4 juillet 1931 se voulait charitable et était organisée au profit de la fondation franco-américaine de l’Enfance mais elle fut perturbée par un violent orage. L’inauguration officielle eut lieu le 13 juillet en présence du sous-secrétaire d’Etat à l’agriculture, Achille Fould, du préfet et du député Pessel.
On n’eut qu’à se féliciter du succès de l’entreprise. Jusqu’en 1940, le champ de course organisa sept manifestations par an. « Les concours d’élégance lyonnaises, de voitures, sont nombreux. L’affluence est relativement importante ». Depuis 1872 était en service la ligne de chemin de fer de Lyon-Saint-Paul à Montbrison. Elle comporte toujours la station Casino-Lacroix-Laval et La-Tour de-Salvagny, cette dernière proche de l’hippodrome.

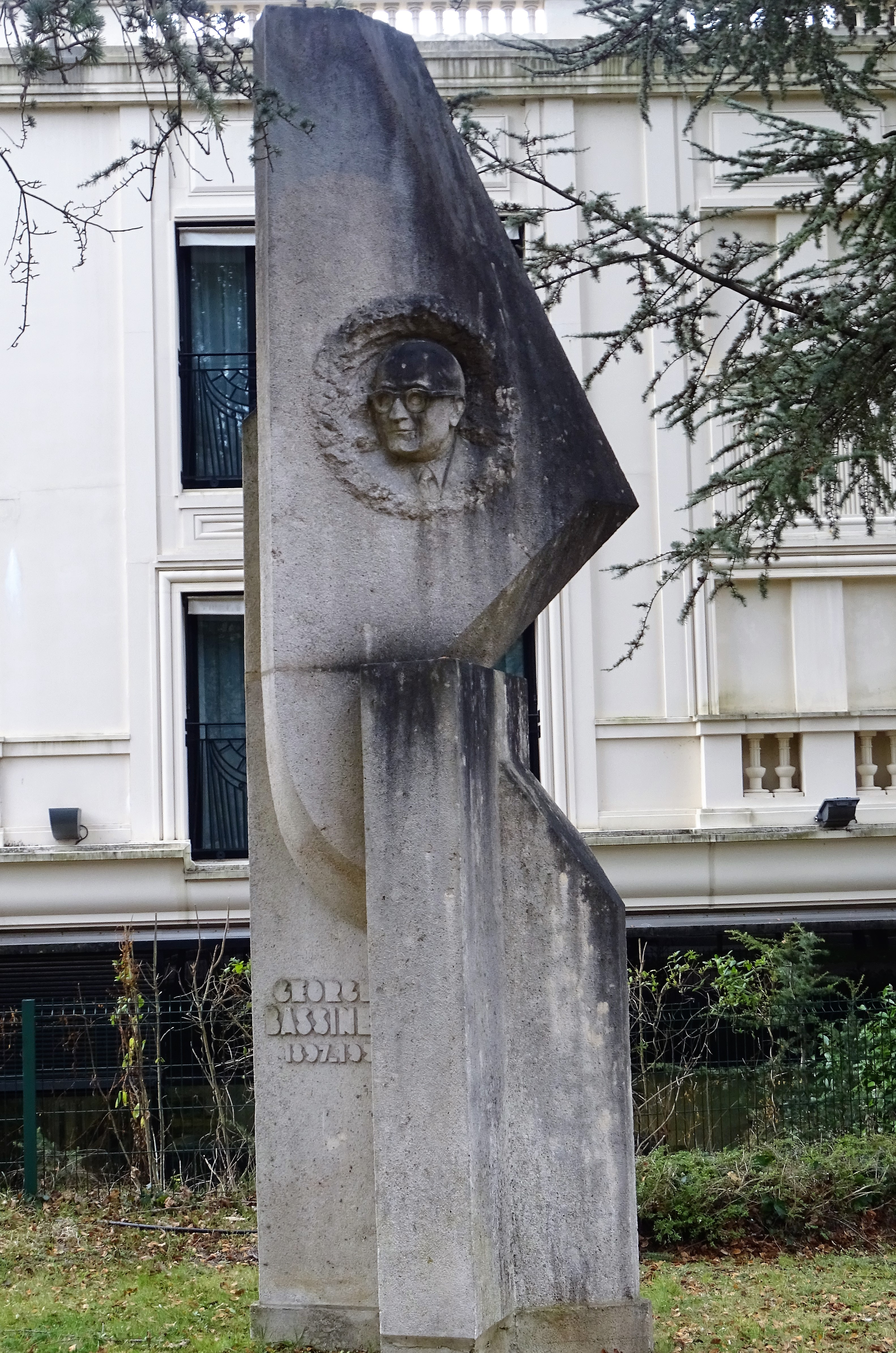
Stèle en l'honneur de Gerges Bassinet
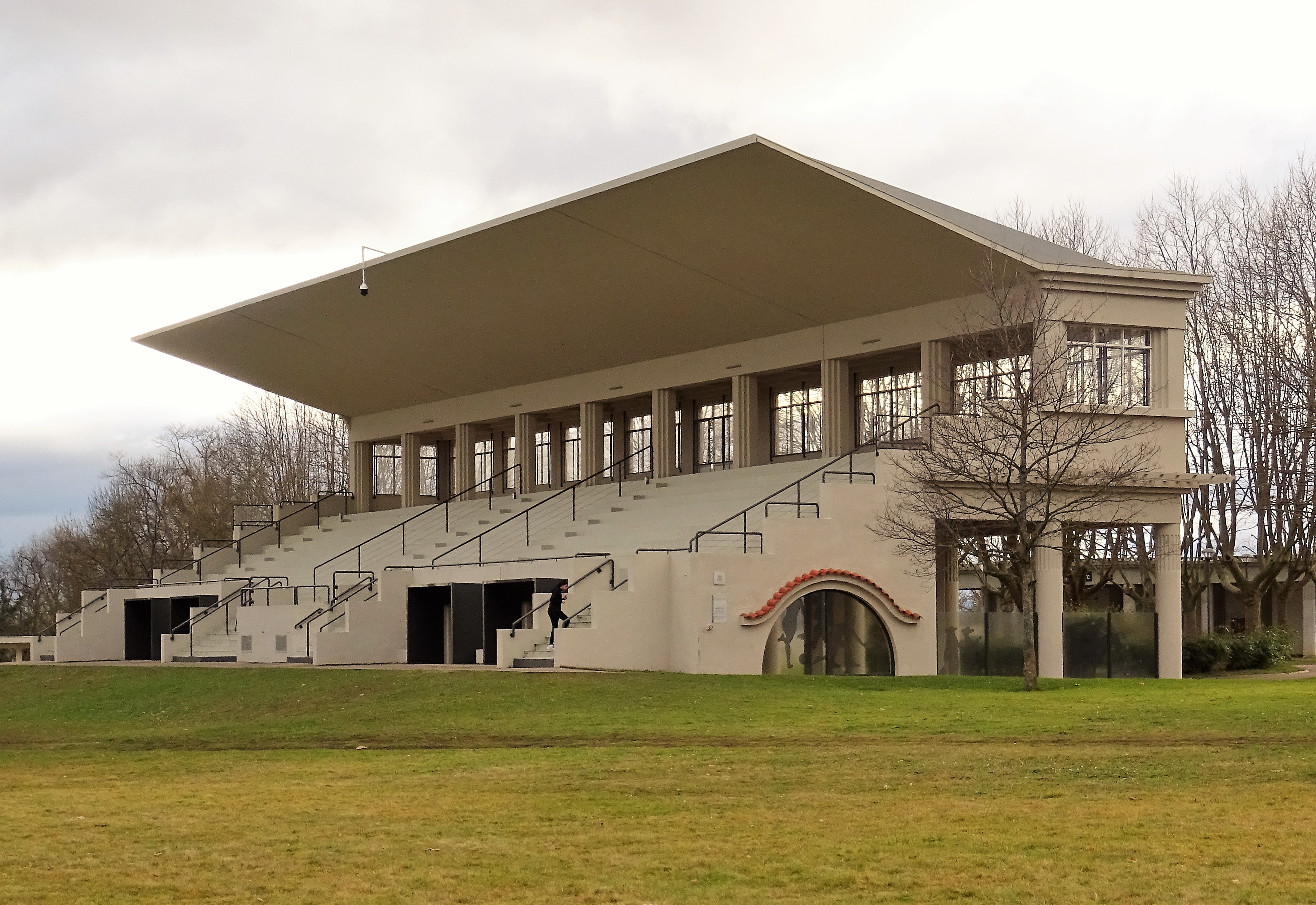
Tribunes de l'hippodrome
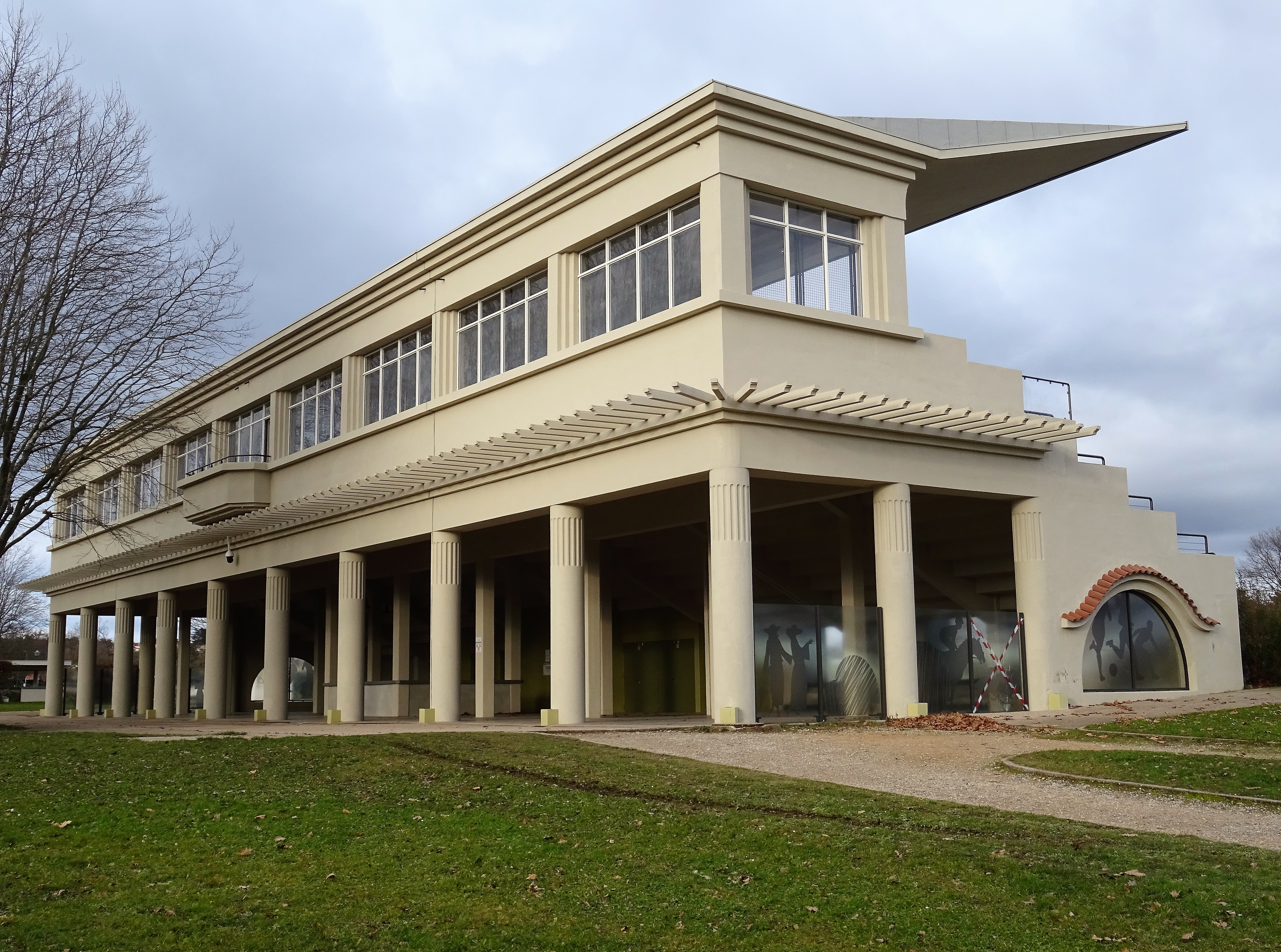
Revers des tribunes
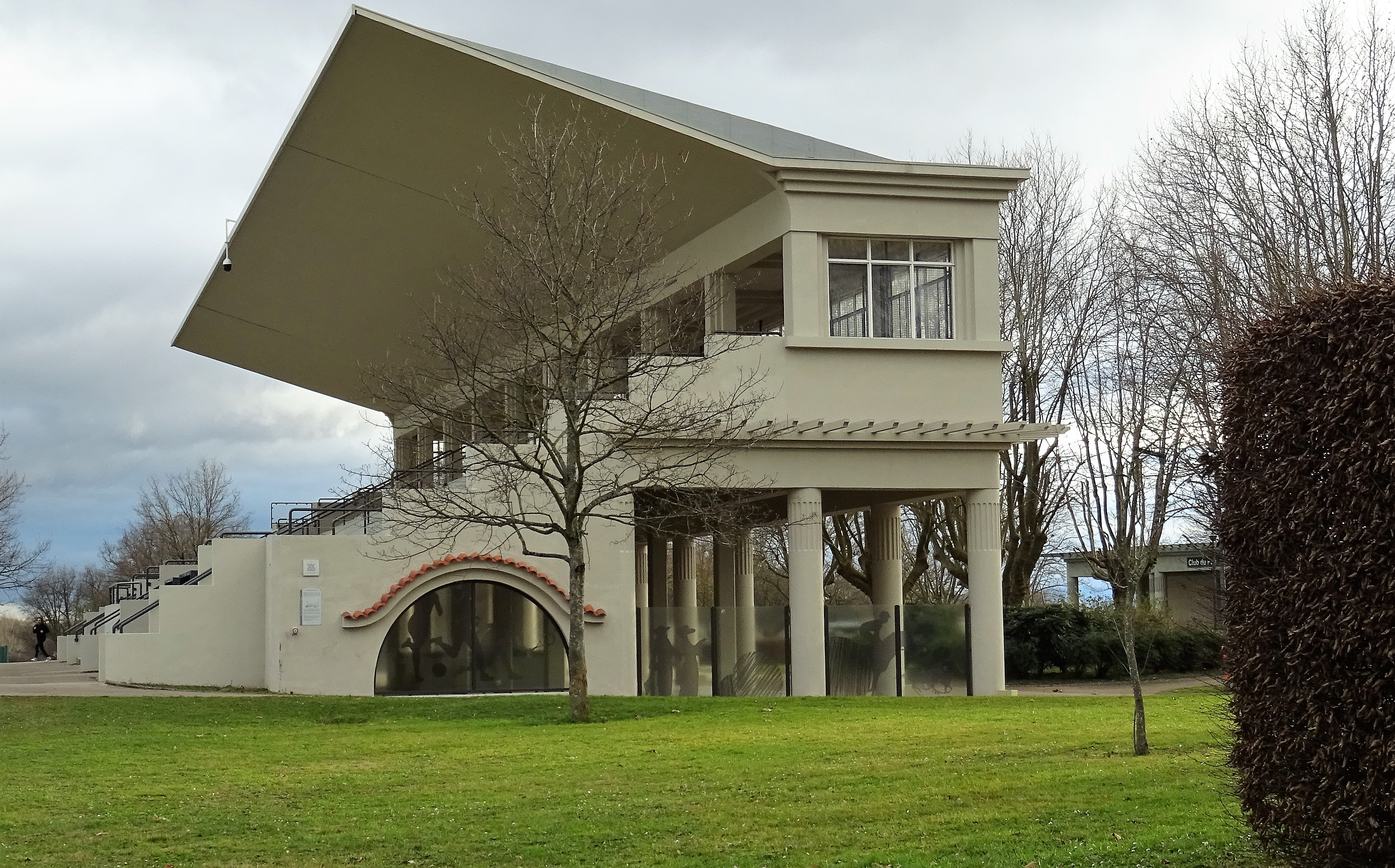
tribunes vues de biais
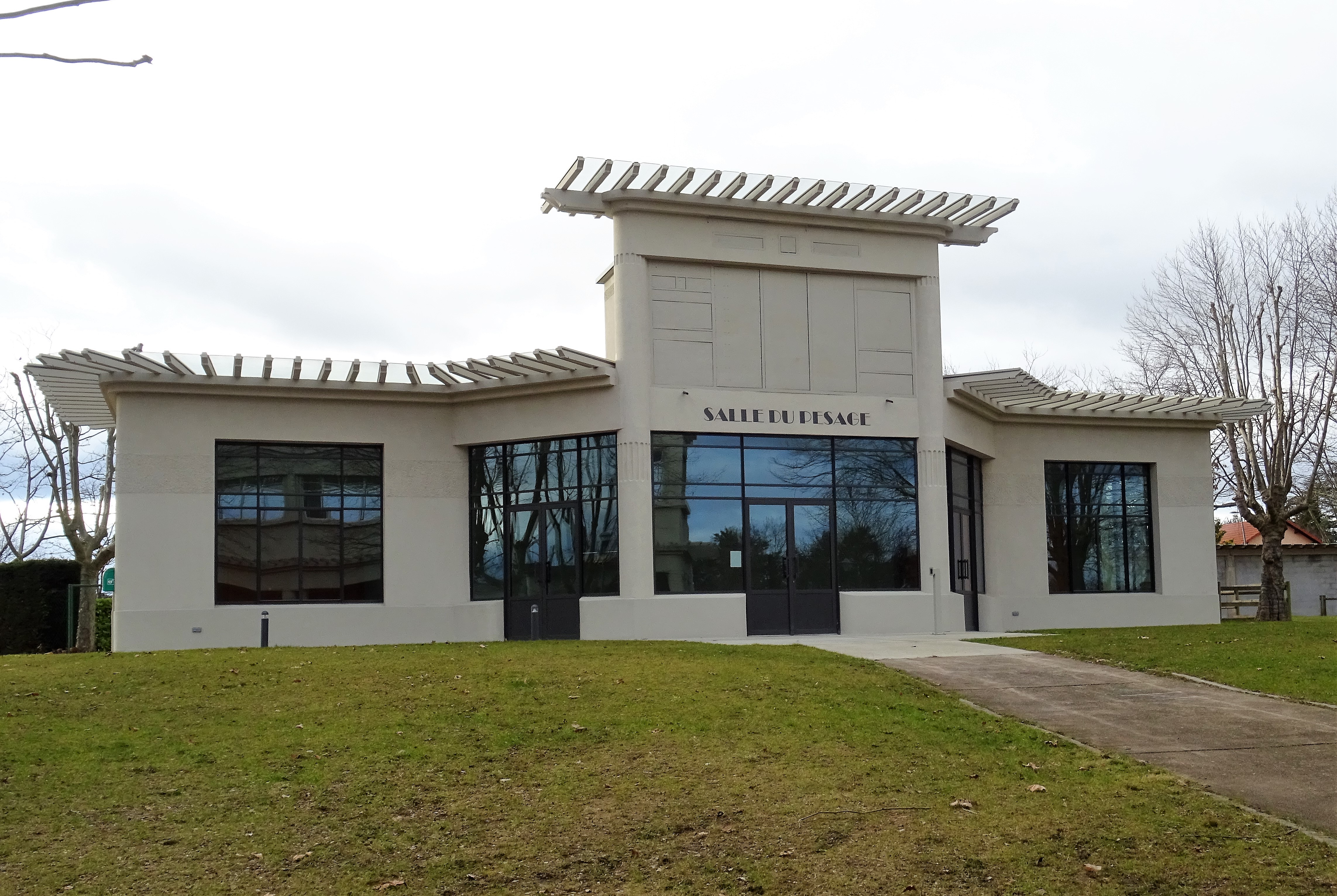
salle de pesage
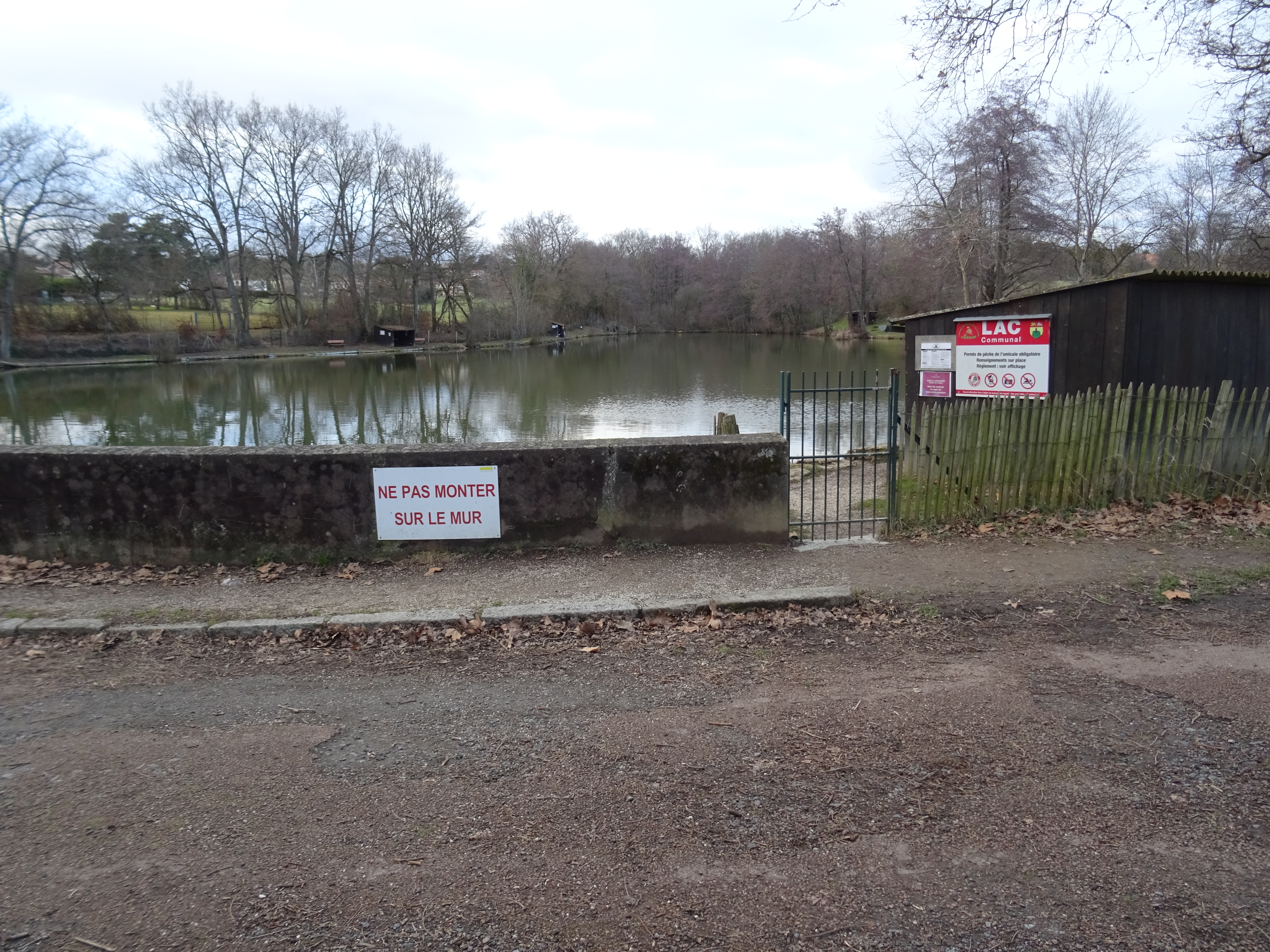
barrage et lac
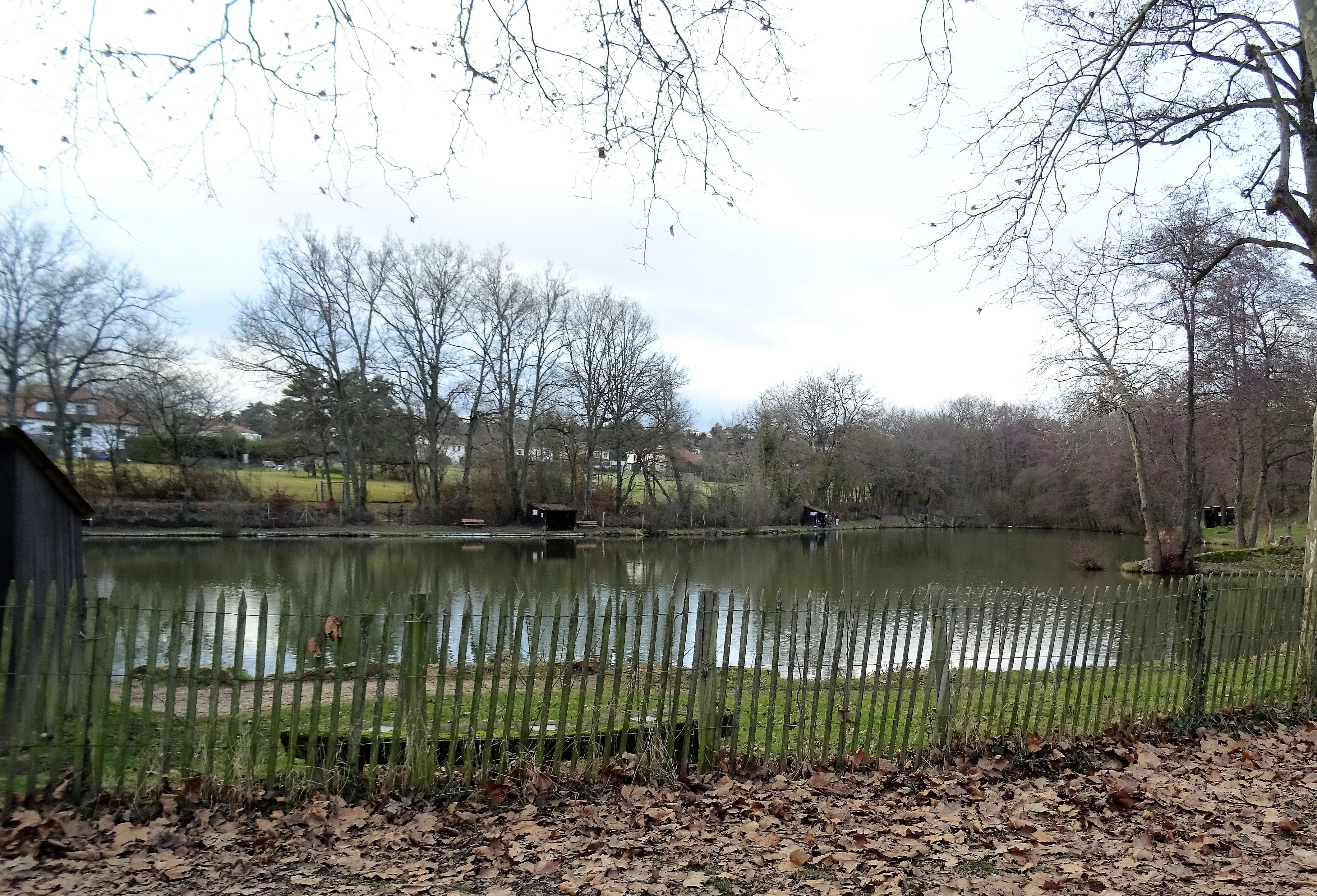
Autre vue du lac

### La Tour-de-Salvagny aujourd’hui

#### La rurbanisation
Pendant un siècle entier, le nombre d’habitants de la commune avait été d’une remarquable stabilité passant de 666 en 1851 à 662 en 1946 ! Tout au plus peut-on noter qu’à cette dernière date, les effets meurtriers de la Première Guerre mondiale avaient été effacés (la population était passée de 573 habitants en 1911 à 551 en 1921, minimum historique). On assiste à une véritable explosion démographique depuis la deuxième moitié du XXe siècle. Avec 4 117 en 2019, le nombre de Turellois a plus que sextuplé (6 ,2 fois précisément) en 73 ans. Le taux de croissance annuel a été particulièrement fort dans les deux périodes intercensitaires 1968-75 et 1975-82 : respectivement 4,9 et 5,8 %. La cause en est, évidemment le solde migratoire qui compte pour 4,3 % dans la première et 5,3 dans la deuxième, ne laissant qu’une petite part au croît naturel : l’excédent des naissances sur les décès n’intervient que pour respectivement 0,6 et 0,4 %. Cette croissance annuelle s’est aujourd’hui fortement ralentie : elle est de 2,4 % de 2008 à 2012 et de 0,6 % de 2013 à 2018.
Ces données sont confirmées par les statistiques concernant le logement. Sur un total de 1900, les habitations anciennes ne représentent plus qu’une petite minorité : 7,% seulement sont antérieures à 1919 ; on atteint 11,4 % en ajoutant les constructions de l’Entre-Deux guerres. La grande période de croissance de ce patrimoine immobilier correspond bien à la phase de grande croissance démographique : une estimation de 2016 en attribue 40 % aux années 1971-1990. Les nouveaux tourellois ont investi dans la commune sans idée de retour car les neuf dixièmes de ces logements sont des résidences principales. Les acquéreurs ne sont pas seulement de jeunes ménages car on compte parmi eux près de 40 % de retraités. 20 % des habitants sont dans la tranche d'âge des 60-74 ans et il faut y ajouter les 11 % des plus de 75 ans. Les constructions sont regroupées quasi exclusivement dans des lotissements qui recouvrent la majeure partie du territoire du bourg, au nord, à la gare SNCF au sud aussi bien que sur l’axe est ouest des rues de Lyon et de Paris. Dans ces limites, l’occupation du sol est proche de la saturation.
Cette population nouvellement installée dans la commune se caractérise par un haut niveau de formation sanctionné par un diplôme de l’enseignement supérieur. En totalisant les 17,5 % de niveau bac + 2, les 15,6 % de niveau bac + 3 et 4 et les 16,6 % des catégories au-delà on obtient un pourcentage de 49,7 %, très au-dessus de la moyenne nationale ! Les qualifications professionnelles sont en rapport avec de tels niveaux d’études. Les cadres sont près de 20% ; en leur adjoignant les représentants des professions intermédiaires, on approche du tiers des personnes recensées. Mais les 14,4 % de retraités étant pris en compte dans ces calculs, il faudrait encore majorer leur part dans la population active ! Par comparaison le monde des ouvriers (4,9 %) et des simples employés (10,1 %) fait figure dérisoire.
Si l’on ajoute à cette liste les 4,6 % comptabilisés comme commerçants et artisans, on atteint le total de 100 % car la catégorie des agriculteurs est pointée 0 : il n’existe plus un seul Tourellois exerçant cette activité ! Les quelques exploitants subsistants habitent dans d’autres communes ! La poursuite de la mécanisation explique leur nombre réduit et une superficie de plus en plus grande. Les céréales et l’élevage laitier se généralisent avec intensification des rendements grâce à la pratique de l’ensilage et à la culture du maïs. Seules quelques affaires de petite taille se spécialisent dans les élevages hors-sol de poules pondeuses ou dans le maraîchage. Le fait majeur est cependant le rétrécissement de l’espace cultivé à moins de 200 ha au début du XXIe siècle. Les territoires consacrés aux activités sportives occupent de très vastes étendues mais la principale cause est, bien évidemment, la multiplication des lotissements. De plus, « la pression foncière est telle que certains propriétaires refusent de louer leurs terres en espérant qu’elles deviennent constructibles. On compte ainsi aujourd’hui une trentaine d’hectares en friche » était-il précisé en 2003.

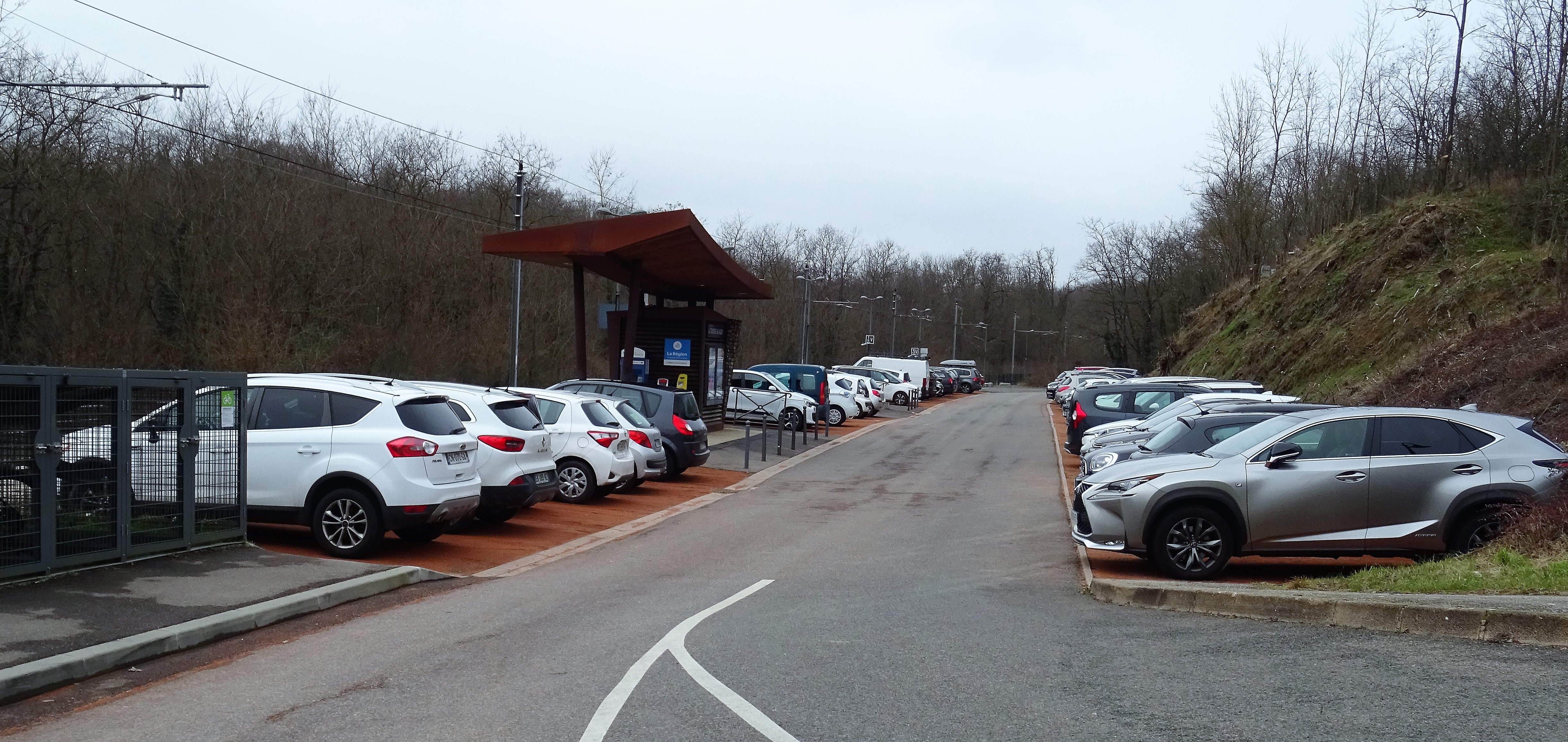
Parking-relais en gare de La-Tour-de-Salvagny.

La population active de la commune était de 2296 personnes en 2018 alors qu’à à la même date on y recensait seulement 1273 emplois. La répartition de ceux-ci selon les secteurs d’activité était de 5,4% dans l’industrie, de 3,1% dans la construction, de 72,4% dans le commerce, les transports et les services divers et de 19 % dans l’administration, la santé et l’éducation. Consciente de la nécessité d’attirer les employeurs sur son territoire, la municipalité a créé une zone d’activité à proximité du domaine des Sapins. On peut penser que cette décision explique pour partie les 72,4 % du commerce, des transports et des divers services. Force est de constater une inadéquation à la fois quantitative quant au nombre et qualitative par rapport aux attentes de résidents hautement qualifiés. On ne s’étonnera donc pas de l’importance des migrations alternantes en direction du centre de l’agglomération lyonnaise. Elles concernent près des neuf dixièmes (87,4 %) des actifs. La commune est, de ce point de vue, favorisée par la qualité des voies de transport. Depuis juin 1987, les automobilistes peuvent emprunter la déviation de la RN7 à proximité immédiate du bourg. Une dernière facilité leur est offerte depuis le 3 mars 2018 grâce à l'achèvement de l'autoroute A89 Bondeaux-Lyon par le barreau La Tour de Salvagny-Limonest, lieu de raccordement avec l'autoroute A6. Parmi les transports en commun, il faut surtout insister sur le rôle de la voie ferrée Lyon-Saint-Paul /Sain-Bel sur laquelle les TER circulent avec une grande fréquence aux heures de pointe. Le parking-relais qui jouxte la gare de Salvagny se remplit et se vide selon un rythme accordé à ces migrations alternantes.

#### Les services publics
Pour accompagner la croissance démographique, la municipalité a dû procéder à des investissements qui ont fortement renouvelé le visage de la commune dans sa partie centrale. Certes, dès 1927, une nouvelle mairie avait été construite en bordure de la place publique. Mais le bâtiment ne satisfaisait plus aux besoins. Il a fallu procéder à sa rénovation et à son agrandissement entre 1973 et 1976. «Le corps central a été surélevé d’un niveau et l’aile ouest a été prolongée de quatre travées. Il en résulte un long bâtiment (13 travées régulières) coiffé d’un toit quatre pans en tuiles mécaniques vieillies». Le bureau de poste y était alors installé mais il a été transféré par la suite sur son emplacement actuel. Sur le même alignement a été édifiée en 1988-89, à l’emplacement de l’ancienne mairie-école-presbytère, la Maison de la Tour au service des associations.
L’afflux de jeunes couples a imposé en première urgence la construction d’un nouveau groupe scolaire dès 1958. Le nom d’Edmond-Guion qui lui a été donné est celui de l’ancien maire, après son décès en 1982. Dans son prolongement a été ajoutée l’école maternelle des P’tits Loups. En cette matière d’enseignement, il faut rappeler qu’au XIXe siècle la tradition était de confier à l’église catholique l’éducation des jeunes filles et elle n’y avait pas manqué : en 1865, cette mission officielle avait été dévolue aux religieuses de Saint-Joseph. Les lois sur la laïcité avaient conduit à leur effacement dans ce rôle d’éducatrices. Au lendemain de la Seconde Guerre mondiale, elles se trouvaient cantonnées dans la simple fonction d’accueil et tenaient un pensionnat. Le retour à la vocation première s’est traduit par la construction sur le même alignement de la rue des Monts-d’Or d’une école maternelle et primaire ouverte en 1977. Le nom de Notre-Dame des Charmilles lui a été conservé. Pour la poursuite des études, la carte scolaire dirige les élèves vers le collège Jacques-Coeur à Lentilly puis le lycée Blaise-Pascal à Charbonnières-les-Bains.

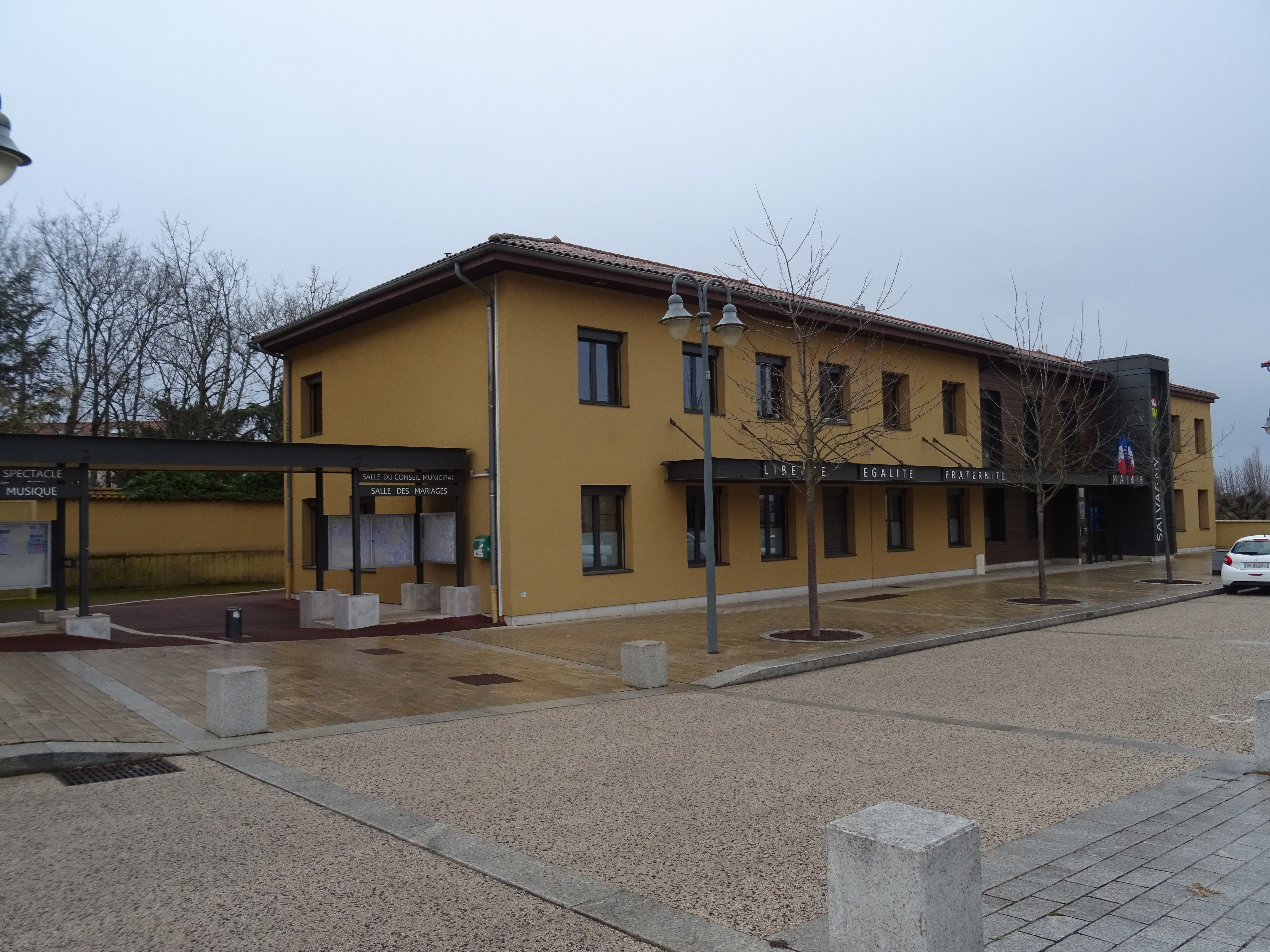
Mairie de La Tour de Salvagny.
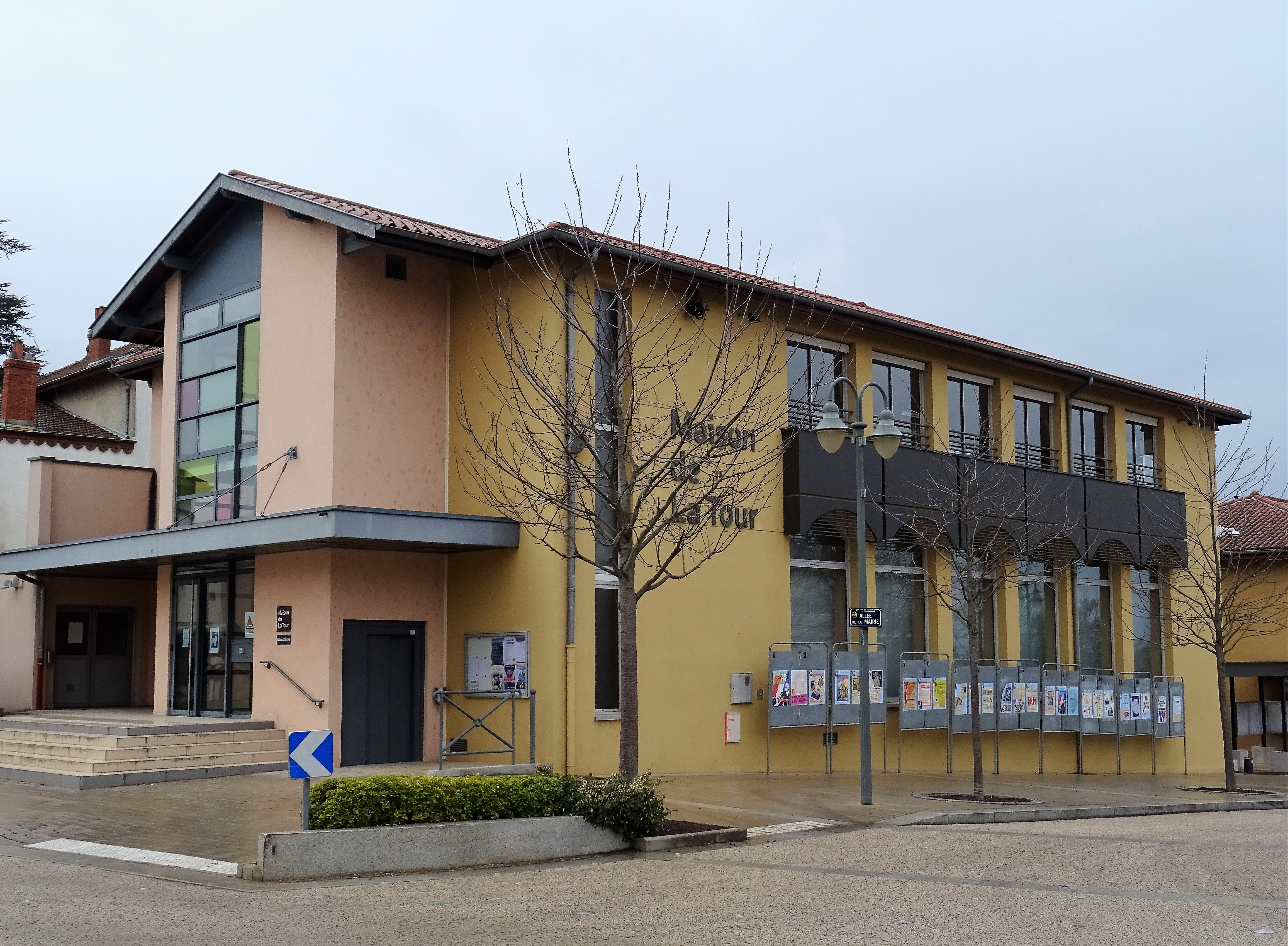
Maison de la tour.
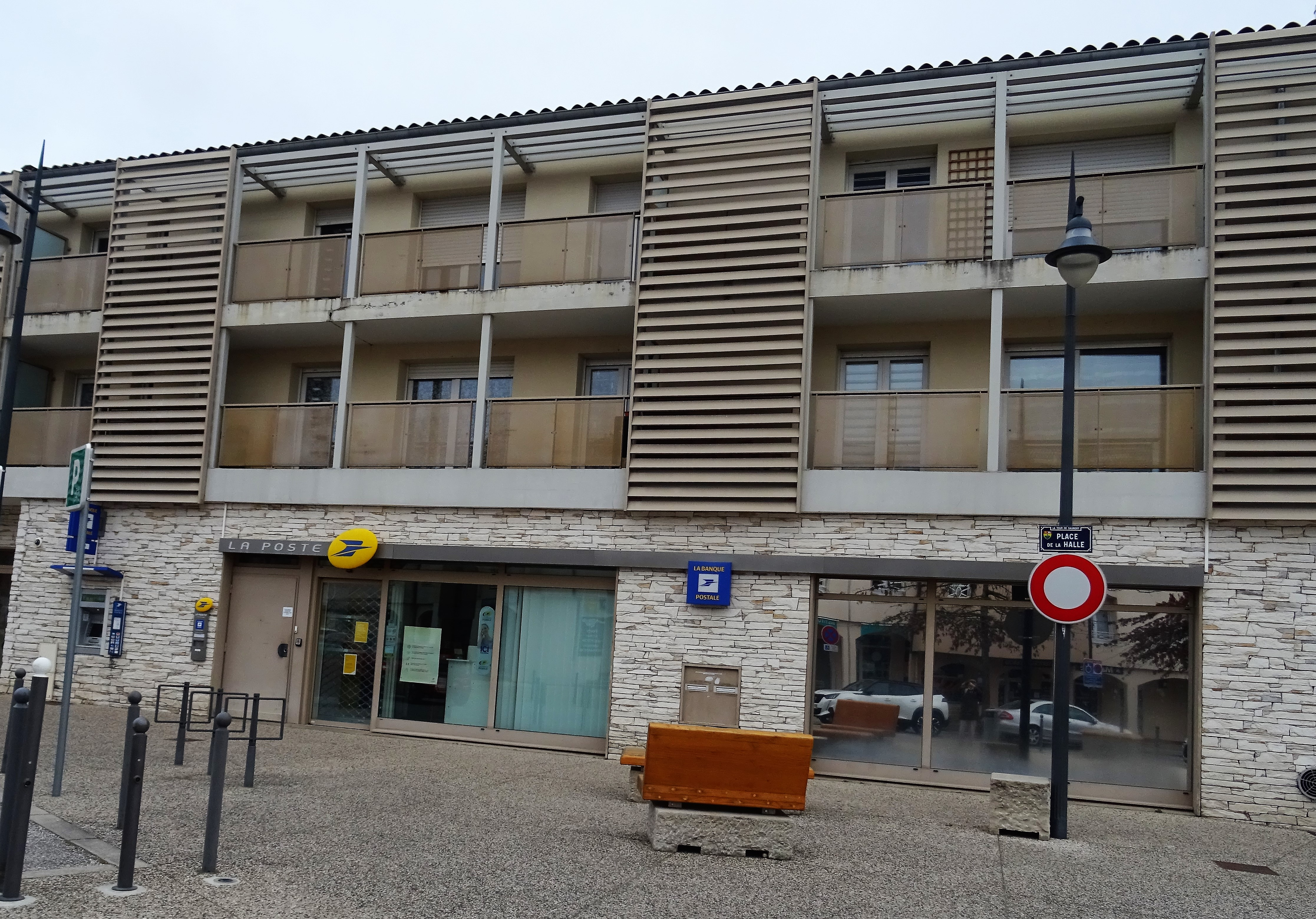
la nouvelle poste.
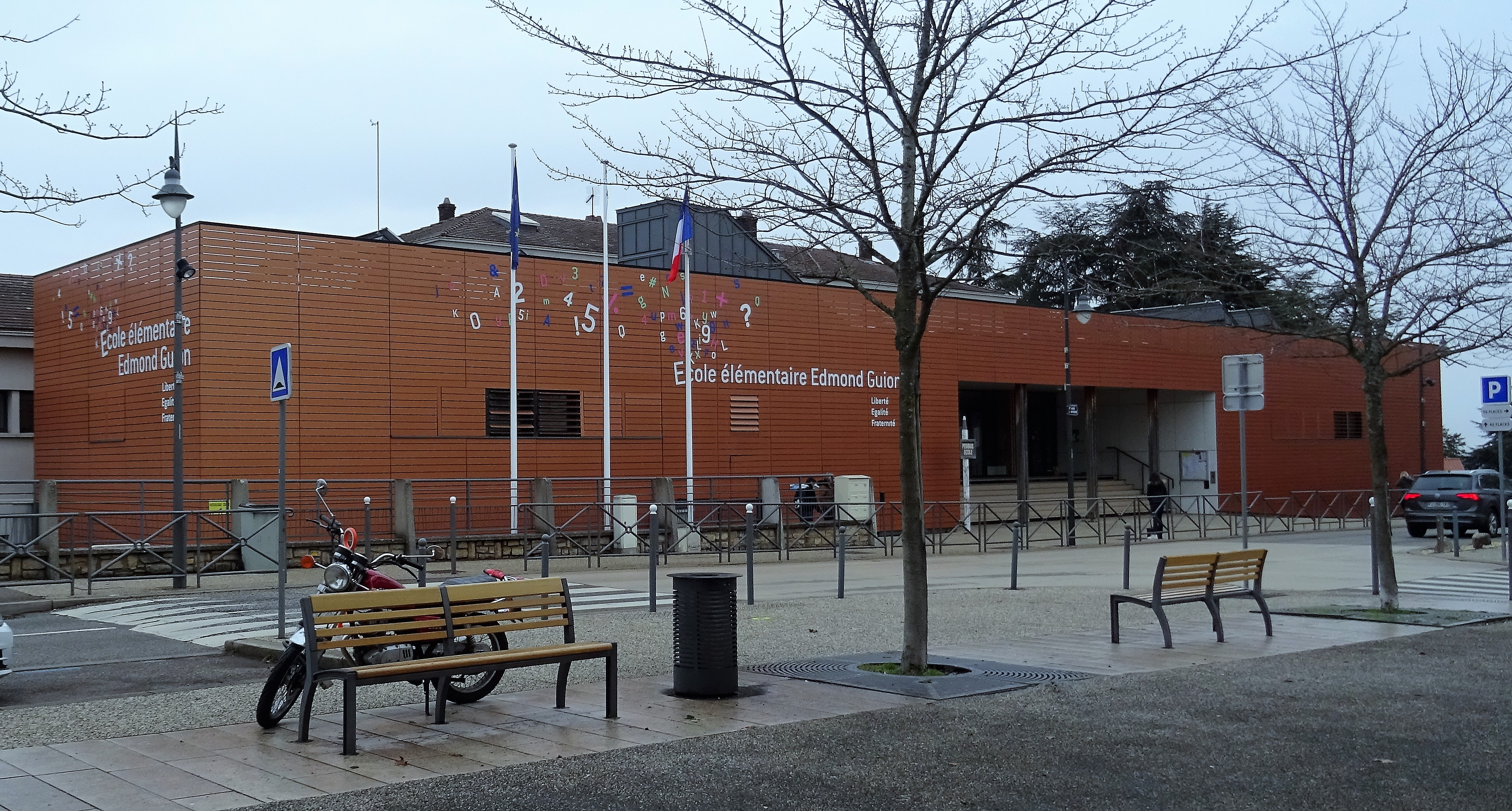
groupe scolaire Edmond-Guion.
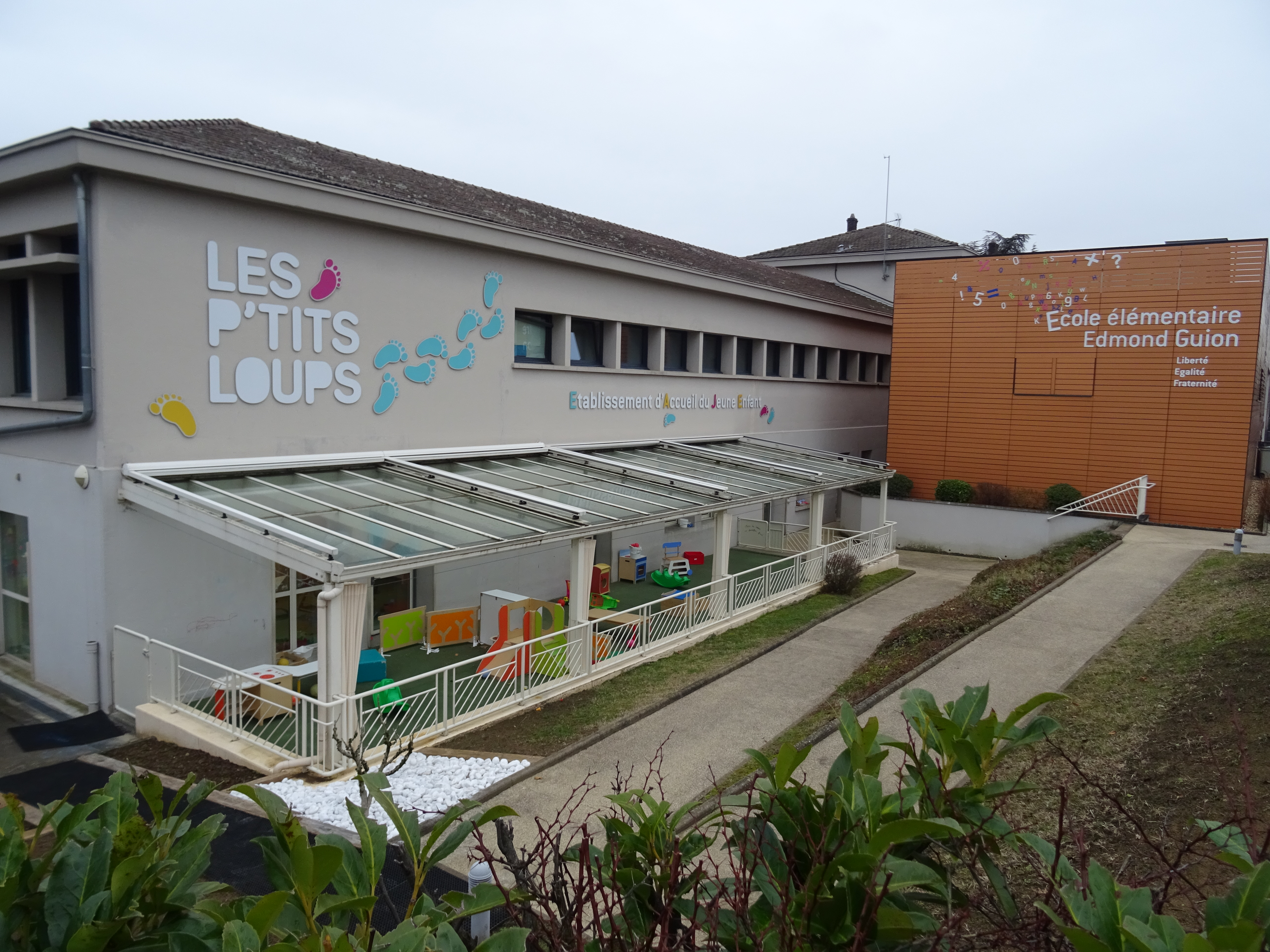
école maternelle des P'tits Loups.
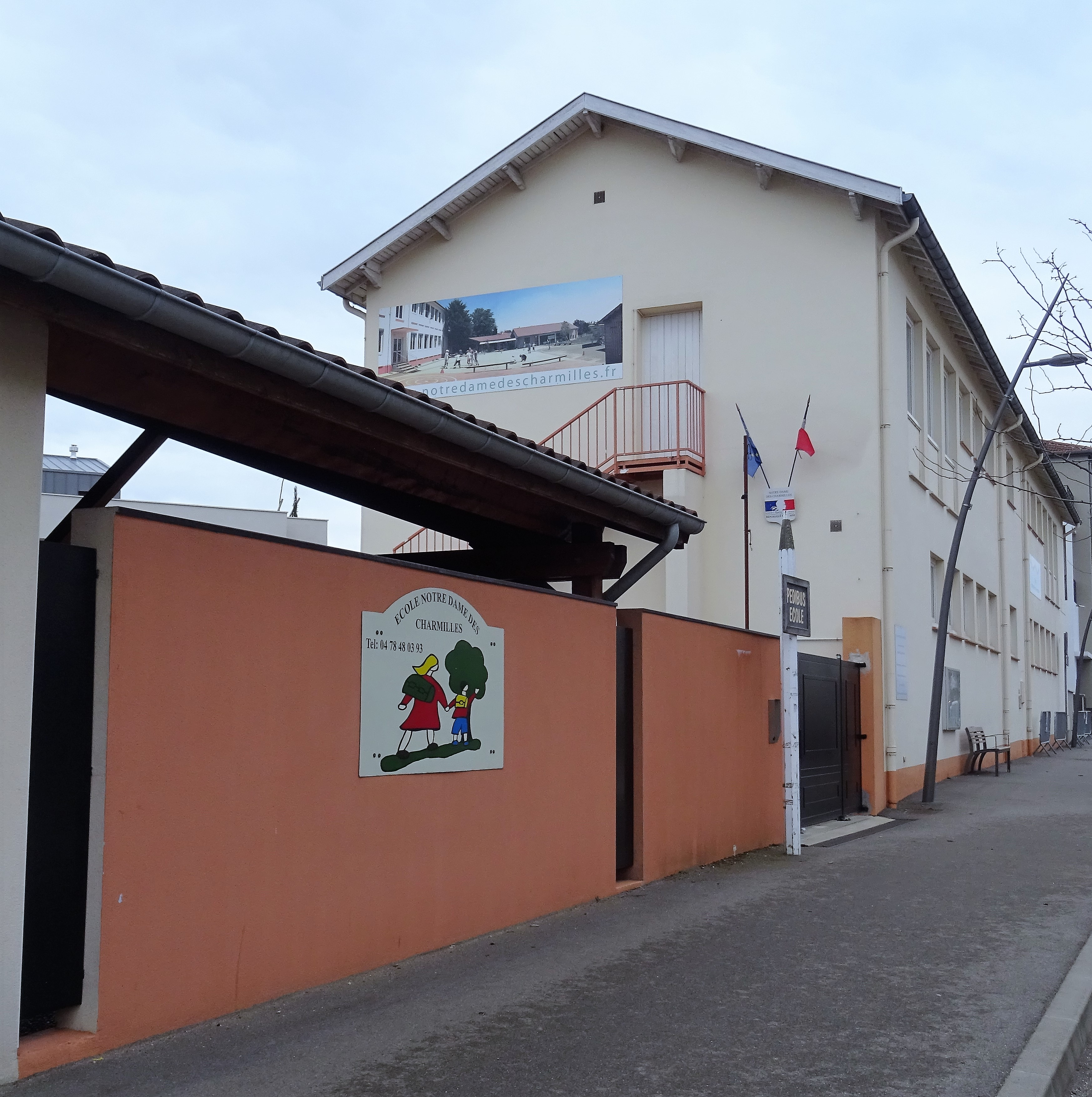
école Notre-Dame des Charmilles.
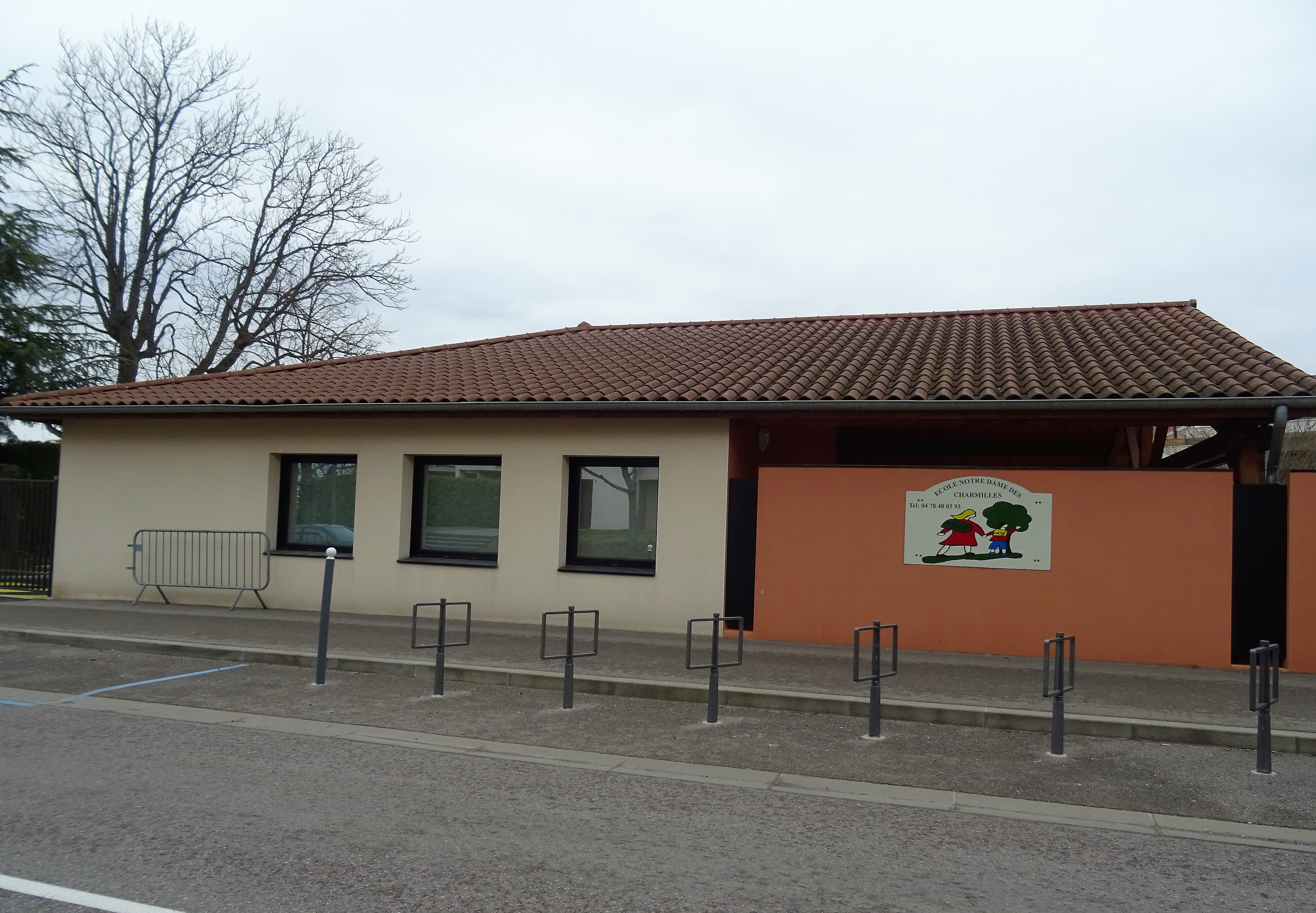
nouveau bâtiment de ND des Charmilles.

#### Les équipements sportifs
Les circonstances historiques font que les équipements sportifs de la commune de la Tour de Salvagny couvrent un espace démesuré, sans rapport avec les besoins des seuls Tourellois. Il s’agit d’abord de la reconversion de deux domaines seigneuriaux à des activités de loisirs. Le château de Villedieu est certes situé sur le territoire de Dardilly mais les haras qui proposent leurs services aux amateurs de sports équestres ont leurs plus grandes étendues sur La Tour de Salvagny avec de grandes surfaces de pâtures pour les chevaux. Quant au château des Granges, leurs nouveaux propriétaires se sont entendus avec la Société des Eaux de Charbonnières pour la création d’un golf qui est devenue effective en 1988. Ce golf de 27 trous s’étend sur 72 ha dont les deux tiers sont sur La Tour-de-Salvagny et un tiers sur Dommartin. Le Club House construit par l’architecte parisien Drancourt est « un bâtiment bas, de plan carré, couvert d’une importante toiture à quatre pans en tuiles, animé par des décrochements d’ouvertures mansardées ». Le nom de Lyon Salvagny Golf Club dit assez l’importance de la fréquentation par la clientèle de la métropole. Si le château de Lacroix-Laval et son domaine sont situés dans la commune deMarcy-l'Etoile, la Grande Rivière en marque bien la limite avec le territoire de La Tour de Salvagny et la promenade sur sa rive permet d'admirer le chaos ("décomposition en boules" des spécialistes) taillé dans le granite dont est fait tout le sud de la commune.

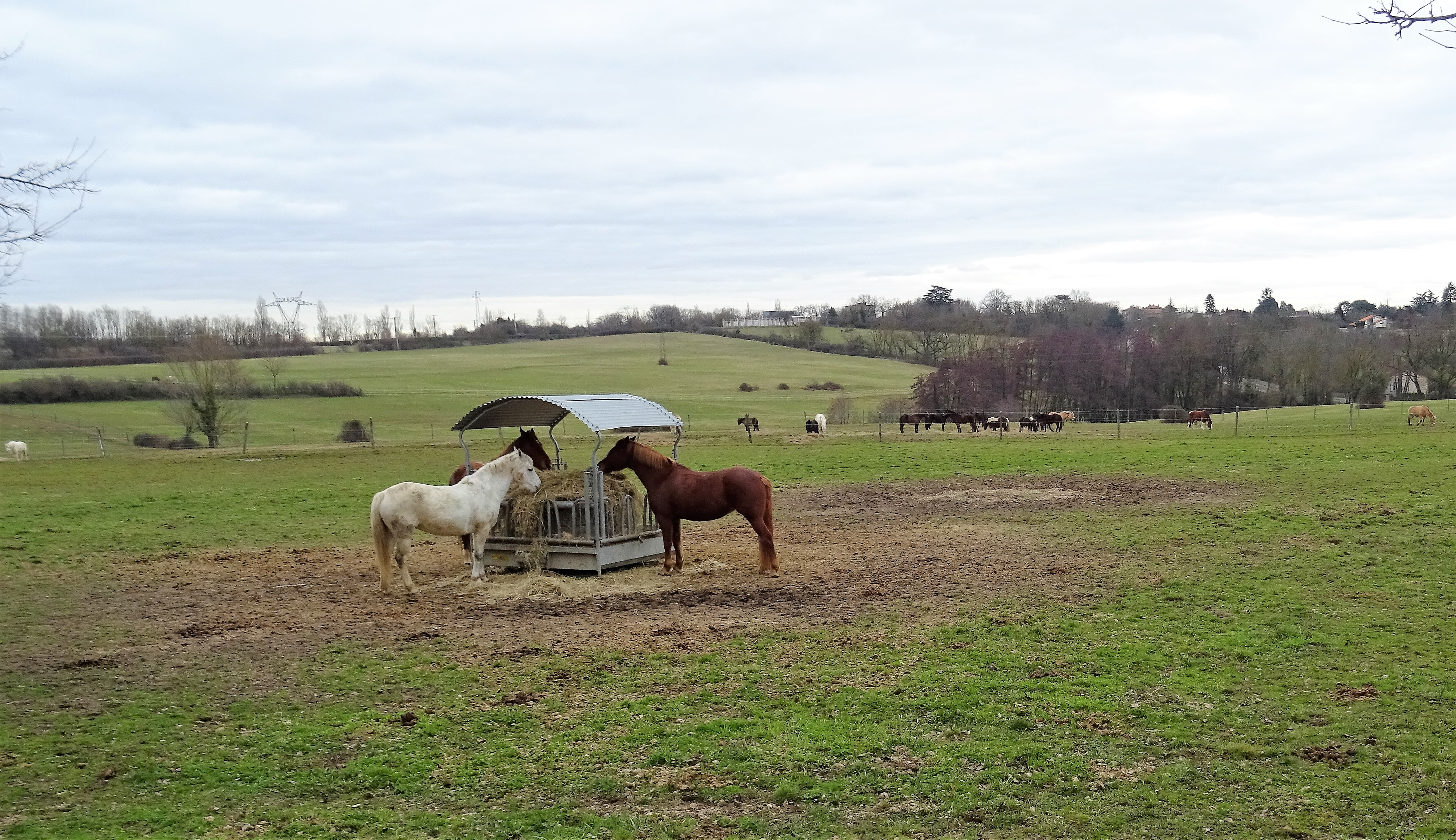
chevaux en pâture des haras de Villedieu.
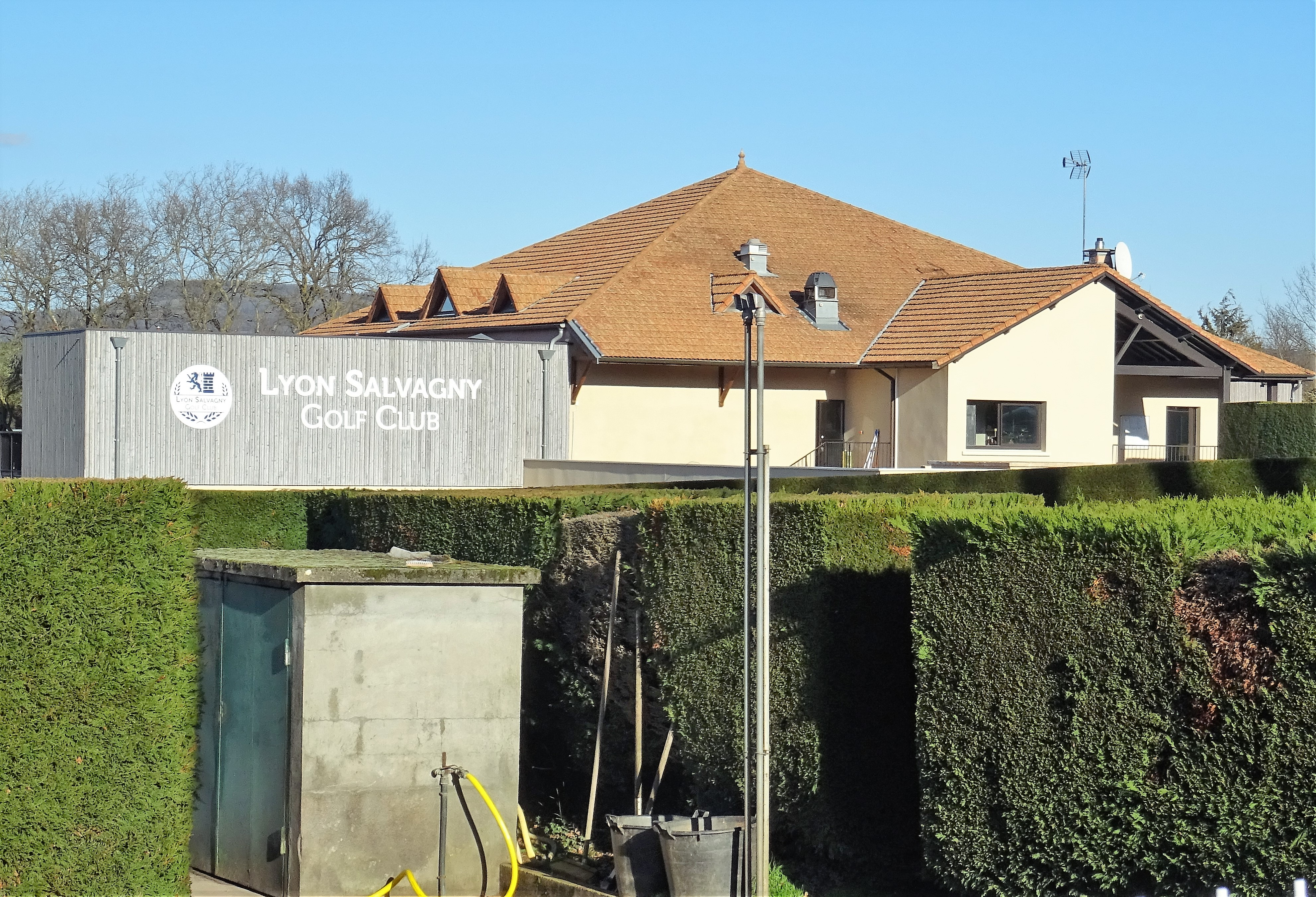
Club House du golf des Granges.
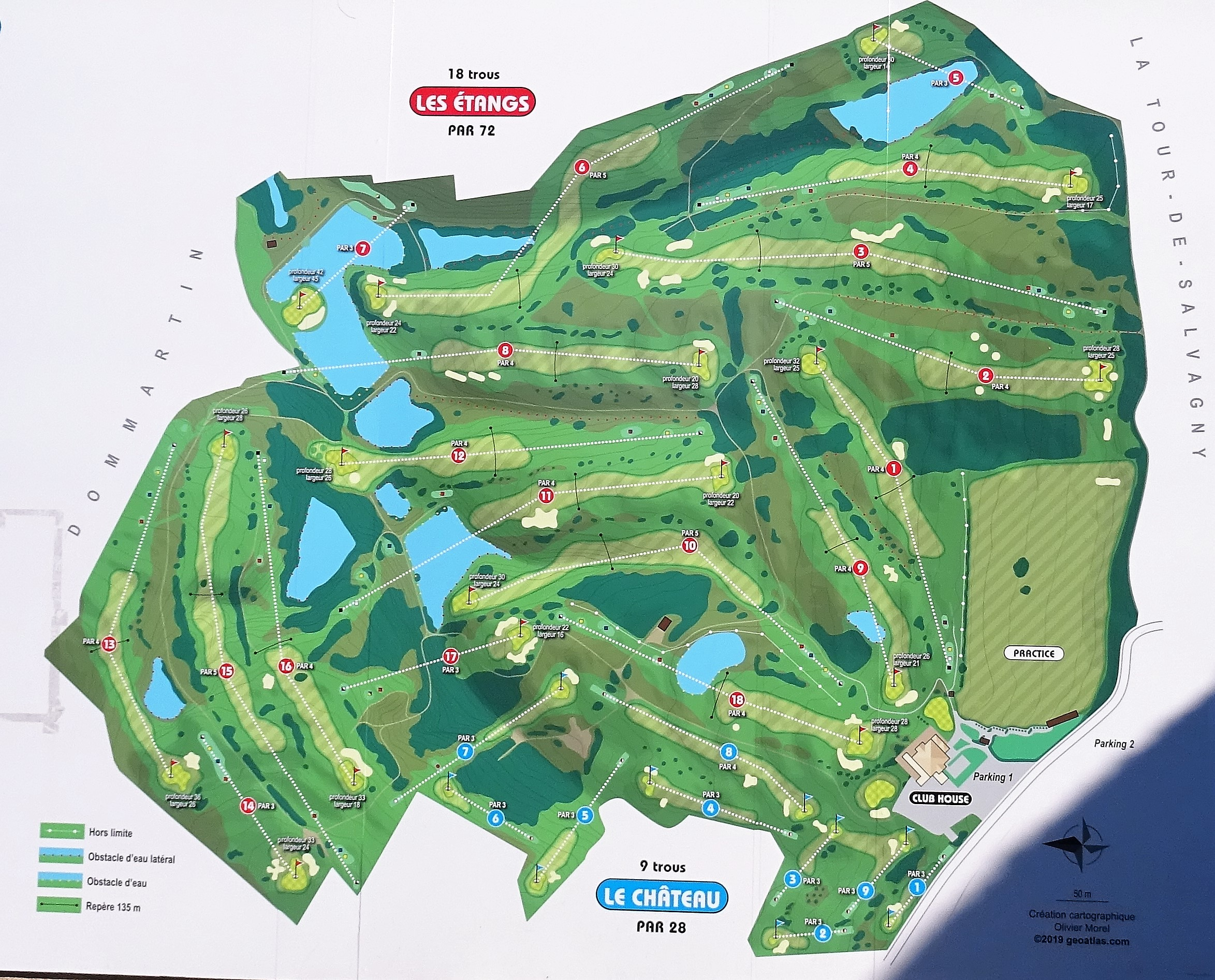
Plan du golf des Granges.
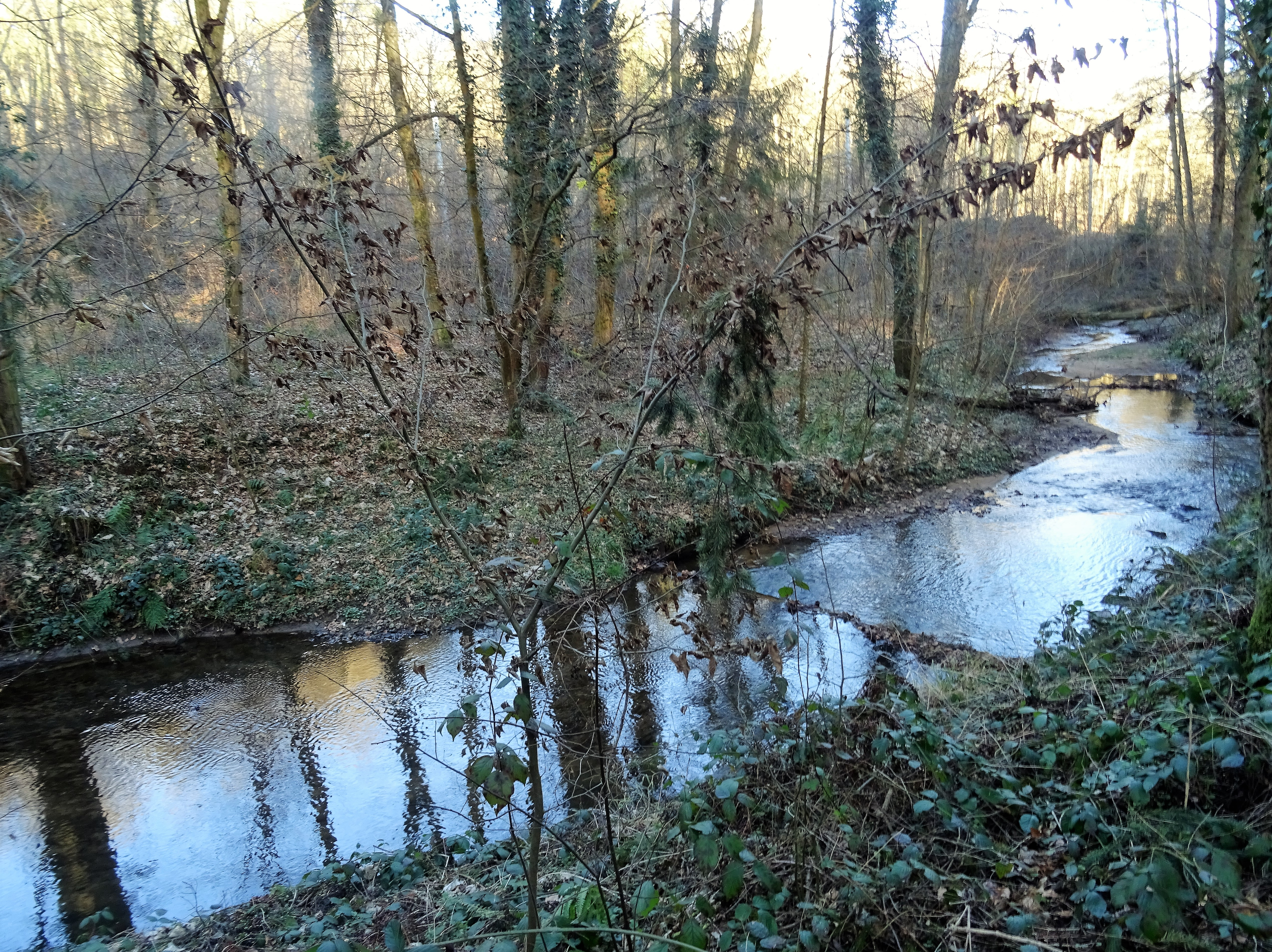
La Grande Rivière.
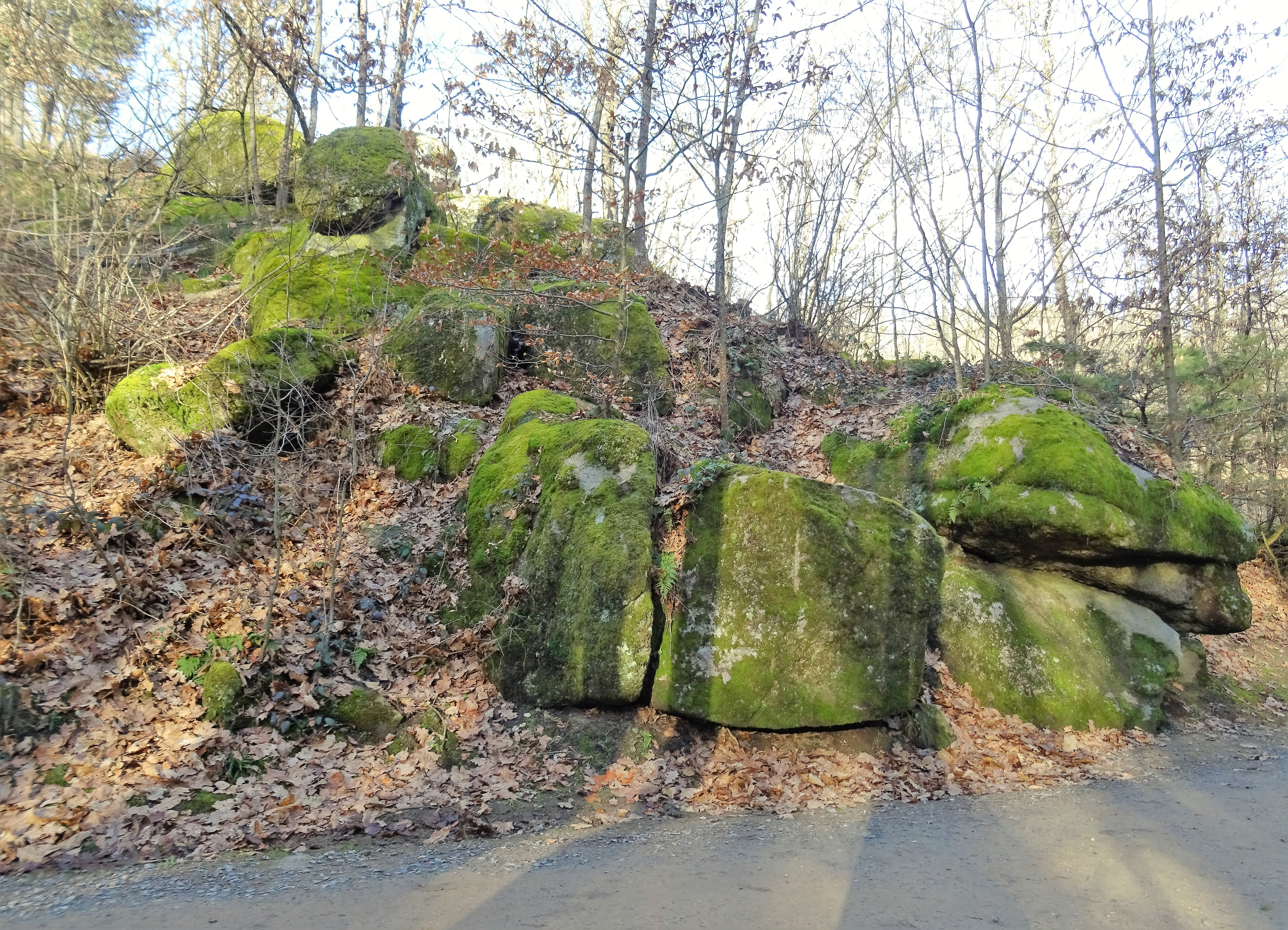
granite en boules.

Plus importante encore dans cette optique est la destinée de l’hippodrome. Dès avant 1939, la société des courses peinait à le rentabiliser avec seulement sept manifestations annuelles. Les espoirs entretenus après la guerre ont été définitivement ruinés dans les années 1960. Quand l’hippodrome du Grand-Camp de Villeurbanne a été fermé pour faire place à l’Université scientifique, le choix a été fait de le remplacer par celui de Parilly. Il fallut se résoudre à fermer celui de La Tour-de-Salvagny après une dernière réunion le 17 septembre 1965. « Après un sérieux coup de défrichage, la commune l’aménagea en zone sportive et de loisirs de plus de 20 ha []. Un boulodrome couvert, une salle omnisports, des terrains de tennis et de foot occupent maintenant ces lieux transformés en parc public ». Il ne manquait aux Tourellois qu’une piscine. Elle a été construite à proximité du casino en collaboration avec Charbonnières et Marcy-l’Etoile.

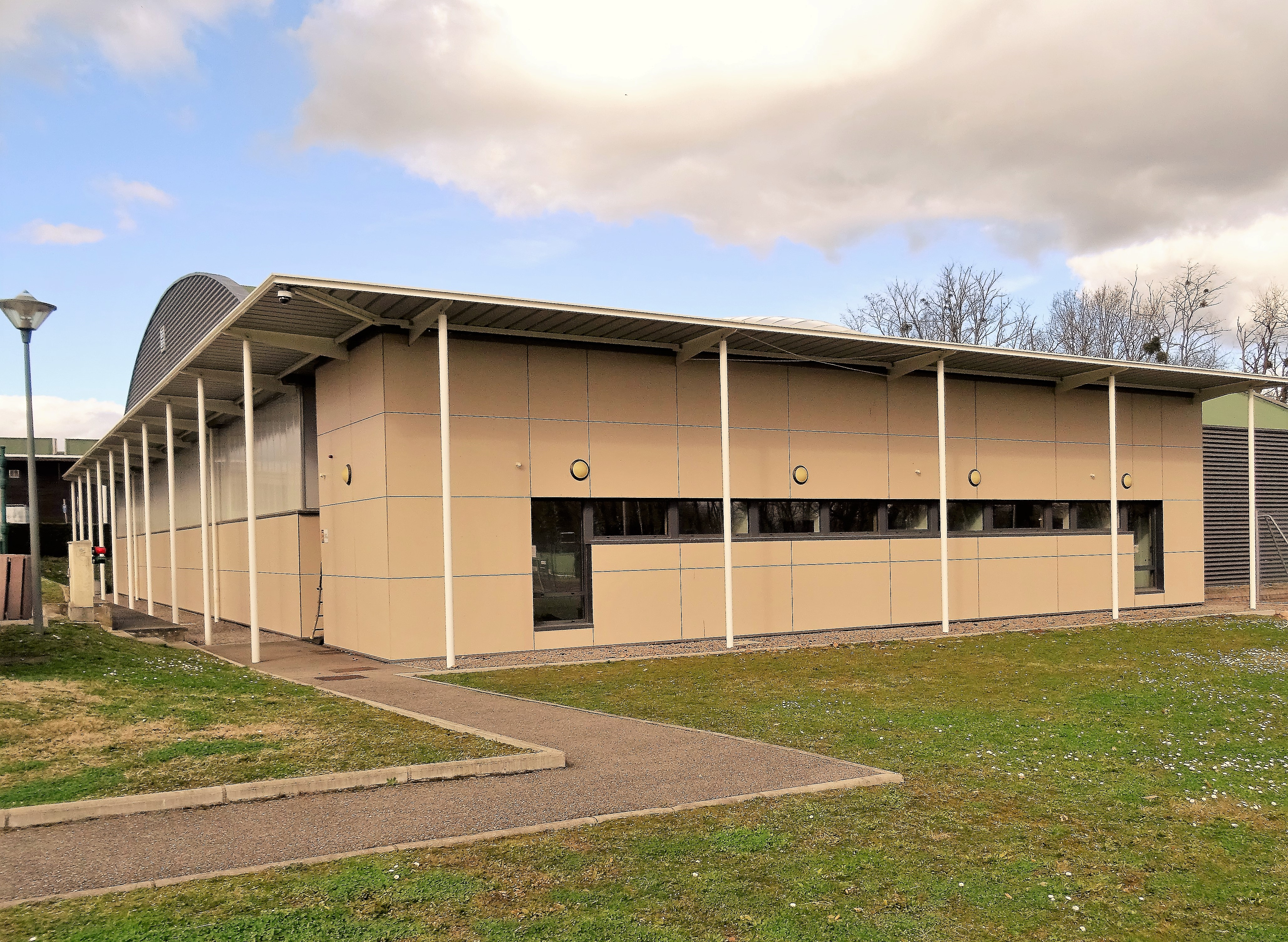
basket couvert.
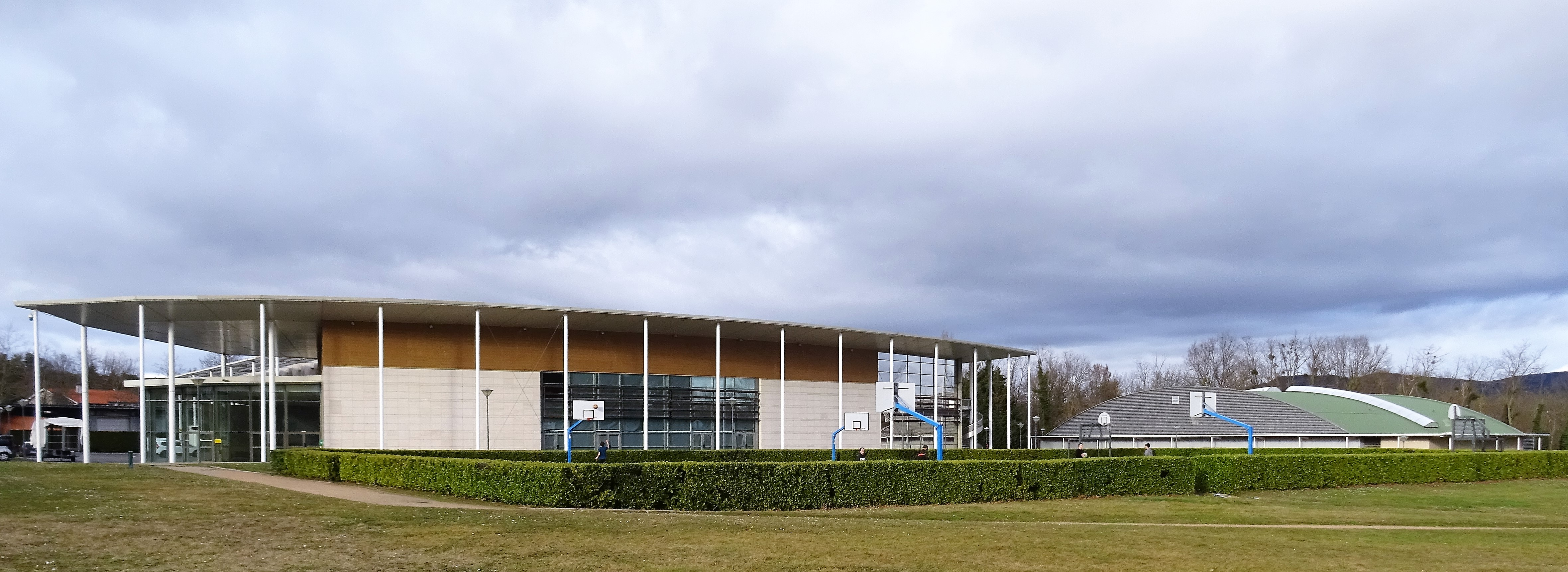
Ensemble culturel et sportif.
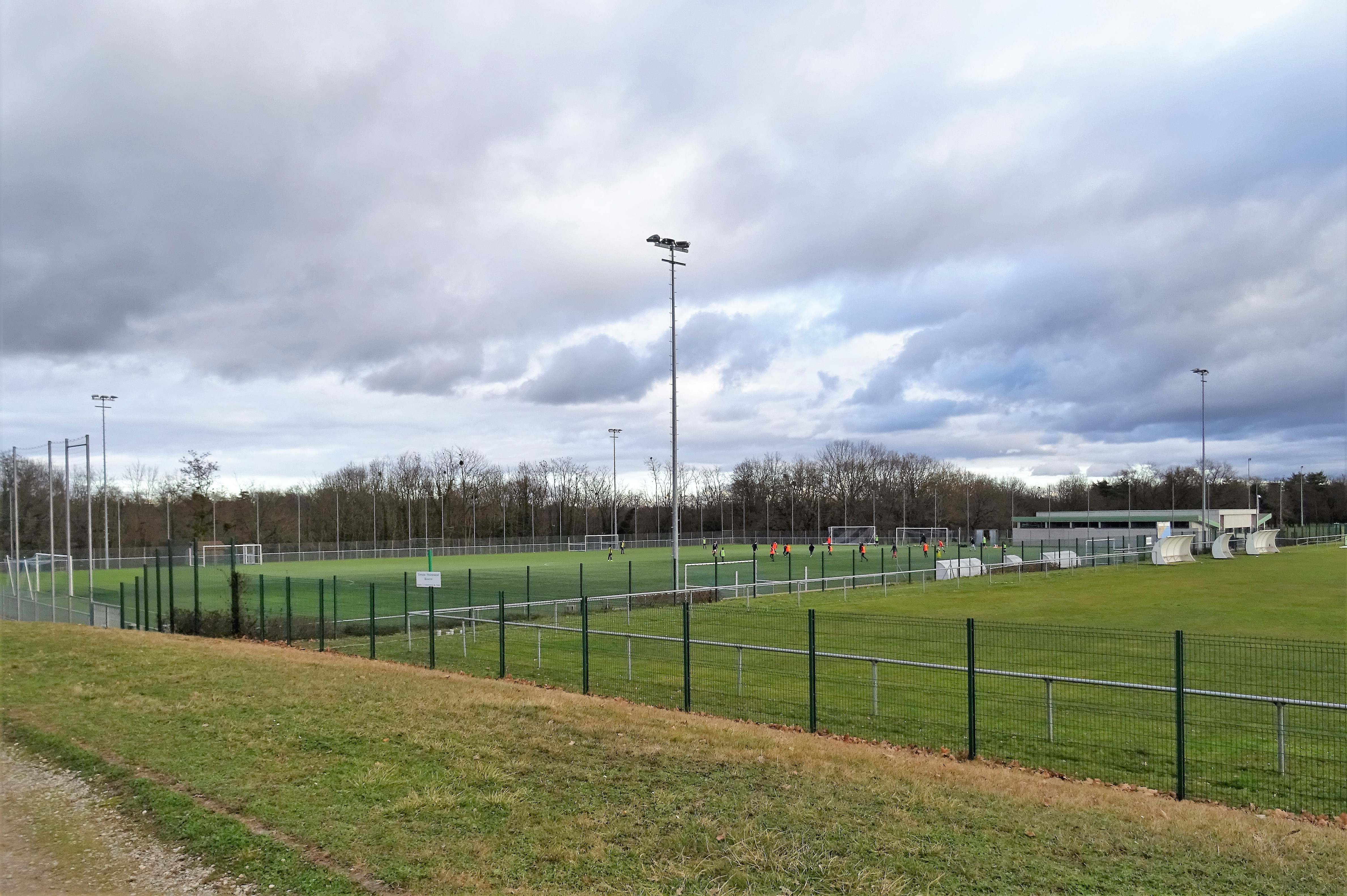
Terrains de foot.
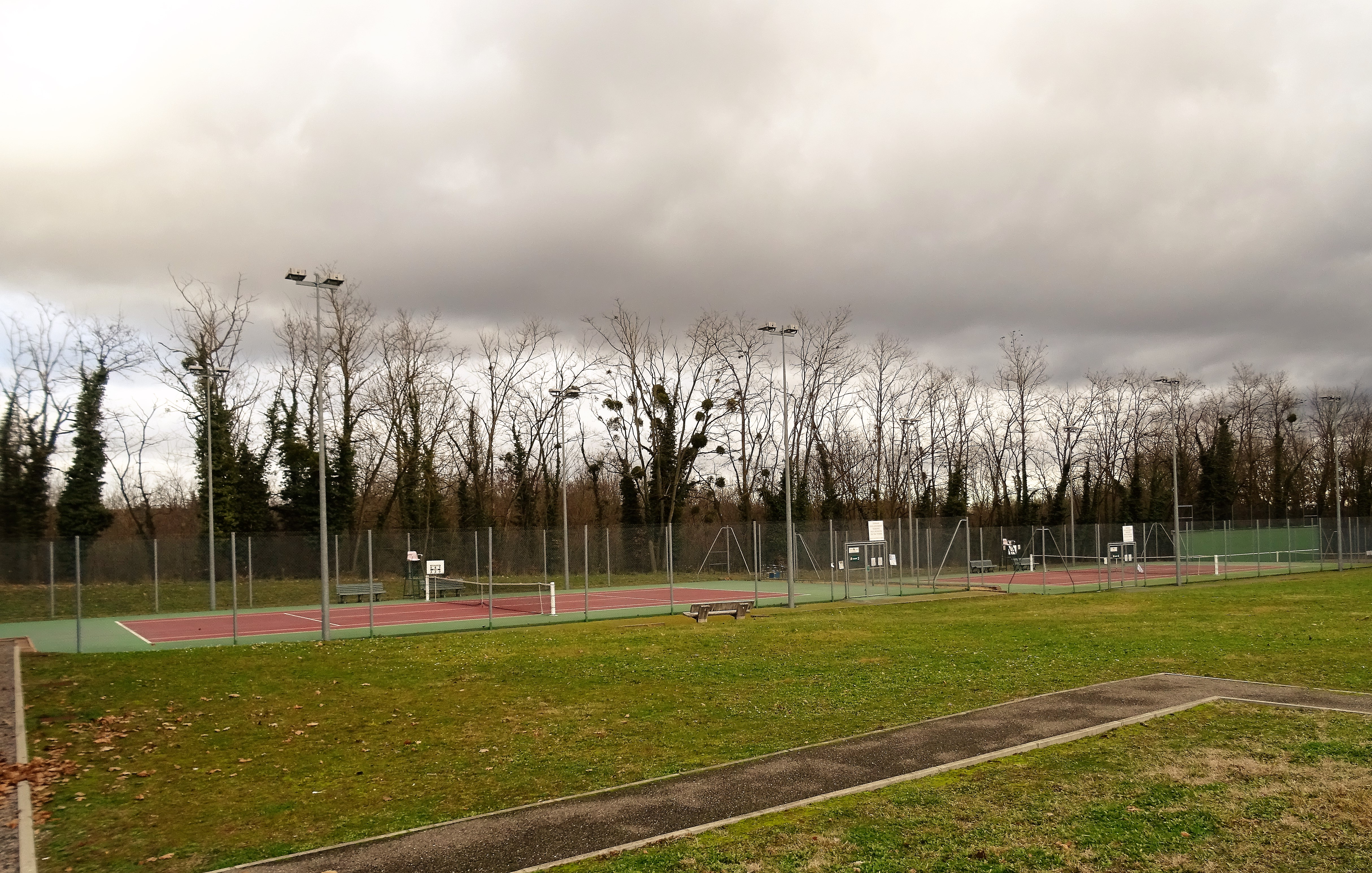
Tennis de l'hippodrome.
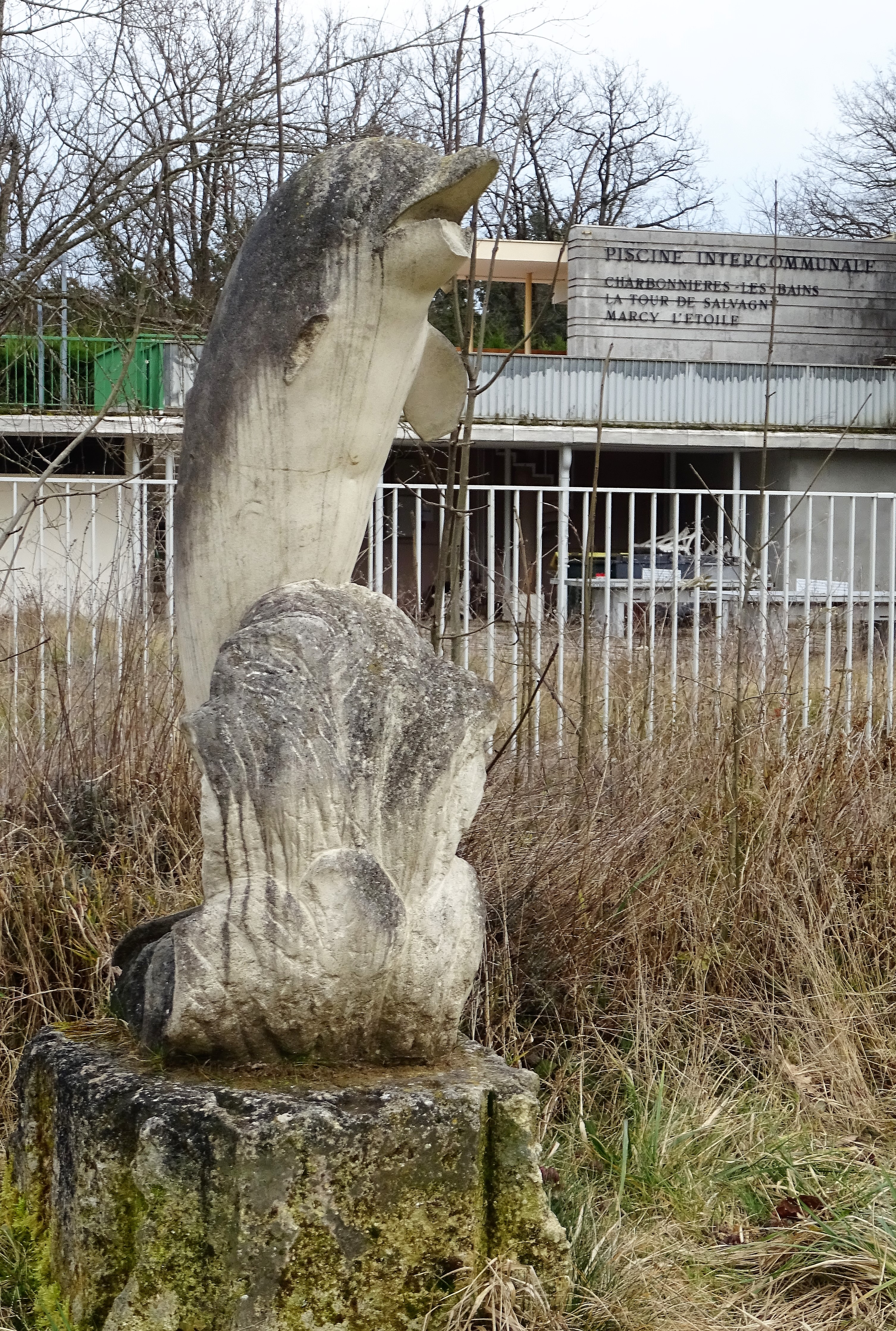
Piscine collective.

## Administration

### Liste des maires
| Période                                  | Période                   | Identité       | Étiquette    | Qualité                                                  |
| ---------------------------------------- | ------------------------- | -------------- | ------------ | -------------------------------------------------------- |
| 1945                                     | 1961                      | Henri Jandard  | PRL puis DVD | Conseiller général du canton de L'Arbresle (1945 → 1961) |
| 1961                                     | mars 1983                 | Edmond Guion   | DVD          | Épicier                                                  |
| mars 1983                                | juin 1995                 | Georges Chaine |              | Retraité                                                 |
| juin 1995                                | mars 2008                 | José Mansot    | DVD          | Ingénieur des Mines                                      |
| mars 2008                                | En cours (au 27 mai 2020) | Gilles Pillon  | DVD          | Cadre du secteur privé Réélu pour le mandat 2020-2026    |
| Les données manquantes sont à compléter. |                           |                |              |                                                          |

## Population et société

### Démographie

#### Évolution démographique
L'évolution du nombre d'habitants est connue à travers les recensements de la population effectués dans la commune depuis 1793. Pour les communes de moins de 10 000 habitants, une enquête de recensement portant sur toute la population est réalisée tous les cinq ans, les populations de référence des années intermédiaires étant quant à elles estimées par interpolation ou extrapolation. Pour la commune, le premier recensement exhaustif entrant dans le cadre du nouveau dispositif a été réalisé en 2008.
En 2022, la commune comptait 4 460 habitants, en évolution de +9,83 % par rapport à 2016 (Rhône : +3,93 %, France hors Mayotte : +2,11 %). Le maximum de la population a été atteint en 2018 avec 4 040 habitants.
| 1793 | 1800 | 1806 | 1821 | 1831 | 1836 | 1841 | 1846 | 1851 |
| ---- | ---- | ---- | ---- | ---- | ---- | ---- | ---- | ---- |
| 448  | 389  | 510  | 600  | 571  | 615  | 614  | 651  | 660  |

| 1856 | 1861 | 1866 | 1872 | 1876 | 1881 | 1886 | 1891 | 1896 |
| ---- | ---- | ---- | ---- | ---- | ---- | ---- | ---- | ---- |
| 630  | 627  | 589  | 581  | 564  | 584  | 582  | 548  | 610  |

| 1901 | 1906 | 1911 | 1921 | 1926 | 1931 | 1936 | 1946 | 1954 |
| ---- | ---- | ---- | ---- | ---- | ---- | ---- | ---- | ---- |
| 588  | 611  | 573  | 551  | 603  | 699  | 625  | 662  | 843  |

| 1962  | 1968  | 1975  | 1982  | 1990  | 1999  | 2006  | 2008  | 2013  |
| ----- | ----- | ----- | ----- | ----- | ----- | ----- | ----- | ----- |
| 1 094 | 1 367 | 1 904 | 2 827 | 3 226 | 3 402 | 3 467 | 3 486 | 3 922 |

| 2018  | 2022  | - | - | - | - | - | - | - |
| ----- | ----- | - | - | - | - | - | - | - |
| 4 040 | 4 460 | - | - | - | - | - | - | - |

#### Pyramide des âges
En 2018, le taux de personnes d'un âge inférieur à 30 ans s'élève à 32,6 %, soit en dessous de la moyenne départementale (40,2 %). À l'inverse, le taux de personnes d'âge supérieur à 60 ans est de 30,5 % la même année, alors qu'il est de 21,9 % au niveau départemental.
En 2018, la commune comptait 1 938 hommes pour 2 102 femmes, soit un taux de 52,03 % de femmes, légèrement supérieur au taux départemental (51,92 %).
Les pyramides des âges de la commune et du département s'établissent comme suit.
| Hommes | Classe d’âge | Femmes |
| ------ | ------------ | ------ |
| 0,7    | 90 ou +      | 0,9    |
| 8,9    | 75-89 ans    | 10,6   |
| 19,3   | 60-74 ans    | 20,4   |
| 20,7   | 45-59 ans    | 19,4   |
| 16,3   | 30-44 ans    | 17,5   |
| 14,4   | 15-29 ans    | 13,6   |
| 19,6   | 0-14 ans     | 17,8   |

| Hommes | Classe d’âge | Femmes |
| ------ | ------------ | ------ |
| 0,7    | 90 ou +      | 1,7    |
| 6,2    | 75-89 ans    | 8,4    |
| 13     | 60-74 ans    | 14,2   |
| 18,4   | 45-59 ans    | 17,7   |
| 20,3   | 30-44 ans    | 19,5   |
| 21,8   | 15-29 ans    | 21,1   |
| 19,6   | 0-14 ans     | 17,4   |

### Enseignement
La Tour-de-Salvagny est située dans l'académie de Lyon.
L'école publique Edmond-Guion comporte une école maternelle et une école élémentaire.
L'école privée catholique Notre-Dame des Charmilles est une école primaire qui comporte une école maternelle et une école primaire.
Une association de parents propose également un restaurant d'enfants, avec une grande majorité de produits frais préparés sur place.
Puis les élèves sont dirigés vers le collège Jacques-Cœur de Lentilly puis au lycée Blaise-Pascal de Charbonnières-les-Bains.

### Manifestations culturelles et festivités
Le Festival Country est une fête consacrée à la culture américaine, qui se déroule sur le deuxième weekend de septembre. L'événement propose de nombreuses animations dont un défilé de voitures anciennes américaines, et des balades en Harley-Davidson.
Noel'in est un marché de Noël qui se déroule tous les ans le premier weekend de décembre.

### Santé
La commune compte plusieurs généralistes et de nombreux spécialistes : cabinets dentaires, cabinets infirmiers, psychologues, masseurs-kinésithérapeutes, ostéopathes, étiopathe. D'autres professionnels de santé sont installés à la Tour-de-Salvagny : podologue-pédicure, audio-prothésiste, sage-femme, kinésiologie, cabinet paramédical.
La commune possède une pharmacie, et la pharmacie de garde la plus proche est à Tassin-la-Demi-Lune.
L'hôpital le plus proche est la clinique du Val d'Ouest à Écully.

### Sports
- T.A.C. (Tour Athlétic Club) Club omnisports.
- A.B.S. (Amicale Boule de Salvagny) Club de boules Lyonnaises fondé en 1932.
- Domtac est le club de foot du village, en association avec Dommartin (Dom : Dommartin, Tac : Tour Athletic Club).

### Lieux de cultes
La Tour-de-Salvagny fait partie de la Paroisse de l'Esprit-Saint des Portes de Lyon, qui rassemble Dommartin, La Tour-de-Salvagny et Lentilly.
Son église, Saint Ennemond, est de style néo-roman. Elle a été achevée en 1867 sous le vocable de Saint-Ennemond.

## Économie

### Revenus de la population et fiscalité
En 2010, le revenu fiscal médian par ménage était de 45 871 €, ce qui plaçait La Tour-de-Salvagny au 718e rang parmi les 31 525 communes de plus de 39 ménages en métropole.

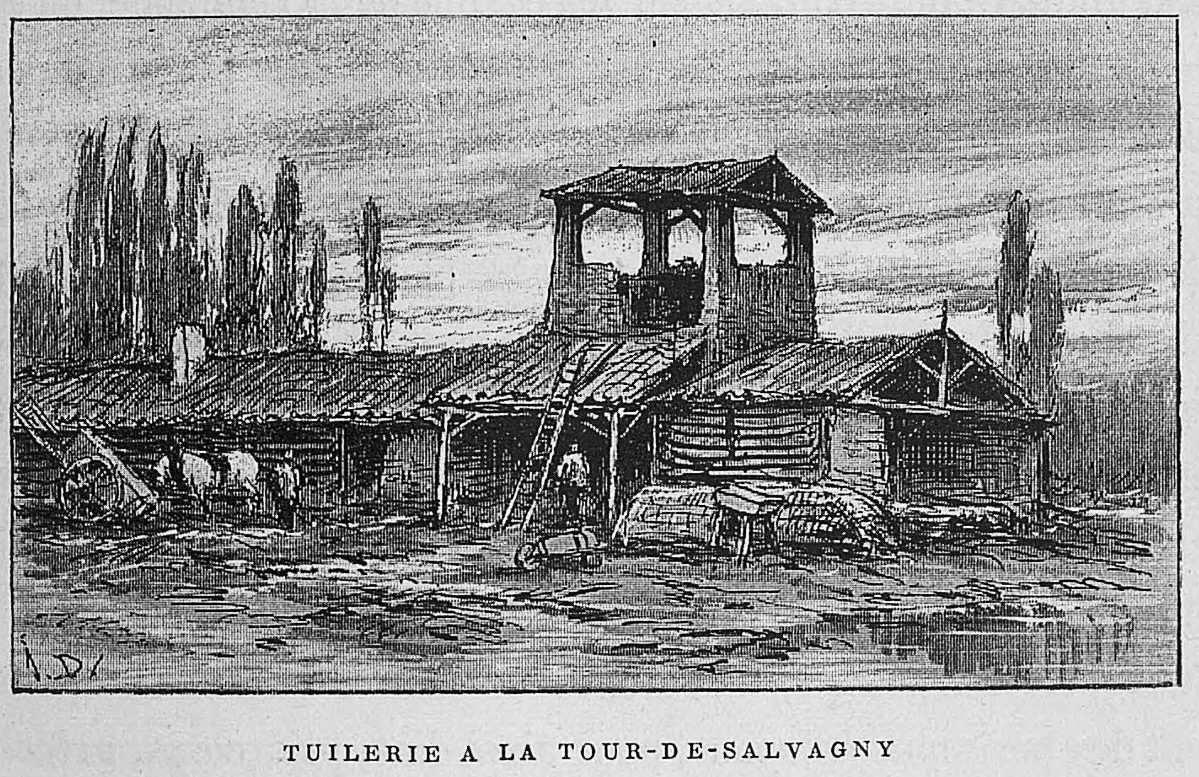
Tuilerie illustrée par Joannès Drevet (1854–1940).

## Culture locale et patrimoine

### Lieux et monuments
- Le casino Le Lyon Vert.
- Le golf de La Tour-de-Salvagny.

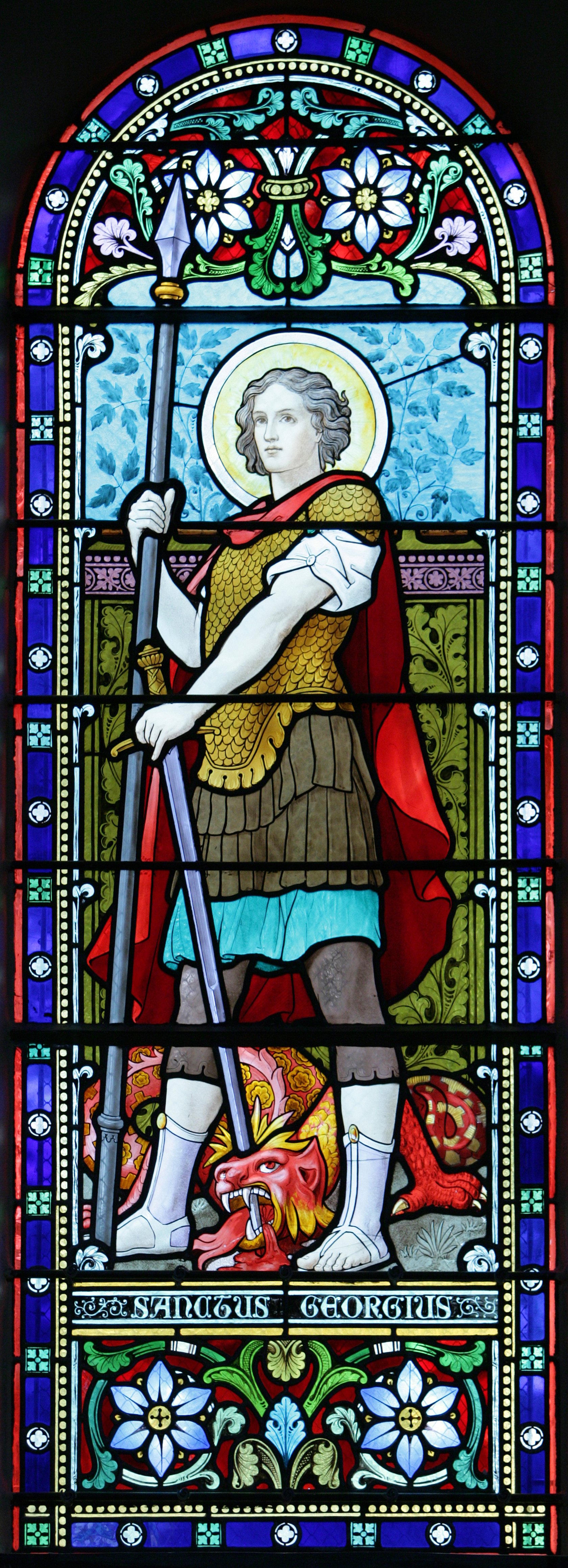
Vitrail dédié à saint Georges dans l'église.
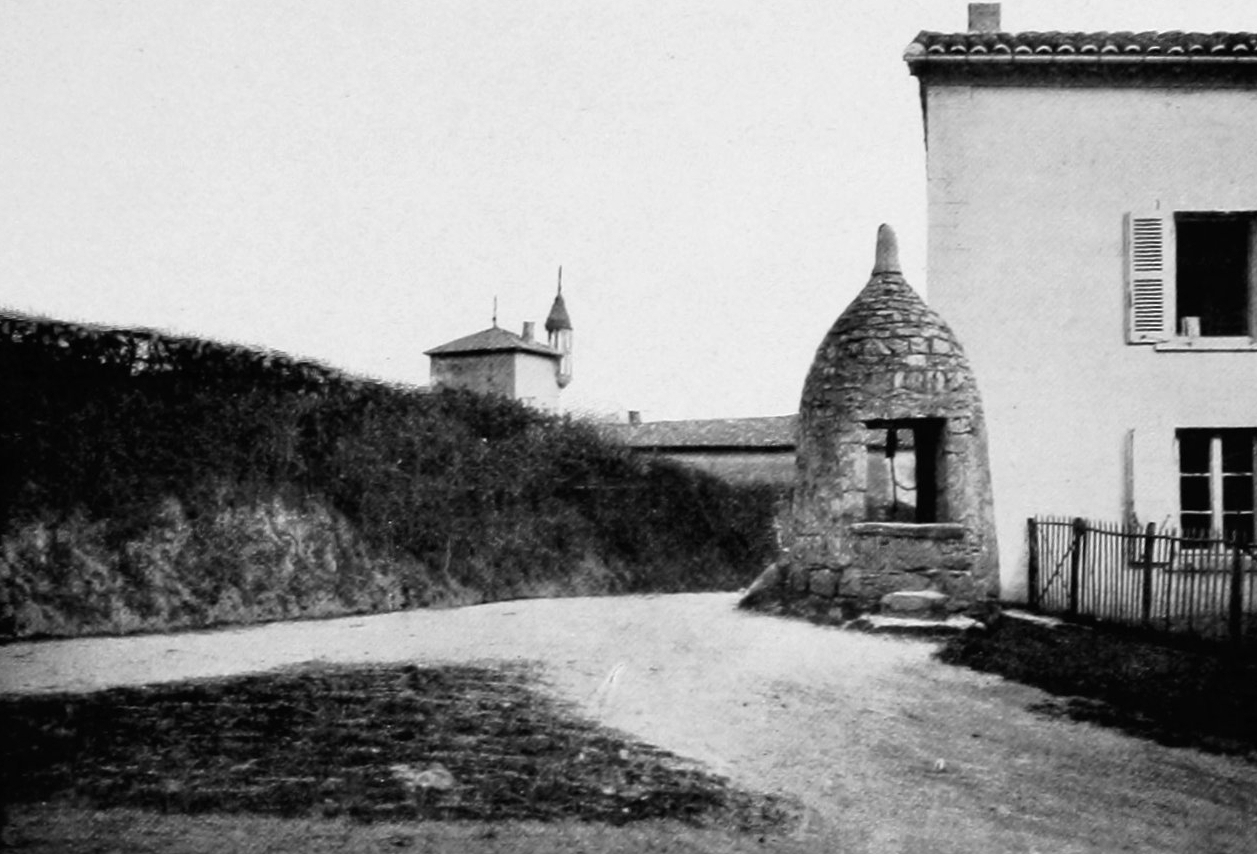
Un puits lyonnais entre 1901 et 1902.

### Espaces verts et fleurissement
En 2014, la commune obtient le niveau « une fleur » au concours des villes et villages fleuris.

### Héraldique
| Blason de La Tour-de-Salvagny | Blason  | D'or à la tour d'azur issant d'une forêt de sinople sur un tertre du même, au chef de gueules chargé d'un griffon passant du champ et d'un lion léopardé d'argent couronné aussi du champ affrontés. |
| Blason de La Tour-de-Salvagny | Détails | - La forêt évoque le nom de la commune, Salvagny, qui provient du mot latin Silvaniacus désignant un lieu défriché sur une forêt. - La tour fait référence à celle construite au XIe siècle au centre de la commune et qui lui donna en partie son nom. - Le chef évoque le blason des Chanoines-comtes de Lyon, seigneurs de la Tour-de-Salvagny. Le blason a été homologué par le conseil départemental d'héraldique du Rhône le 26 juin 1989. |